# Covid19-koronavírus-járvány Magyarországon
A 2020-as Covid19-koronavírus-járvány magyarországi első regisztrált esetét március 4-én jelentette be Orbán Viktor miniszterelnök mint a Koronavírus-járvány Elleni Védekezésért Felelős Operatív Törzs irányítója, az első elhunyt beteget pedig március 15-én jelentették. Március 18-án Müller Cecília országos tisztifőorvos, epidemiológiai szakember már arról adott tájékoztatást, hogy Magyarországon bárhol jelen lehet a fertőző vírus.
A járvány eddig három hullámban tört az országra. Az első, márciusban kezdődő hullám során az aktív esetek száma egészen május elejéig nőtt, meghaladta a 2000-et is, majd folyamatosan csökkenni kezdett. Ez a csökkenés július második feléig tartott, ám ettől kezdve a szám először lassú, majd augusztustól, a második hullám beköszöntével gyors emelkedésnek indult. A második hullám során jóval több beteget azonosítottak, ám ezúttal nagyobb arányban fiatalokat, akikre a betegség kevésbé veszélyes, ezért a második hullámban a halálozási arány sokkal alacsonyabb volt, mint az elsőben. A második hullám decemberben gyengülni kezdett, de amikor még nem tűnt el teljesen, 2021 februárjának közepén, az eredeti vírusnál jóval fertőzőbb brit mutáns megjelenése miatt újra emelkedésnek indult az esetszám. Ebben a harmadik hullámban minden addigi rekordot megdöntött a kórházban ápolt személyek száma.
Magyarország érintettségére felkészülve a kormány már 2020. január 31-én egy "operatív törzset" hozott létre. A járvány megjelenése után, március 11-én országos veszélyhelyzetet hirdettek ki, amellyel különleges jogrend lépett életbe Magyarországon: a békétől, az állami működés általános szabályaitól eltérő időszak. Ahogy a világ legtöbb országában történt, Magyarországon is az emberek mindennapi életét korlátozó intézkedéseket vezettek be, amelyeket csak fokozatosan, a járvány első hullámának lecsengésével oldottak fel. A gazdaság (ahogy a világ többi részén is) jelentősen visszaesett, tízezrek vesztették el munkájukat, igaz, köztük sokan csak rövidebb időre. A sportélet is hónapokra teljesen leállt.
A második hullámban, amikorra az egészségügy már jobban fel lett készítve a járványra, kevésbé szigorú védelmi intézkedéseket vezettek be, többek között azért, hogy a gazdaság működésben maradhasson. 2020 novemberétől azonban ismét megemelkedett a koronavírus-fertőzés következtében megbetegedettek száma, ezért újra járványügyi szigorításokat kellett bevezetni a kialakult helyzet miatt, igaz, a korlátozások mértéke ezt követően sokáig nem érte el a tavasszal elrendelt védelmi intézkedések szigorúságát. A harmadik hullám azonban jóval súlyosabb volt, így 2021. március elején ismét szigorúbb zárás kezdődött meg, amelyet a védőoltásban részesült emberek számának növekedésével fokozatosan enyhítettek a következő hónapok során.
Az első Covid19 elleni védőoltás az Európai Unióban december végére vált elérhetővé, így december 26-án, egy időben a többi EU-tagállammal, Magyarországon is megkezdődött az oltások beadása. Az oltás ingyenes és önkéntes volt. 2021 februárjában az EU-ban elsőként Magyarországon orosz és kínai gyártmányú védőoltásokat is alkalmazni kezdtek, amelyeknek köszönhetően rövid időre a lakosságarányos átoltottság itt vált az egyik legmagasabbá Európában.

## Események
2019 decemberének végén a kínai Vuhanban megmagyarázhatatlan vírusos tüdőgyulladásos megbetegedések történtek. Ez a 2019 végén megjelent koronavírusos betegség később Covid19 néven vált ismertté, és egy új világjárvány kezdetét jelentette, amelyet egy új ismeretlen kórokozó okozott, az új humán koronavírus (SARS-CoV-2).
Mivel a Covid19-pandémia eleinte a járvány kitörésének helyén, a kínai Vuhan városában és Hupej tartomány régiójában alakult ki, ezért február 2-án (Franciaországon keresztül) hazaszállították az ott élő magyarok közül azokat, akik haza kívántak térni. A hét személyt 14 napra karanténba helyezték, mivel ennyi az új típusú tüdőgyulladást okozó betegség leghosszabb ismert lappangási ideje. Akik a következő 14 nap alatt egészségesek maradtak, azokat február 16-án kiengedték a karanténból.
2020 februárjában a koronavírus terjedésével kapcsolatos események, hírek hatására, ugyanúgy, ahogy a világ többi részén is, a magyarországi üzletekben is elkezdtek hiánycikké válni a kézfertőtlenítők, az arcmaszkok és a tartós élelmiszerek. Schanda Tamás, az Innovációs és Technológiai Minisztérium parlamenti és stratégiai államtitkára szerint „a kormány megérti az emberek félelmét, de szakértők szerint indokolatlan és fölösleges elkezdeni tartós élelmiszereket felhalmozni”. Ez a „felvásárlási pánik” azonban hamar csillapodott: amikor márciusban megjelent a vírus, az már nem okozott jelentős mértékű fennakadást a kereskedelemben.
2020. március 4-én Magyarország kormánya elindította a koronavírussal kapcsolatos hivatalos tájékoztató honlapját és egy kapcsolódó tartalmú, de technikailag független Facebook-oldalt.
Az operatív törzs önmérsékletre, felelős magatartásra intő figyelmeztetése ellenére egy 30 éves érettségizett biztonsági őr ellen rendőri intézkedés történt, amiért álhírt közölt az interneten, a járvánnyal kapcsolatos intézkedések vonatkozásában.
Orbán Viktor március 13-án bejelentette egy országos koronavírus-kutatási akciócsoport létrehozását professzor Jakab Ferenc vezetésével, amely gyógyszer- és vakcinafejlesztésért felel.
A külföldi laboratóriumokban már izolált vírust a magyar kutatók először március 17-én a Nemzeti Népegészségügyi Központ (NNK) Nemzeti Biztonsági Laboratóriumában izolálták sikeresen egy magyar beteg mintájából, hogy szaporíthassák és felhasználhassák a magyar vakcinakutatáshoz. Ezt a tényt az országos tisztifőorvos, a koronavírus-fertőzés elleni védekezésért felelős operatív törzs sajtótájékoztatóján ismertette. A szakember szerint ezzel lehetőség nyílt a magyarországi tudósok számára is a vakcinafejlesztés lehetősége és új vírusellenes terápiák kifejlesztésére, kipróbálására és védőoltás kifejlesztésére. A magyar vakcinakutatás érdekében egy konzorcium jött létre, az Eötvös Loránd Tudományegyetem Természettudományi Karának Immunológiai Tanszéke, a Pécsi Tudományegyetem Természettudományi Karának Biológiai Intézete, a Richter Gedeon Nyrt. és a biotechnológiai fejlesztéseket nemzetközi szinten végző ImmunoGenes Kft. szakemberei részvételével. Kacskovics Imre az ELTE Immunológiai Tanszékének vezetője szerint, a kifejlesztendő gyógyszer azonban még nem védőoltás, nem oltóanyag, hanem csak rövid ideig tartó passzív immunitást biztosít, azonban arra nem képes a szervezetet felkészíteni, hogy az maga vegye fel a harcot a kórokozó ellen. A magyar kutatócsapat kétkomponensű, fehérjealapú készítmény előállítását tervezi, és olyan gyógyszer létrehozásán dolgozik, amely semlegesíti a szervezetbe került koronavírust és azokat a sejteket is elpusztítja majd, amelyeket a kórokozó megfertőzött. Néhány nappal a sikeres izolálás után, a Pécsi Tudományegyetem Szentágothai János Kutatóközpont Bioinformatikai Kutatócsoportja és PTE virológus szakemberei meghatározták az új SARS-CoV-2 humán koronavírus magyarországi genomját is, amely a további komplex evolúciós vizsgálatokra nyújt lehetőséget és a specifikus gyógyszerfejlesztéshez.
A teljes munkafolyamatot Kemenesi Gábor irányításával Urbán Péter, Tóth Gábor Endre és Herczeg Róbert végezték el. További genomi epidemiológiai vizsgálatokat végzett a professzor Jakab Ferenc vezetésével működő pécsi kutatócsoport, melynek során a magyarországi járvány eredetére vonatkozóan megállapították, hogy a kezdeti időszakban több, független behozatallal jutott az országba, főleg európai desztinációkból.
A Pécsi Tudományegyetem virológusai március 23-án kezdték meg a koronavírus-ellenes hatóanyagok vizsgálatát, olyan vírusizolátumokon, melyeket a megelőző napokban sikeresen, egy általuk kidolgozott rutineljárás keretében izoláltak.
Miután március közepére Kínában már visszaszorult a járvány, a távol-keleti országban rengeteg egészségügyi felszerelés maradt felesleges, illetve felszabadult Kína gyártókapacitása is. A kínai eszközökből a különböző országok (egymással versengve, mert még így sem volt elegendő áru) világszerte nagy mennyiséget rendeltek. Magyarországra március 23-án érkezett meg az első szállítmány Kínából: 82 000 darab orvosi maszk és 30 050 darab védőruha. Másnap újabb 100 000 védőruha, 100 000 pár kesztyű, 100 000 teszt, 86 lélegeztetőgép és hárommilliónál is több orvosi maszk érkezett az országba, 28-án pedig újabb 27 tonnányi védőfelszerelés. Április 4-én négymillió maszk, 400 000 védőruha, 100 000 védőszemüveg, 30 000 pár kesztyű és több mint 6000 arcvédő plexi volt a rakománya az újabb repülőgépeknek, amelyek Budapestre érkeztek, de a későbbi napokban is folyamatosan érkeztek újabb és újabb szállítmányok. Április közepén például 24 óra alatt 10,7 millió maszk, 24 600 izolációs köpeny és 900 liter fertőtlenítő, majd 1,5 millió védőruha, 100 000 kesztyű, 50 000 vírusteszt és 200 lélegeztetőgép.
Az utazási korlátozások bevezetése után számos magyar állampolgár rekedt külföldön, hazajutásukhoz a külügyminisztérium adott segítséget.
Az érettségi vizsgák szigorú biztonsági intézkedések mellett zajlottak. Néhány kivételtől eltekintve csak írásbeli érettségit tartottak, de azokon sem volt kötelező a részvétel: akinek nem kellett az egyetemi felvételihez, az elhalaszthatta őszre. A május 4-én kezdődő vizsgákra a diákok és a tanárok maszkokat kaptak, kézfertőtlenítőket helyeztek el az intézményekben, egy teremben pedig csak legfeljebb 10 diák tartózkodhatott, és meg kellett tartaniuk a másfél méteres védőtávolságot egymás között.
Május elejétől közepéig tömeges tesztelés indult meg az országban. A Semmelweis Egyetem vezetésével, több vidéki intézmény közreműködésével közel 18 000 embert kértek fel, hogy vegyenek részt a vírusteszten. Kiválasztásuk statisztikusok számításai alapján történt, így a minta reprezentatívnak tekinthető, belőle következtetéseket lehet levonni arról, hogy korcsoportonként, területi eloszlás szerint és településtípusonként hányan lehetnek az országban, akik akár tünetek nélkül hordozzák a betegséget vagy átestek már rajta. Szintén május elején megnyílt a külföldi példa alapján létrehozott első autós tesztállomás Budapesten, ahol (befizetett díj ellenében) bárkit néhány perc alatt megvizsgálnak.
Június 4-én a koronavírus elleni vakcina fejlesztésével kapcsolatos közös vállalkozásba kezdett a Pécsi Tudományegyetem (PTE) Szentágothai János Kutatóközpont Virológiai Kutatócsoportja és a Cebina osztrák biotechnológiai cég. Jakab Ferenc professzor, az országos koronavírus-kutatási akciócsoport vezetője és Nagy Eszter a Cebina GmbH vezérigazgatója ismertették, hogy a közös fejlesztés során egy alegység vakcina kidolgozása a cél.

## Az első fertőzések Magyarországon

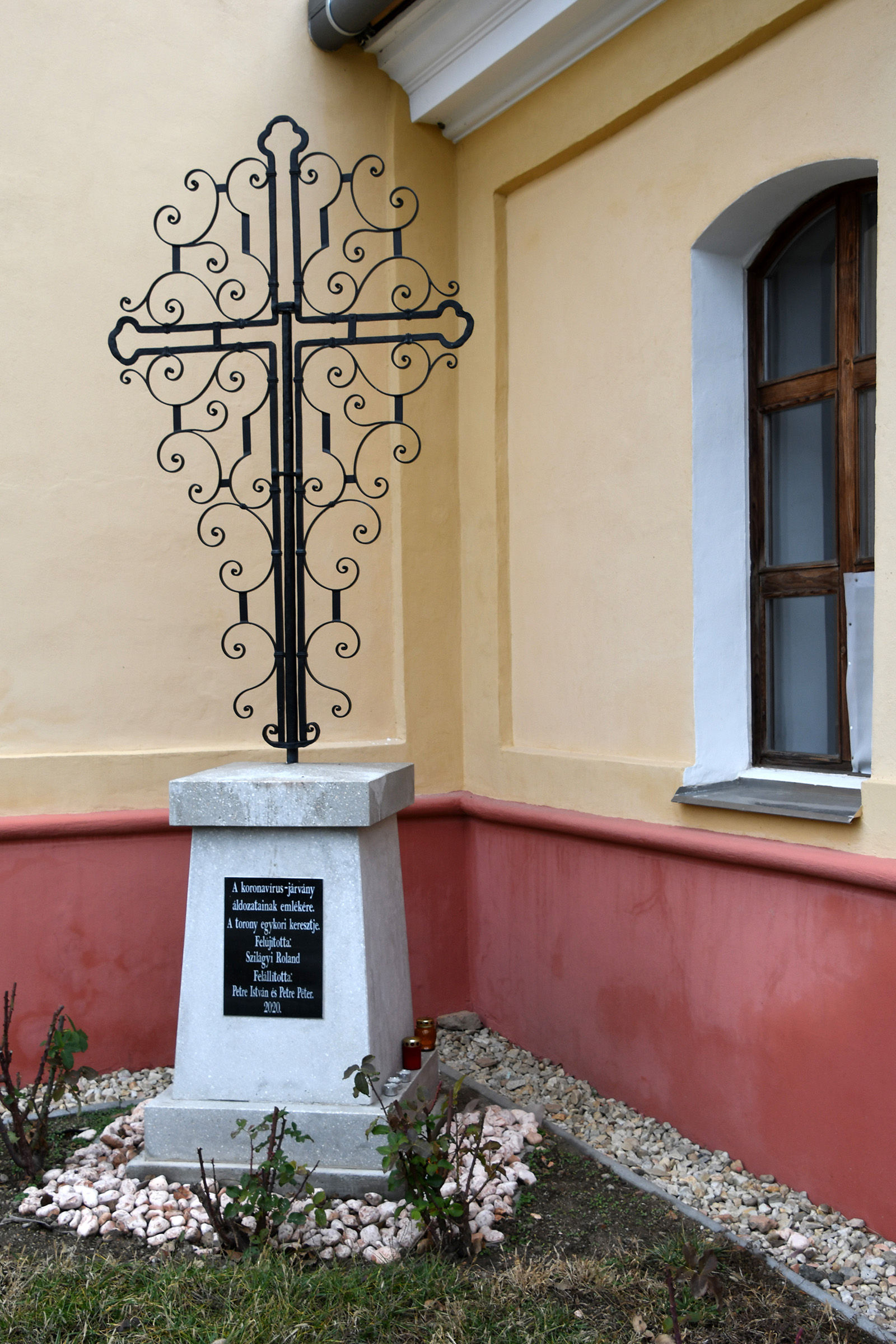
A koronavírus-járvány áldozatainak emlékműve a bujáki római katolikus templomnál

Az első két személy, akiről Magyarországon hivatalosan bejelentették, hogy SARS-CoV-2 koronavírussal fertőzött, két iráni származású, Magyarországon tanuló egyetemista. Egyikük a Semmelweis Egyetem gyógyszerész hallgatója, aki nem tartotta be az egyetem által kért kéthetes otthontartózkodást, így 1 hétig járt egy 16 fős angol nyelvű évfolyamon a gyakorlati órákra. Másikuk a gödöllői Szent István Egyetem hallgatója, aki hazatérte után önkéntes karanténba vonult, nem járt be az egyetemre, hanem jelentkezett a Szent László Kórházban, jelezve, hogy fertőzött területről érkezett.
A két iráni diák a Szent László Kórházba került elhelyezésre, tüneteik enyhék voltak. Az egyikük február 26-án, a másikuk február 28-án érkezett Magyarországra.
A harmadik fertőzöttet március 5-én jelentették be: az illető egy 69 éves brit férfi, aki Milánóban dolgozik, és rendszeresen ingázik az olaszországi város és Debrecen között. Február 29-én érkezett az országba, később belázasodott, ezért orvoshoz fordult: a helyi Kenézy Gyula Kórházba szállították. Hamarosan hír érkezett a negyedik betegről, aki az egyik iráni diák barátnője, és már akkor elkülönítették, amikor az iráni fertőzöttet beazonosították. 6-án 39 ember volt karanténban, és eddig a napig 269 mintavétel történt. Március 7-én azonosították az ötödik fertőzöttet, egy 70 éves férfit, akit a feltételezések szerint külföldön élő, Olaszországban is járt, majd őt meglátogató fia fertőzhetett meg. 
A hatodik és a hetedik betegről március 8-án érkezett hír: mindketten összefüggésbe hozhatók a korábbi öt fertőzöttel. Egyikük az egyik iráni diák 22 éves ismerőse, akivel korábban egy közös születésnapi ünnepségen vettek részt, másikuk a debreceni brit férfi magyar felesége. Másnap újabb kettővel növekedett a fertőzöttként azonosítottak száma: hasonlóan az előző naphoz most is egy, az első beteggel kapcsolatba került iráni diákról és a korábbi beteg férfi magyar feleségéről derült ki, hogy vírusfertőzött. Március 10-én újabb három iráni egyetemistánál mutatták ki a vírust, mindannyian az első esetekhez kapcsolódnak, ezért már napok óta járványügyi zárlatban tartották őket. A tizenharmadik fertőzöttet, egy magyar nőt, másnap jelentették be, ő az első debreceni kontaktjaként került az orvosok látókörébe, emiatt már napok korábban is kórházban tartották.
Március 12-én újabb három esetet jelentettek. Egy iráni diáknál (ő is az első beteg kontaktja volt) és két magyar állampolgárnál mutatták ki a vírust. A két magyar közül az egyik egy nő, aki már napok óta a Szent László Kórházban volt elkülönítve, a másik egy Izraelből beutazó férfi. Ugyanezen a napon közölte Szlávik János, a Dél-pesti Centrumkórház infektológiai osztályának vezetője, hogy meggyógyult az egyik, karanténban lévő iráni állampolgár. A sorozatban elvégzett tesztjei negatívak lettek.
Március 13-án hárommal nőtt az igazolt betegek száma, mindannyian magyar állampolgárok. Egyikük, egy 67 éves férfi, munkájából adódóan sok külföldivel találkozott, másikuk egy 41 éves férfi, aki Hollandiában és Angliában járt korábban, a harmadik pedig egy 27 éves férfi, aki egy korábbi fertőzöttel együtt járt Izraelben.
Március 14-től már nem közöltek annyi részletet az újonnan megbetegedett személyekről, mint korábban, többnyire csak az új betegek számát ismertették. Az összes ismert fertőzött száma (a gyógyultakkal és az elhunyttal együtt) március 17-én érte el az 50-et: ebből 39 magyar, 9 iráni, 1 brit és 1 kazah állampolgár volt. Ugyanekkor 137 személyt tartottak karanténban, az elvégzett vizsgálatok száma közel 1600 volt. 19-én hat fertőzött beteg volt súlyos állapotban, akiket intenzív osztályon kezeltek a Dél-Pesti Centrumkórházban. Az azonosított betegek száma március 21-én lépte át a 100-at. Eddig a napig az akkreditált laboratóriumi tesztek száma 3447 volt, de emellett végeztek teszteket más laborokban is. Ugyanezen a napon megjelent a fertőzöttek között egy vietnámi állampolgár is.
Március 11-22-e között 959 tünetmentes ember szűrése 12 pozitív esetet (1,3%) mutatott.
Március 26-án már a 250-et is meghaladta az azonosított fertőzöttek száma, és ugyanekkor lépte át a 8000-et az akkreditált tesztek száma is. A következő hónapokban, főként nyár végétől kezdve számos közszereplő, politikus, művész, sportoló és médiaszemélyiség jelentette be, hogy őt is megfertőzte a pandémiát okozó vírus.

## Magyarországi adatok

### Időrendben
Járványügyi sajátosság, hogy akiket új fertőzöttként regisztrálnak, azok a nyilvántartásba vételük előtt néhány nappal korábban betegedhettek meg, mert a vírus inkubációs ideje átlagosan 5,2 nap (2–14 nap terjedelmen belül), ezért a fertőzöttség tényleges időpontja nem pontosan ismert. A halálesetek és a gyógyulások napja ennél pontosabban ismert. Az adatokat 2021. június közepétől kezdve hétvégéken már nem közölték, ezért innentől kezdve a hétfői számokban 3 nap összesített adata látszik. Ezeket a sorokat sárgával jelöltük.
A magyarországi statisztikák sajátos vonása volt az első hullámban az alacsony esetszám mellett a magas (14%-os) halálozási arány, amit csak kiemelkedően rossz és/vagy rendkívül túlterhelt egészségügyi ellátórendszer magyarázhatott volna. Az országos reprezentatív felmérésből, a halálozások számából, valamint a nemzetközi tapasztalatokból azonban kitűnt, hogy valójában az alacsony detektálás okozta az eltérést: csak minden 14–15. esetet derítettek fel. A második hullámban a halálozási arány nagy mértékben csökkent. A The New York Timesnak a kormányzati adatok és a Johns Hopkins Egyetem adatai alapján naponta frissülő listájában a vírus elleni oltás magyarországi megkezdésekor, 2020. 12. 28-án, az összlakosságból 100 000 főre vetített, az igazolt fertőzöttek száma alapján – 316 669 fertőzött – Magyarország Európában a 27. helyen állt.
Magyarországon 2022. augusztus első felében elérte és túl haladta a kétmilliót a beazonosított fertőzöttek száma.

#### Összesítő
| Dátum      | Aktív fertőzött | Elhunyt | Gyógyult | Összesen | Beoltottak | Aktív fertőzöttek változása | Napi új elhunyt | Napi új gyógyult | Napi új fertőzött | Napi új beoltott |
| ---------- | --------------- | ------- | -------- | -------- | ---------- | --------------------------- | --------------- | ---------------- | ----------------- | ---------------- |
| 2021-07-01 | 38 964          | 29 992  | 739 204  | 808 160  | 5 493 609  | -390                        | 0               | 422              | 32                | 7095             |
| 2021-07-02 | 38 644          | 29 992  | 739 561  | 808 197  | 5 495 888  | -320                        | 0               | 357              | 37                | 2279             |
| 2021-07-05 | 38 071          | 29 996  | 740 195  | 808 262  | 5 506 663  | -573                        | 4               | 634              | 65                | 10 775           |
| 2021-07-06 | 37 969          | 29 998  | 740 327  | 808 294  | 5 513 327  | -102                        | 2               | 132              | 32                | 6664             |
| 2021-07-07 | 37 804          | 29 999  | 740 535  | 808 338  | 5 519 495  | -165                        | 1               | 208              | 44                | 6168             |
| 2021-07-08 | 37 599          | 30 004  | 740 790  | 808 393  | 5 523 878  | -205                        | 5               | 255              | 55                | 4383             |
| 2021-07-09 | 37 350          | 30 004  | 741 083  | 808 437  | 5 529 428  | -249                        | 0               | 293              | 44                | 5550             |
| 2021-07-12 | 37 023          | 30 007  | 741 509  | 808 539  | 5 538 557  | -327                        | 3               | 426              | 102               | 9129             |
| 2021-07-13 | 36 883          | 30 010  | 741 663  | 808 556  | 5 543 891  | -140                        | 3               | 154              | 17                | 5334             |
| 2021-07-14 | 36 703          | 30 013  | 741 896  | 808 612  | 5 548 451  | -180                        | 3               | 233              | 56                | 4560             |
| 2021-07-15 | 36 378          | 30 013  | 742 270  | 808 661  | 5 552 859  | -325                        | 0               | 374              | 49                | 4408             |
| 2021-07-16 | 36 078          | 30 015  | 742 632  | 808 725  | 5 559 178  | -300                        | 2               | 362              | 64                | 6319             |
| 2021-07-19 | 35 602          | 30 017  | 743 245  | 808 864  | 5 569 099  | -476                        | 2               | 613              | 139               | 9921             |
| 2021-07-20 | 35 421          | 30 019  | 743 449  | 808 889  | 5 573 557  | -181                        | 2               | 204              | 25                | 4458             |
| 2021-07-21 | 34 875          | 30 019  | 744 051  | 808 945  | 5 578 183  | -546                        | 0               | 602              | 56                | 4626             |
| 2021-07-22 | 34 282          | 30 020  | 744 714  | 809 016  | 5 582 815  | -593                        | 1               | 663              | 71                | 4632             |
| 2021-07-23 | 33 804          | 30 020  | 745 277  | 809 101  | 5 588 272  | -478                        | 0               | 563              | 85                | 5457             |
| 2021-07-26 | 33 394          | 30 020  | 745 848  | 809 262  | 5 596 543  | -410                        | 0               | 571              | 161               | 8271             |
| 2021-07-27 | 33 048          | 30 021  | 746 219  | 809 288  | 5 600 959  | -346                        | 1               | 371              | 26                | 4416             |
| 2021-07-28 | 32 356          | 30 025  | 746 981  | 809 362  | 5 605 713  | -692                        | 4               | 762              | 74                | 4754             |
| 2021-07-29 | 31 890          | 30 025  | 747 512  | 809 427  | 5 611 260  | -466                        | 0               | 531              | 65                | 5547             |
| 2021-07-30 | 31 308          | 30 026  | 748 157  | 809 491  | 5 617 270  | -582                        | 1               | 645              | 64                | 6010             |
| Dátum      | Aktív fertőzött | Elhunyt | Gyógyult | Összesen | Beoltottak | Aktív fertőzöttek változása | Napi új elhunyt | Napi új gyógyult | Napi új fertőzött | Napi új beoltott |
| 2021-08-02 | 30 434          | 30 027  | 749 185  | 809 646  | 5 624 451  | -847                        | 1               | 1028             | 155               | 7181             |
| 2021-08-03 | 30 182          | 30 029  | 749 461  | 809 672  | 5 628 383  | -252                        | 2               | 276              | 26                | 3932             |
| 2021-08-04 | 29 926          | 30 032  | 749 773  | 809 731  | 5 632 428  | -256                        | 3               | 312              | 59                | 4045             |
| 2021-08-05 | 28 816          | 30 032  | 750 995  | 809 843  | 5 636 894  | -1110                       | 0               | 1222             | 112               | 4466             |
| 2021-08-06 | 27 113          | 30 033  | 752 709  | 809 855  | 5 641 870  | -1703                       | 1               | 1714             | 12                | 4976             |
| 2021-08-09 | 22 727          | 30 037  | 757 247  | 810 011  | 5 649 125  | -4386                       | 4               | 4538             | 156               | 7255             |
| 2021-08-10 | 20 976          | 30 037  | 759 033  | 810 046  | 5 654 096  | -1751                       | 0               | 1786             | 35                | 4971             |
| 2021-08-11 | 18 824          | 30 037  | 761 265  | 810 126  | 5 658 623  | -2152                       | 0               | 2232             | 80                | 4527             |
| 2021-08-12 | 16 374          | 30 037  | 763 801  | 810 212  | 5 663 658  | -2450                       | 0               | 2536             | 86                | 5035             |
| 2021-08-13 | 14 326          | 30 038  | 765 952  | 810 316  | 5 668 993  | -2048                       | 1               | 2151             | 104               | 5335             |
| 2021-08-16 | 12 155          | 30 041  | 768 308  | 810 504  | 5 677 606  | -2171                       | 3               | 2356             | 188               | 8613             |
| 2021-08-17 | 11 988          | 30 042  | 768 519  | 810 549  | 5 681 559  | -167                        | 1               | 211              | 45                | 3953             |
| 2021-08-18 | 11 722          | 30 045  | 768 891  | 810 658  | 5 687 634  | -266                        | 3               | 372              | 109               | 6075             |
| 2021-08-19 | 10 958          | 30 046  | 769 777  | 810 781  | 5 693 214  | -764                        | 1               | 886              | 123               | 5580             |
| 2021-08-23 | 9539            | 30 052  | 771 530  | 811 121  | 5 699 251  | -1419                       | 6               | 1753             | 340               | 6037             |
| 2021-08-24 | 8908            | 30 054  | 772 241  | 811 203  | 5 703 883  | -631                        | 2               | 709              | 82                | 4632             |
| 2021-08-25 | 7713            | 30 055  | 773 569  | 811 337  | 5 709 197  | -1195                       | 1               | 1355             | 134               | 5314             |
| 2021-08-26 | 6861            | 30 056  | 774 600  | 811 517  | 5 715 525  | -852                        | 1               | 1031             | 180               | 6328             |
| 2021-08-27 | 6363            | 30 057  | 775 286  | 811 706  | 5 725 336  | -498                        | 1               | 686              | 189               | 9811             |
| 2021-08-30 | 4936            | 30 057  | 777 234  | 812 227  | 5 740 136  | -1427                       | 0               | 1948             | 521               | 14 800           |
| 2021-08-31 | 4834            | 30 058  | 777 445  | 812 337  | 5 754 566  | -102                        | 1               | 211              | 110               | 14 430           |
| Dátum      | Aktív fertőzött | Elhunyt | Gyógyult | Összesen | Beoltottak | Aktív fertőzöttek változása | Napi új elhunyt | Napi új gyógyult | Napi új fertőzött | Napi új beoltott |
| 2021-09-01 | 4826            | 30 059  | 777 646  | 812 534  | 5 772 010  | -8                          | 1               | 201              | 197               | 17 444           |
| 2021-09-02 | 4824            | 30 060  | 777 909  | 812 793  | 5 781 121  | -2                          | 1               | 263              | 259               | 9111             |
| 2021-09-03 | 4991            | 30 061  | 777 988  | 813 040  | 5 799 584  | 167                         | 1               | 79               | 247               | 18 463           |
| 2021-09-06 | 5382            | 30 070  | 778 236  | 813 688  | 5 817 481  | 391                         | 9               | 248              | 248               | 17 897           |
| 2021-09-07 | 5486            | 30 074  | 778 258  | 813 818  | 5 821 254  | 104                         | 4               | 22               | 130               | 3773             |
| 2021-09-08 | 5586            | 30 077  | 778 401  | 814 064  | 5 825 831  | 100                         | 3               | 143              | 246               | 4577             |
| 2021-09-09 | 5798            | 30 080  | 778 531  | 814 419  | 5 830 217  | 212                         | 3               | 130              | 355               | 4386             |
| 2021-09-10 | 6006            | 30 086  | 778 640  | 814 732  | 5 834 961  | 208                         | 6               | 109              | 313               | 4744             |
| 2021-09-13 | 6502            | 30 098  | 779 005  | 815 605  | 5 840 588  | 496                         | 12              | 365              | 873               | 5627             |
| 2021-09-14 | 6635            | 30 102  | 779 114  | 815 851  | 5 843 502  | 133                         | 4               | 109              | 246               | 2914             |
| 2021-09-15 | 6858            | 30 114  | 779 250  | 816 222  | 5 847 002  | 223                         | 12              | 136              | 371               | 3500             |
| 2021-09-16 | 7129            | 30 118  | 779 433  | 816 680  | 5 850 887  | 271                         | 4               | 183              | 458               | 3885             |
| 2021-09-17 | 7259            | 30 123  | 779 777  | 817 159  | 5 855 039  | 130                         | 5               | 344              | 479               | 4152             |
| 2021-09-20 | 7630            | 30 136  | 780 465  | 818 231  | 5 859 814  | 371                         | 13              | 688              | 1072              | 4775             |
| 2021-09-21 | 7639            | 30 141  | 780 740  | 818 520  | 5 862 458  | 9                           | 5               | 275              | 289               | 2644             |
| 2021-09-22 | 7740            | 30 143  | 781 138  | 819 021  | 5 865 865  | 101                         | 2               | 640              | 501               | 3407             |

#### Az aktív fertőzöttek területi eloszlása
Az aktív fertőzötteket illetően 2020. május 19. előtt naponta mindössze két számot közöltek: Budapest és Pest megye összesített adatát, valamint a többi megye összesített adatát. Május 19-től a felosztás Budapest–vidék megosztásra változott, majd június 5-től megjelentek a megyei bontású adatok, sőt, Budapestet is kettéválasztották Buda és Pest adataira.
Forrás: Tájékoztató oldal a koronavírusról. Koronavírus.gov.hu
Budapest esetében a zárójelben található első szám a budai, a második a pesti aktív fertőzöttek számát jelzi.
| Dátum      | BKK  | BAR  | BÉK  | BAZ  | BUD          | CSCS | FEJ  | GYMS | HAJ  | HEV  | JNSZ | KOM  | NÓG  | PES   | SOM  | SZSZB | TOL  | VAS  | VESZ | ZAL  | Össz.  |
| ---------- | ---- | ---- | ---- | ---- | ------------ | ---- | ---- | ---- | ---- | ---- | ---- | ---- | ---- | ----- | ---- | ----- | ---- | ---- | ---- | ---- | ------ |
| 2020-06-05 | 0    | 0    | 0    | 2    | 487 (89+398) | 13   | 146  | 5    | 4    | 2    | 3    | 135  | 22   | 144   | 1    | 6     | 0    | 3    | 8    | 202  | 1183   |
| 2020-06-08 | 0    | 0    | 0    | 3    | 480 (87+393) | 13   | 141  | 5    | 4    | 2    | 2    | 141  | 27   | 146   | 1    | 7     | 0    | 2    | 8    | 200  | 1182   |
| 2020-06-09 | 0    | 0    | 0    | 2    | 467 (84+383) | 12   | 138  | 5    | 4    | 2    | 2    | 139  | 25   | 144   | 1    | 7     | 0    | 2    | 8    | 185  | 1143   |
| 2020-06-12 | 0    | 0    | 2    | 1    | 421          | 5    | 134  | 2    | 6    | 1    | 0    | 135  | 22   | 141   | 0    | 10    | 0    | 2    | 2    | 167  | 1051   |
| 2020-06-17 | 0    | 0    | 2    | 1    | 376          | 6    | 127  | 2    | 4    | 0    | 1    | 128  | 24   | 128   | 0    | 11    | 0    | 2    | 1    | 151  | 964    |
| 2020-07-16 | 5    | 0    | 1    | 41   | 198          | 12   | 27   | 3    | 5    | 8    | 0    | 27   | 10   | 77    | 0    | 8     | 0    | 2    | 1    | 103  | 528    |
| 2020-07-22 | 9    | 1    | 1    | 56   | 171          | 25   | 21   | 3    | 8    | 10   | 3    | 16   | 5    | 75    | 2    | 3     | 0    | 3    | 3    | 72   | 487    |
| 2020-07-23 | 9    | 1    | 1    | 52   | 170          | 26   | 20   | 4    | 17   | 7    | 3    | 16   | 3    | 74    | 2    | 1     | 0    | 3    | 4    | 71   | 484    |
| 2020-07-29 | 8    | 1    | 0    | 50   | 176          | 27   | 17   | 10   | 24   | 10   | 6    | 15   | 3    | 88    | 5    | 2     | 1    | 8    | 5    | 74   | 530    |
| 2020-08-04 | 6    | 3    | 2    | 44   | 193          | 24   | 9    | 14   | 32   | 8    | 7    | 12   | 3    | 86    | 5    | 1     | 5    | 10   | 11   | 65   | 540    |
| 2020-11-24 | 6133 | 3797 | 3822 | 7056 | 29240        | 4495 | 4123 | 9824 | 6719 | 3596 | 4160 | 3583 | 3382 | 19191 | 2423 | 6846  | 1972 | 4701 | 5430 | 3360 | 133853 |

#### Koronavírus-fertőzésből meggyógyultak eloszlása megyék szerint
| Dátum      | BKK  | BAR | BÉK | BAZ  | BUD   | CSCS | FEJ  | GYMS | HAJ  | HEV  | JNSZ | KOM  | NÓG | PES  | SOM  | SZSZB | TOL | VAS  | VESZ | ZAL  | Össz. |
| ---------- | ---- | --- | --- | ---- | ----- | ---- | ---- | ---- | ---- | ---- | ---- | ---- | --- | ---- | ---- | ----- | --- | ---- | ---- | ---- | ----- |
| 2020-07-23 | 20   | 38  | 14  | 63   | 1488  | 106  | 316  | 85   | 23   | 15   | 15   | 250  | 47  | 494  | 21   | 49    | 11  | 16   | 54   | 175  | 3300  |
| 2020-07-29 | 22   | 38  | 15  | 70   | 1500  | 106  | 320  | 86   | 25   | 16   | 15   | 254  | 47  | 499  | 21   | 49    | 11  | 16   | 54   | 175  | 3339  |
| 2020-11-24 | 1087 | 973 | 481 | 3418 | 11502 | 2876 | 1915 | 2357 | 2715 | 1036 | 1615 | 1415 | 681 | 4281 | 1034 | 2336  | 539 | 1035 | 1406 | 1318 | 44020 |

#### Az összes fertőzött eloszlása megyék szerint
A megyei adatokat 2020. április 1-től kezdve közlik. A táblázat az adott megyéhez (illetve a fővároshoz) sorolt azonosított fertőzöttek összesített számát mutatja. Ez az adott időpontban aktív fertőzött, az addig meggyógyult és az addig elhunyt személyek számának összege. Emiatt az egy bizonyos megyéhez tartozó fertőzöttek száma nem csökkenhet egyik napról a másikra, kivéve, amikor „adattisztítás” történik, vagyis amikor amikor utólag más megyébe sorolnak át valakit, mert korábban nem a lakcíme szerinti területen regisztrálták.
| Dátum      | BKK   | BAR   | BÉK   | BAZ   | BUD    | CSCS  | FEJ   | GYMS  | HAJ   | HEV   | JNSZ  | KOM   | NÓG   | PES    | SOM   | SZSZB | TOL   | VAS   | VESZ  | ZAL   | Össz.  |
| ---------- | ----- | ----- | ----- | ----- | ------ | ----- | ----- | ----- | ----- | ----- | ----- | ----- | ----- | ------ | ----- | ----- | ----- | ----- | ----- | ----- | ------ |
| 2021-05-01 | 37887 | 27191 | 21040 | 44213 | 140670 | 32660 | 35263 | 42971 | 41428 | 21554 | 24339 | 27729 | 19751 | 108478 | 28403 | 40072 | 17207 | 22711 | 30173 | 17559 | 781299 |
| 2021-05-02 | 37990 | 27288 | 21098 | 44339 | 140869 | 32724 | 35330 | 43032 | 41505 | 21605 | 24426 | 27772 | 19776 | 108669 | 28462 | 40136 | 17241 | 22772 | 30259 | 17599 | 782892 |
| 2021-05-03 | 38073 | 27341 | 21140 | 44413 | 141016 | 32774 | 35380 | 43117 | 41566 | 21634 | 24485 | 27810 | 19786 | 108844 | 28490 | 40214 | 17267 | 22798 | 30317 | 17646 | 784111 |
| 2021-05-04 | 38117 | 27396 | 21179 | 44445 | 141093 | 32794 | 35408 | 43132 | 41598 | 21680 | 24547 | 27818 | 19820 | 108925 | 28509 | 40253 | 17281 | 22821 | 30351 | 17670 | 784837 |
| 2021-05-05 | 38168 | 27459 | 21208 | 44538 | 141246 | 32837 | 35466 | 43205 | 41669 | 21722 | 24617 | 27829 | 19847 | 109028 | 28538 | 40291 | 17298 | 22863 | 30424 | 17714 | 785967 |
| 2021-05-06 | 38268 | 27546 | 21263 | 44687 | 141430 | 32907 | 35561 | 43269 | 41762 | 21782 | 24710 | 27850 | 19895 | 109275 | 28570 | 40357 | 17322 | 22898 | 30520 | 17775 | 787647 |
| 2021-05-07 | 38382 | 27618 | 21336 | 44829 | 141609 | 32961 | 35631 | 43330 | 41848 | 21838 | 24801 | 27877 | 19925 | 109455 | 28599 | 40428 | 17356 | 22955 | 30585 | 17825 | 789188 |
| 2021-05-08 | 38469 | 27678 | 21369 | 44936 | 141811 | 33010 | 35672 | 43434 | 41898 | 21881 | 24886 | 27912 | 19956 | 109630 | 28628 | 40480 | 17384 | 22996 | 30653 | 17881 | 790564 |
| 2021-05-09 | 38515 | 27719 | 21397 | 45063 | 141938 | 33031 | 35720 | 43581 | 41941 | 21925 | 24950 | 27945 | 19976 | 109761 | 28648 | 40531 | 17405 | 23029 | 30713 | 17921 | 791709 |
| 2021-05-10 | 38550 | 27737 | 21433 | 45134 | 142001 | 33058 | 35750 | 43634 | 41962 | 21941 | 24990 | 27965 | 19994 | 109834 | 28669 | 40563 | 17417 | 23052 | 30745 | 17957 | 792386 |
| 2021-05-11 | 38573 | 27753 | 21455 | 45154 | 142054 | 33093 | 35770 | 43651 | 41974 | 21952 | 25029 | 27987 | 20001 | 109930 | 28679 | 40580 | 17430 | 23060 | 30776 | 17978 | 792879 |
| 2021-05-12 | 38610 | 27798 | 21475 | 45244 | 142188 | 33123 | 35811 | 43698 | 42012 | 21991 | 25066 | 28032 | 20029 | 110046 | 28704 | 40597 | 17455 | 23079 | 30833 | 17993 | 793784 |
| 2021-05-13 | 38674 | 27887 | 21514 | 45375 | 142365 | 33199 | 35865 | 43804 | 42082 | 22040 | 25128 | 28077 | 20059 | 110242 | 28723 | 40648 | 17473 | 23107 | 30916 | 18022 | 795200 |
| 2021-05-14 | 38716 | 27968 | 21545 | 45501 | 142503 | 33222 | 35898 | 43905 | 42120 | 22090 | 25198 | 28116 | 20077 | 110400 | 28735 | 40707 | 17506 | 23147 | 30981 | 18055 | 796390 |
| 2021-05-15 | 38756 | 28035 | 21571 | 45596 | 142690 | 33251 | 35942 | 43949 | 42159 | 22114 | 25237 | 28155 | 20091 | 110565 | 28756 | 40739 | 17530 | 23172 | 31045 | 18076 | 797429 |
| 2021-05-16 | 38785 | 28075 | 21595 | 45668 | 142774 | 33274 | 35955 | 43981 | 42192 | 22138 | 25289 | 28167 | 20117 | 110656 | 28782 | 40777 | 17545 | 23199 | 31085 | 18093 | 798147 |
| 2021-05-17 | 38804 | 28095 | 21610 | 45708 | 142816 | 33294 | 35971 | 43998 | 42213 | 22148 | 25348 | 28174 | 20117 | 110699 | 28793 | 40808 | 17552 | 23213 | 31101 | 18111 | 798573 |
| 2021-05-18 | 38813 | 28114 | 21622 | 45731 | 142872 | 33300 | 35981 | 44016 | 42230 | 22173 | 25365 | 28192 | 20122 | 110760 | 28799 | 40823 | 17565 | 23226 | 31122 | 18129 | 798955 |
| 2021-05-19 | 38856 | 28152 | 21641 | 45788 | 142966 | 33320 | 35999 | 44048 | 42258 | 22204 | 25381 | 28209 | 20142 | 110844 | 28806 | 40841 | 17577 | 23242 | 31163 | 18151 | 799588 |
| 2021-05-20 | 38897 | 28204 | 21665 | 45856 | 143073 | 33340 | 36029 | 44100 | 42297 | 22230 | 25437 | 28235 | 20155 | 110933 | 28814 | 40864 | 17596 | 23268 | 31208 | 18167 | 800368 |
| 2021-05-21 | 38932 | 28225 | 21693 | 45916 | 143150 | 33364 | 36049 | 44131 | 42329 | 22250 | 25466 | 28260 | 20175 | 111021 | 28822 | 40902 | 17610 | 23305 | 31235 | 18190 | 801025 |
| 2021-05-22 | 38964 | 28270 | 21710 | 45967 | 143230 | 33382 | 36068 | 44167 | 42354 | 22267 | 25497 | 28281 | 20183 | 111105 | 28832 | 40950 | 17624 | 23343 | 31267 | 18211 | 801672 |
| 2021-05-23 | 38979 | 28287 | 21714 | 46023 | 143276 | 33392 | 36078 | 44185 | 42373 | 22287 | 25521 | 28290 | 20195 | 111156 | 28840 | 40971 | 17629 | 23374 | 31287 | 18231 | 802088 |
| 2021-05-24 | 38991 | 28296 | 21722 | 46046 | 143323 | 33405 | 36087 | 44189 | 42382 | 22290 | 25543 | 28290 | 20201 | 111182 | 28846 | 40979 | 17634 | 23388 | 31309 | 18243 | 802346 |
| 2021-05-25 | 38994 | 28298 | 21724 | 46075 | 143337 | 33410 | 36090 | 44200 | 42385 | 22299 | 25547 | 28291 | 20202 | 111208 | 28849 | 40991 | 17634 | 23397 | 31328 | 18251 | 802510 |
| 2021-05-26 | 39006 | 28326 | 21738 | 46089 | 143355 | 33417 | 36097 | 44215 | 42388 | 22303 | 25554 | 28298 | 20206 | 111241 | 28853 | 41001 | 17647 | 23401 | 31332 | 18256 | 802723 |
| 2021-05-27 | 39018 | 28353 | 21751 | 46120 | 143408 | 33424 | 36119 | 44230 | 42408 | 22313 | 25568 | 28321 | 20215 | 111296 | 28863 | 41026 | 17655 | 23415 | 31348 | 18268 | 803119 |
| 2021-05-28 | 39045 | 28385 | 21771 | 46166 | 143458 | 33443 | 36140 | 44249 | 42430 | 22329 | 25577 | 28333 | 20227 | 111355 | 28867 | 41043 | 17663 | 23433 | 31370 | 18283 | 803567 |
| 2021-05-29 | 39065 | 28416 | 21791 | 46219 | 143522 | 33449 | 36157 | 44276 | 42450 | 22332 | 25601 | 28353 | 20237 | 111406 | 28875 | 41061 | 17674 | 23453 | 31394 | 18301 | 804032 |
| 2021-05-30 | 39071 | 28427 | 21805 | 46261 | 143556 | 33459 | 36181 | 44302 | 42464 | 22353 | 25613 | 28357 | 20241 | 111448 | 28886 | 41080 | 17689 | 23465 | 31415 | 18309 | 804382 |
| 2021-05-31 | 39081 | 28434 | 21808 | 46274 | 143577 | 33463 | 36184 | 44304 | 42473 | 22358 | 25623 | 28359 | 20243 | 111478 | 28891 | 41087 | 17694 | 23468 | 31424 | 18315 | 804538 |
| Dátum      | BKK   | BAR   | BÉK   | BAZ   | BUD    | CSCS  | FEJ   | GYMS  | HAJ   | HEV   | JNSZ  | KOM   | NÓG   | PES    | SOM   | SZSZB | TOL   | VAS   | VESZ  | ZAL   | Össz.  |
| 2021-06-01 | 39095 | 28443 | 21814 | 46286 | 143599 | 33464 | 36194 | 44312 | 42479 | 22361 | 25631 | 28365 | 20255 | 111502 | 28892 | 41096 | 17695 | 23474 | 31435 | 18320 | 804712 |
| 2021-06-02 | 39099 | 28460 | 21825 | 46315 | 143653 | 33466 | 36202 | 44320 | 42497 | 22368 | 25638 | 28370 | 20260 | 111551 | 28900 | 41106 | 17698 | 23487 | 31447 | 18325 | 804987 |
| 2021-06-03 | 39114 | 28473 | 21836 | 46348 | 143698 | 33488 | 36212 | 44330 | 42509 | 22376 | 25647 | 28378 | 20268 | 111603 | 28909 | 41112 | 17707 | 23495 | 31464 | 18335 | 805302 |
| 2021-06-04 | 39127 | 28481 | 21837 | 46383 | 143747 | 33506 | 36221 | 44341 | 42514 | 22383 | 25663 | 28382 | 20272 | 111644 | 28913 | 41121 | 17714 | 23502 | 31477 | 18343 | 805571 |
| 2021-06-05 | 39141 | 28491 | 21845 | 46423 | 143782 | 33517 | 36235 | 44354 | 42518 | 22395 | 25669 | 28385 | 20285 | 111703 | 28915 | 41132 | 17723 | 23517 | 31489 | 18352 | 805871 |
| 2021-06-06 | 39145 | 28495 | 21850 | 46433 | 143810 | 33524 | 36241 | 44364 | 42521 | 22398 | 25671 | 28387 | 20289 | 111730 | 28920 | 41135 | 17723 | 23525 | 31494 | 18353 | 806008 |
| 2021-06-07 | 39148 | 28496 | 21860 | 46445 | 143819 | 33530 | 36244 | 44366 | 42523 | 22398 | 25674 | 28389 | 20293 | 111742 | 28921 | 41138 | 17725 | 23526 | 31498 | 18354 | 806089 |
| 2021-06-08 | 39153 | 28501 | 21865 | 46454 | 143828 | 33533 | 36246 | 44367 | 42530 | 22403 | 25681 | 28394 | 20295 | 111764 | 28922 | 41147 | 17729 | 23533 | 31504 | 18357 | 806206 |
| 2021-06-09 | 39160 | 28508 | 21867 | 46475 | 143852 | 33539 | 36252 | 44377 | 42535 | 22407 | 25687 | 28405 | 20302 | 111801 | 28923 | 41150 | 17732 | 23542 | 31510 | 18361 | 806385 |
| 2021-06-10 | 39164 | 28514 | 21874 | 46493 | 143886 | 33542 | 36256 | 44386 | 42543 | 22416 | 25701 | 28409 | 20306 | 111850 | 28927 | 41152 | 17735 | 23547 | 31520 | 18370 | 806591 |
| 2021-06-11 | 39173 | 28523 | 21879 | 46513 | 143910 | 33555 | 36269 | 44398 | 42553 | 22421 | 25710 | 28419 | 20310 | 111876 | 28927 | 41160 | 17738 | 23555 | 31527 | 18374 | 806790 |
| 2021-06-14 | 39187 | 28532 | 21887 | 46547 | 143949 | 33562 | 36273 | 44406 | 42570 | 22430 | 25724 | 28427 | 20316 | 111914 | 28933 | 41168 | 17742 | 23559 | 31537 | 18382 | 807045 |
| 2021-06-15 | 39191 | 28535 | 21891 | 46557 | 143954 | 33562 | 36273 | 44407 | 42572 | 22432 | 25726 | 28429 | 20318 | 111920 | 28933 | 41175 | 17744 | 23559 | 31540 | 18384 | 807102 |
| 2021-06-16 | 39193 | 28539 | 21895 | 46566 | 143979 | 33564 | 36276 | 44411 | 42574 | 22442 | 25729 | 28438 | 20321 | 111930 | 28935 | 41178 | 17747 | 23560 | 31547 | 18385 | 807209 |
| 2021-06-17 | 39196 | 28541 | 21900 | 46578 | 143994 | 33568 | 36283 | 44417 | 42578 | 22447 | 25732 | 28443 | 20325 | 111948 | 28936 | 41180 | 17757 | 23564 | 31550 | 18385 | 807322 |
| 2021-06-18 | 39198 | 28545 | 21912 | 46587 | 144013 | 33570 | 36287 | 44419 | 42587 | 22451 | 25735 | 28445 | 20327 | 111963 | 28940 | 41183 | 17759 | 23567 | 31554 | 18386 | 807428 |
| 2021-06-21 | 39210 | 28546 | 21919 | 46608 | 144054 | 33571 | 36291 | 44425 | 42606 | 22461 | 25744 | 28449 | 20334 | 111996 | 28941 | 41195 | 17760 | 23572 | 31560 | 18388 | 807630 |
| 2021-06-22 | 39213 | 28549 | 21920 | 46612 | 144062 | 33572 | 36294 | 44427 | 42606 | 22462 | 25746 | 28451 | 20336 | 112005 | 28941 | 41198 | 17761 | 23578 | 31562 | 18389 | 807684 |
| 2021-06-23 | 39219 | 28551 | 21922 | 46619 | 144083 | 33573 | 36294 | 44430 | 42607 | 22468 | 25751 | 28454 | 20338 | 112025 | 28941 | 41200 | 17763 | 23580 | 31567 | 18390 | 807775 |
| 2021-06-24 | 39227 | 28554 | 21923 | 46623 | 144094 | 33575 | 36294 | 44432 | 42609 | 22471 | 25753 | 28457 | 20341 | 112032 | 28941 | 41201 | 17766 | 23592 | 31569 | 18390 | 807844 |
| 2021-06-25 | 39233 | 28554 | 21923 | 46630 | 144110 | 33575 | 36295 | 44438 | 42611 | 22475 | 25754 | 28464 | 20343 | 112040 | 28943 | 41202 | 17767 | 23592 | 31571 | 18390 | 807910 |
| 2021-06-28 | 39240 | 28558 | 21925 | 46646 | 144137 | 33576 | 36301 | 44441 | 42617 | 22478 | 25757 | 28468 | 20346 | 112062 | 28945 | 41205 | 17769 | 23602 | 31576 | 18393 | 808042 |
| 2021-06-29 | 39240 | 28558 | 21926 | 46648 | 144149 | 33577 | 36301 | 44443 | 42617 | 22478 | 25760 | 28469 | 20347 | 112065 | 28945 | 41209 | 17769 | 23602 | 31580 | 18393 | 808076 |
| 2021-06-30 | 39242 | 28560 | 21928 | 46657 | 144162 | 33579 | 36305 | 44445 | 42618 | 22480 | 25760 | 28471 | 20349 | 112069 | 28948 | 41210 | 17769 | 23602 | 31581 | 18393 | 808128 |
| Dátum      | BKK   | BAR   | BÉK   | BAZ   | BUD    | CSCS  | FEJ   | GYMS  | HAJ   | HEV   | JNSZ  | KOM   | NÓG   | PES    | SOM   | SZSZB | TOL   | VAS   | VESZ  | ZAL   | Össz.  |
| 2021-07-01 | 39244 | 28561 | 21931 | 46660 | 144169 | 33581 | 36305 | 44446 | 42619 | 22481 | 25761 | 28471 | 20349 | 112075 | 28951 | 41211 | 17769 | 23602 | 31581 | 18393 | 808160 |
| 2021-07-02 | 39246 | 28562 | 21931 | 46666 | 144176 | 33581 | 36306 | 44447 | 42619 | 22481 | 25761 | 28472 | 20351 | 112079 | 28953 | 41212 | 17772 | 23606 | 31583 | 18393 | 808197 |
| 2021-07-05 | 39247 | 28565 | 21932 | 46667 | 144204 | 33582 | 36309 | 44450 | 42619 | 22482 | 25761 | 28472 | 20352 | 112090 | 28957 | 41215 | 17772 | 23608 | 31585 | 18393 | 808262 |
| 2021-07-06 | 39248 | 28566 | 21936 | 46669 | 144211 | 33582 | 36309 | 44451 | 42619 | 22483 | 25765 | 28473 | 20352 | 112093 | 28957 | 41219 | 17773 | 23609 | 31585 | 18394 | 808294 |
| 2021-07-07 | 39249 | 28567 | 21937 | 46672 | 144223 | 33583 | 36309 | 44456 | 42621 | 22484 | 25767 | 28475 | 20354 | 112098 | 28957 | 41220 | 17774 | 23610 | 31588 | 18394 | 808338 |
| 2021-07-08 | 39250 | 28567 | 21939 | 46680 | 144234 | 33584 | 36313 | 44461 | 42621 | 22487 | 25770 | 28477 | 20355 | 112103 | 28958 | 41223 | 17775 | 23610 | 31588 | 18398 | 808393 |
| 2021-07-09 | 39250 | 28570 | 21940 | 46689 | 144241 | 33586 | 36313 | 44463 | 42622 | 22488 | 25770 | 28477 | 20357 | 112111 | 28960 | 41223 | 17776 | 23611 | 31592 | 18398 | 808437 |
| 2021-07-12 | 39258 | 28571 | 21945 | 46695 | 144266 | 33592 | 36316 | 44468 | 42623 | 22491 | 25771 | 28482 | 20360 | 112121 | 28963 | 41226 | 17776 | 23619 | 31597 | 18399 | 808539 |

### Grafikonok
A gyógyultak, a fertőzött állapotban levők és az elhunytak napi száma az első hullám során:
A gyógyultak, a fertőzött állapotban levők és az elhunytak napi száma a teljes járvány során:
A Covid19-világjárvány magyarországi napi új regisztrált fertőzötteinek száma:
A Covid19-világjárvány magyarországi napi új regisztrált fertőzötteinek száma logaritmikus skálán:

### Elhunytak

#### Az elhunytak neme és életkora
Utolsó frissítés: 2021. június 1.
Forrás: Elhunytak. Koronavírus.gov.hu
Az elhunytak átlagos életkora: 74,0 év. A Magyarországon készülő statisztikákban koronavírus általi halálozásnak számítanak minden olyan esetet, amikor egy beteg (függetlenül attól, hogy más betegsége is volt) koronavírustesztje pozitív lesz, és meghal. Sok országban másként számolnak (például csak azokat számolják, akik egyértelműen a vírus miatt vesztették életüket), ezért az egyes országok halálozási arányai összehasonlíthatatlanok egymással.
A heti adatok világszintű összehasonlításánál ezen kívül még azt is érdemes figyelembe venni, hogy a világ más-más részeit más időpontokban érték el a járvány különböző hullámai, más időpontokban tetőztek.
Mindezek ellenére készülnek nemzetközi összehasonlító statisztikák. A The New York Timesnak a kormányzati adatok és a Johns Hopkins Egyetem adatai alapján naponta frissülő listájában a vírus elleni oltás magyarországi megkezdésekor, 2020. 12. 28-án, az összlakosságból 100 000 főre vetített halálozási mutató alapján – összesen 9161 elhunyt – Magyarország Európában a 14. helyen állt. Ugyanezen források szerint, amikor Magyarországon a járvány harmadik hulláma zajlott, 2021. 03. 03-án Magyarország a 100 000 főre vetített, utolsó egy hét alatt a napi elhunytak átlagos száma alapján – átlagosan napi 110,3 elhunyt – Európában és globálisan is Szlovákia, Csehország és Montenegró után a 4. helyen állt. Ugyanitt a magyarországi március 8-i lezárások után két héttel a lakosságarányos heti elhunytak száma szerint 2021. 03. 23-ára globálisan az első helyre jutottunk. 2021. április 19-én, a korlátozó intézkedések enyhítésének második lépéseként a tantermi oktatás részleges újraindításakor, Magyarország – átlagosan napi 252,4 elhunyt – globálisan változatlanul az első helyen állt. Április 24-én, korlátozások feloldásának harmadik fázisában a lakosságarányos heti mozgóátlag alapján – átlagosan napi 205,9 elhunyt – Magyarország továbbra is globálisan az élen állt, ekkor a pandémiában elhunytak száma lakosságarányosan a 3. legmagasabb volt, összesen 26 420 elhunytat tett ki.
A harmadik hullám alatt, a 2021. április 25-én bejelentett áldozatok között volt egy 3 hónapos kisfiú is, ő a járvány eddigi legfiatalabb áldozata, valamint korábban egy 8 hónapos, szintén koronavírusos csecsemő is felkerült az elhunytak listára, viszont az ő halálukat nem a koronavírus, hanem egyéb betegség okozta.
Egy elhunytról nem közöltek életkori és nemi adatot.
| Életkori csoport | Elhunyt férfi | Elhunyt nő | Összesen |
| ---------------- | ------------- | ---------- | -------- |
| 0–9              | 1             | 1          | 2        |
| 10–19            | 4             | 3          | 7        |
| 20–29            | 52            | 38         | 90       |
| 30–39            | 144           | 87         | 231      |
| 40–49            | 558           | 293        | 851      |
| 50–59            | 1526          | 777        | 2303     |
| 60–69            | 3987          | 2203       | 6190     |
| 70–79            | 4914          | 4303       | 9217     |
| 80–89            | 3413          | 5139       | 8552     |
| 90–99            | 691           | 1598       | 2289     |
| 100–             | 8             | 20         | 28       |
| Összesen         | 15298         | 14462      | 29761    |

Az alábbi grafikonon az látható, hogy hogyan változott az elhunytak életkora az idő előrehaladtával. A vízszintes tengely nem lineáris idővonal, hanem az elhunytak sorszámát mutatja, a zöld vonal pedig az utolsó 256 elhunyt ember átlagos életkorát jelzi. A függőleges piros vonal az az időpont (2021. február 4.), amikor elkezdődött a legidősebb emberek tömeges oltása. A fekete egyenes vonal a zöld értékek alapján számított trendvonal.
Utolsó frissítés: 2021. május 1.

#### Az elhunytak területi eloszlása
Az összesítő szám melletti kérdőjel azt jelzi, hogy a megyei bontású adatok összege nem egyezik meg az összesítőben közölt számmal. Ennek oka ismeretlen.
| Dátum      | BKK | BAR | BÉK | BAZ | BUD | CSCS | FEJ | GYMS | HAJ | HEV | JNSZ | KOM | NÓG | PES | SOM | SZSZB | TOL | VAS | VESZ | ZAL | Össz.   |
| ---------- | --- | --- | --- | --- | --- | ---- | --- | ---- | --- | --- | ---- | --- | --- | --- | --- | ----- | --- | --- | ---- | --- | ------- |
| 2020-06-10 | 1   | 2   | 0   | 6   | 328 | 6    | 43  | 2    | 2   | 2   | 2    | 37  | 1   | 91  | 1   | 0     | 3   | 0   | 8    | 16  | 551     |
| 2020-06-17 | 1   | 2   | 0   | 6   | 340 | 6    | 43  | 2    | 2   | 2   | 2    | 38  | 2   | 93  | 1   | 0     | 2   | 0   | 8    | 16  | 566 (?) |
| 2020-07-16 | 1   | 2   | 0   | 6   | 360 | 6    | 43  | 2    | 0   | 2   | 2    | 43  | 3   | 95  | 1   | 3     | 2   | 0   | 8    | 16  | 595     |
| 2020-07-23 | 1   | 2   | 0   | 6   | 361 | 6    | 43  | 2    | 0   | 2   | 2    | 43  | 3   | 95  | 1   | 3     | 2   | 0   | 8    | 16  | 596     |
| 2020-11-24 | 192 | 104 | 77  | 270 | 999 | 100  | 191 | 229  | 137 | 123 | 153  | 156 | 125 | 401 | 64  | 267   | 54  | 108 | 151  | 107 | 4008    |

#### A népességmozgás monitorozása
A Covid19-pandémia ideje alatt hazai kutatók, egyetemi műhelyek és mobilszolgáltatók képviselői közösen kidolgozták az országos szintű népességmozgást monitorozó módszertant. A módszertan a mobiltelefonok használatakor automatikusan rögzített, rutin adatokra épül és a hívást közvetítő adótorony helyadatait használja a mobiltelefont használók földrajzi helyének becslésére. Fontos hangsúlyozni, hogy személyazonosításra teljesen alkalmatlan. Mivel a három nagy mobilszolgáltató európai szinten is jelentős szereplő, a módszertan könnyen adaptálható más országokra, illetve alkalmassá tehető a tagországok közötti vándorlás elemzésére is.

#### Halálozási mérföldkövek
A kormány koronavírus-portálján nyilvános – de persze anonimizált – lista szerepel a koronavírus-megbetegedésben elhunytak számáról. Ennek tanúsága szerint 2022. január 10-én halt meg a negyvenezredik covid-beteg magyar. A harmincezredik halálesetre mintegy fél évvel korábban, 2021. július 8-án került sor. A húszezredik koronavírusos haláleset 2021. március 29-én, a tízezredik 2021 januárjában történt.
A halálozási statisztikák elemzői mindig hangsúlyozzák, hogy a pontos adatgyűjtést nehezíti, hogy nem egyszerű pontos oksági összefüggést találni a koronavírus-fertőzések és a halálozások között. A covid-betegek gyakran más súlyos betegségben is szenvednek, és ezért nem világos, hogy a halála pillanatában koronavírus-fertőzött ember halálát a covid vagy valamely más alapbetegség okozta. Ugyanakkor bizonyos szempontból a koronavírus áldozatának tekinthető az az ember is, aki halála pillanatában nem volt fertőzött, de aki esetleg a kórházak covid miatti túlterheltsége folytán nem kapott kielégítő orvosi ellátást.

### A szomszédos országok fertőzöttsége

Ausztria fertőzöttsége
Szlovákia fertőzöttsége
Ukrajna fertőzöttsége
Románia fertőzöttsége

Szlovénia fertőzöttsége
Horvátország fertőzöttsége
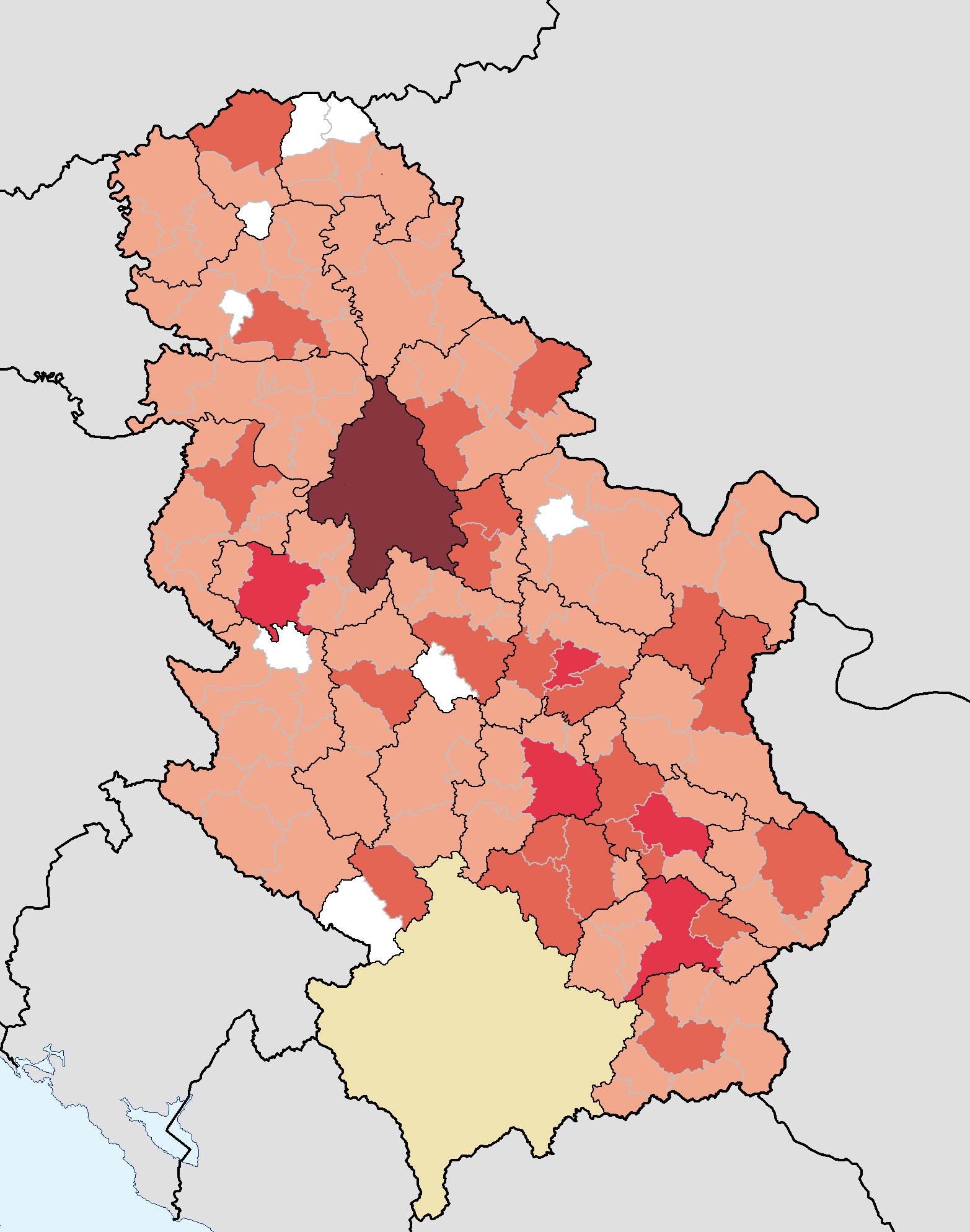
Szerbia fertőzöttsége

## Intézkedések
2020 januárjának végén hozták létre a Koronavírus-járvány Elleni Védekezésért Felelős Operatív Törzset, amelynek vezetője Pintér Sándor belügyminiszter és Kásler Miklós, az emberi erőforrások minisztere, további tagjai pedig Müller Cecília országos tisztifőorvos, Papp Károly, a Belügyminisztérium közbiztonsági főigazgatója, Balogh János országos rendőrfőkapitány, valamint az Országos Katasztrófavédelmi Főigazgatóság, az Országos Idegenrendészeti Főigazgatóság, a Terrorelhárítási Központ, a Dél-Pesti Centrumkórház, az Állami Egészségügyi Ellátó Központ és az Országos Mentőszolgálat főigazgatói. A törzs azonnal nyilvánosságra hozta a járvány elleni védekezés céljából megalkotott akciótervét. Amikor később bizonyítottan megjelent a fertőzés az országban, bejelentették, hogy az operatív törzs innentől kezdve naponta, délben ülésezik.
Február elsején Büntetés-végrehajtás Országos Parancsnokságának (BVOP) szóvivője bejelentette, hogy a büntetésvégrehajtási szervezet debreceni és sátoraljaújhelyi, fogvatartottakat alkalmazó üzemében megkezdődött az egészségügyi védőmaszkok tömeges gyártása. Napi 12 órás munkával 20 000 darab maszkot készítenek el naponta, amelyet az ország különböző pontjain található raktárakban helyeztek el, illetve folyamatosan szállították ki a háziorvosok számára.
Még mielőtt az első iráni fertőzött diákot megtalálták volna, Bakondi György, a miniszterelnök belbiztonsági főtanácsadója bejelentette: Magyarország határozatlan időre felfüggeszti az illegális bevándorlók beengedését a tranzitzónába, mivel állítása szerint az oda érkezők jelentős része a Covid19-járvány egyik gócpontjából, Iránból vagy Iránon keresztül érkezik, ezért fennáll a fertőzésveszély.
Március 6-án úgy döntöttek, Magyarország innentől kezdve nem ad ki vízumot iráni állampolgárok számára, valamint azt is elrendelték, hogy a járvány elleni védőfelszereléseket mostantól csak az operatív törzs engedélyével lehet külföldre vinni, hogy ne alakuljon ki hiány belőlük Magyarországon.
Március 7-én, amikor az ismert fertőzöttek száma 5 volt, bejelentették, az operatív törzs ajánlására, biztonsági okokból nem fogják megtartani a március 15-i központi állami ünnepséget. Ugyanilyen okból Karácsony Gergely budapesti főpolgármester is bejelentette, nem tartják meg a városházi ünnepi rendezvényt sem. Ugyanígy döntött több nagyváros, köztük Székesfehérvár, Szeged, Kaposvár és Miskolc is, emellett elhalasztották a március 18–19-re tervezett műegyetemi állásbörzét is.
Az Országos Mentőszolgálat minden megyében és a fővárosban újabb kocsikat állított szolgálatba az esetlegesen megnövekedő szükséglet kielégítésére. A Dél-pesti Centrumkórház Szent László telephelyén 145 ágyat szabadítottak fel, hozzátéve: a telephely kapacitása 81 kórterem 189 ággyal. Ha a kórház kapacitása kimerülne, akkor szerte az ország területén lévő, elkülönítésre alkalmas kórházakba szállítják a karanténban őrizendő személyeket. Március 8-ától az összes fekvőbeteg-ellátó és bentlakásos szociális intézményében látogatási tilalmat rendeltek el.
Az operatív törzs azt is javasolta, szüneteltessék a Milánó és Budapest, valamint a Milánó és Debrecen közötti repülőjáratokat, mivel a járvány európai gócpontja Észak-Olaszországban található. Március 9-től ez életbe is lépett: a Budapest Liszt Ferenc nemzetközi repülőtér nem fogad több észak-olasz járatot.
A budapesti tömegközlekedésben sűrítették a fertőtlenítéseket, az első ajtós felszállást pedig felfüggesztették, hogy megszűnjenek a tumultusok. Március 13-ától Miskolcon is felfüggesztették az első ajtós felszállást.
Március 11-i közleményében az Országos Vérellátó Szolgálat tudatta: 30 napra kizárnak minden olyan személyt a véradásból, aki február 5-e után külföldön járt. Ezen a napon megjelent a 41/2020. (III. 11.) kormányrendelet, a hatályos jogszabály az élet- és vagyonbiztonságot veszélyeztető tömeges megbetegedést okozó humánjárvány megelőzése, illetve következményeinek elhárítása, a magyar állampolgárok egészségének és életének megóvása érdekében elrendelt veszélyhelyzet során teendő intézkedésekről rendelkezett.
A pandémia magyarországi kezelése során számos esetben szükség volt hatósági házi karantén elrendelésére is. A kiadott rendelet szerint a potenciálisan fertőzött, de tünetmentes személy két hétig köteles az otthonában tartózkodni és vendéget sem fogadhat.
A Fővárosi Önkormányzat március 14-ei döntése értelmében március 16-ától leállt az óvodai és bölcsődei ellátás. Bezárt a Fővárosi Állat- és Növénykert, továbbá az összes fürdő. Szintén 16-ától 100 forintos áron lesz használható a MOL Bubi közbringarendszer, illetve életbe lépett az első ajtós felszállási rend megszűnése.

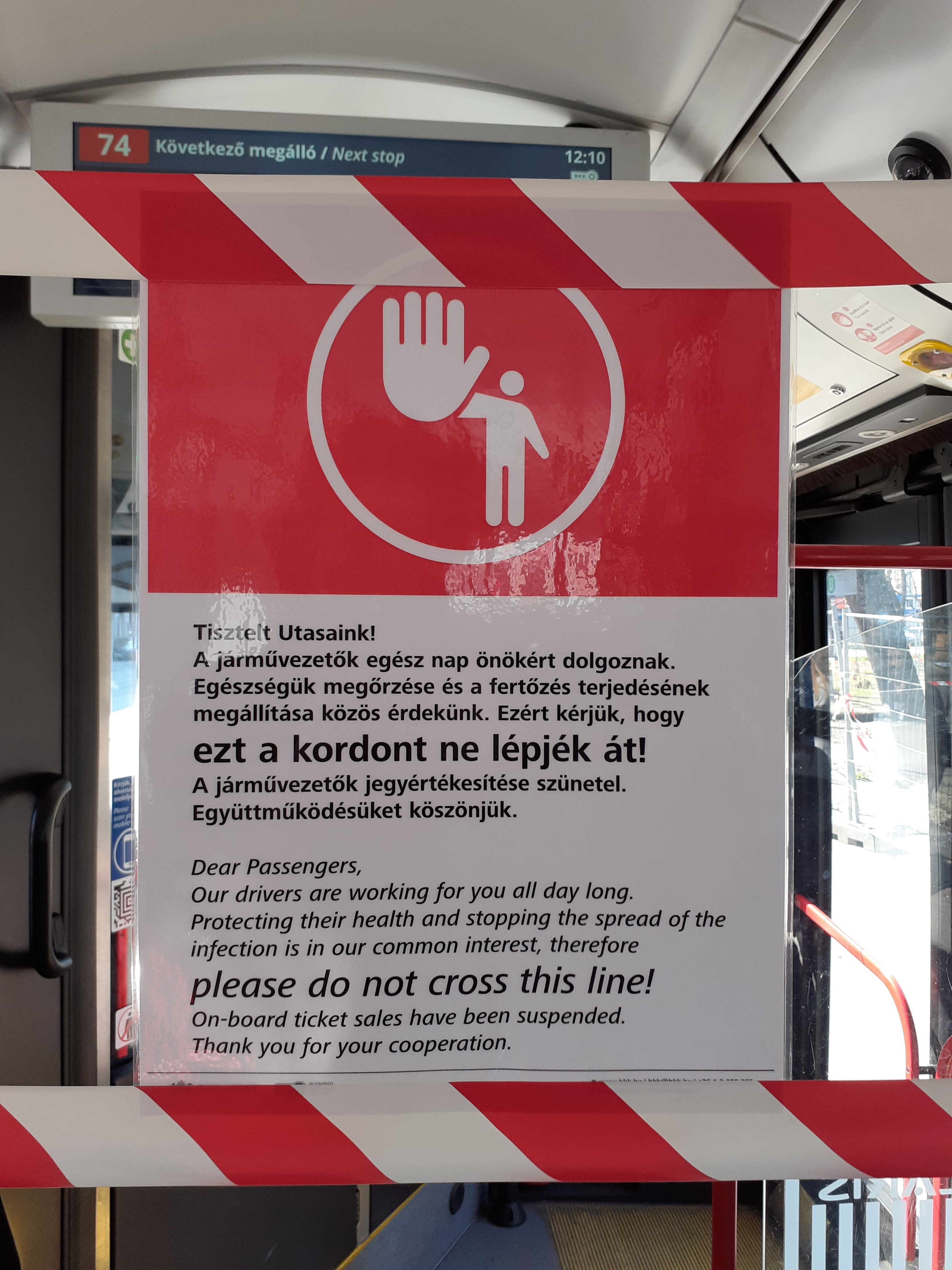
A budapesti tömegközlekedési járművek vezetőkabinjának környezetét a Covid19-járvány során, a vezetők egészségének védelme érdekében lezárták

Március 19-én Bártfai-Mager Andrea nemzeti vagyon kezeléséért felelős tárca nélküli miniszter és az általa vezetett munkacsoport elfogadta és kidolgozta a korábban bejelentett gazdasági intézkedések alapjául szolgáló javaslatokat a gazdaság újraindításáért.
Március 24-én, a védekezés tizenharmadik napján, a csak külföldön beszerezhető arcmaszkok és a védekezéshez szükséges egyéb eszközök hiányának pótlásában áttörés történt, Orbán Viktor Facebook-oldalán jelentette be, hogy „befutott a keleti portyázók újabb szállítmánya. Több mint hárommillió maszk, 100 ezer teszt, 86 lélegeztetőgép Kínából.”
Ugyanezen a napon elkészült a Nyelvtudományi Intézet által elkészített koronavírus-tájékoztató jelnyelven és cigány nyelven is, az Országos Mentőszolgálat számára.
Március 25-én áttörés történt a védekezéshez szükséges fertőtlenítőszer kialakult átmeneti hiányának megszüntetésében, amikor bejelentették, hogy a magyar tulajdonú MOL Magyar Olaj- és Gázipari Nyrt. óriásvállalat almásfüzitői telepe megkezdte a Mol Hygi elnevezésű, egyelőre 2 literes, újrahasznosítható műanyagból készült flakonban elérhető fertőtlenítőszereinek gyártását, a fertőtlenítőszert eljuttatja a kiskereskedelmi forgalomba is, és az állandóan nyitva tartó Mol kutaknál is elérhetőek lesznek. Ugyanezen a napon elkészült a budapesti Szent László Kórház udvarán az a sátorrendszer, amelyet a Magyar Honvédség Egészségügyi Központ szakállománya debreceni, hódmezővásárhelyi és szolnoki katonákkal kiegészülve épített fel. Az ideiglenes sátrak használhatóak a betegek előosztályozására, lehetővé teszik, hogy a koronavírus-fertőzésben megbetegedett súlyos esetek a lehető legrövidebb időn belül az optimálisnak számító gyógyító helyre kerülhessenek.
Április 6-tól országszerte ingyenessé vált a parkolás minden közterületen. Az indoklás szerint a döntés célja, hogy kevesebben használják a fertőzésveszélyt magában hordozó tömegközlekedést.
Április 27-től kötelező a maszk vagy egy kendő, sál. El kell takarni az arcot a tömegközlekedést igénybe vevőknek.
Szeptember 15-től leszállíthatóak a BKV, Volán járatairól azok az utasok, akiken nincsen arcot, orrot takaró maszk vagy sál.

### Az országos veszélyhelyzet kihirdetése

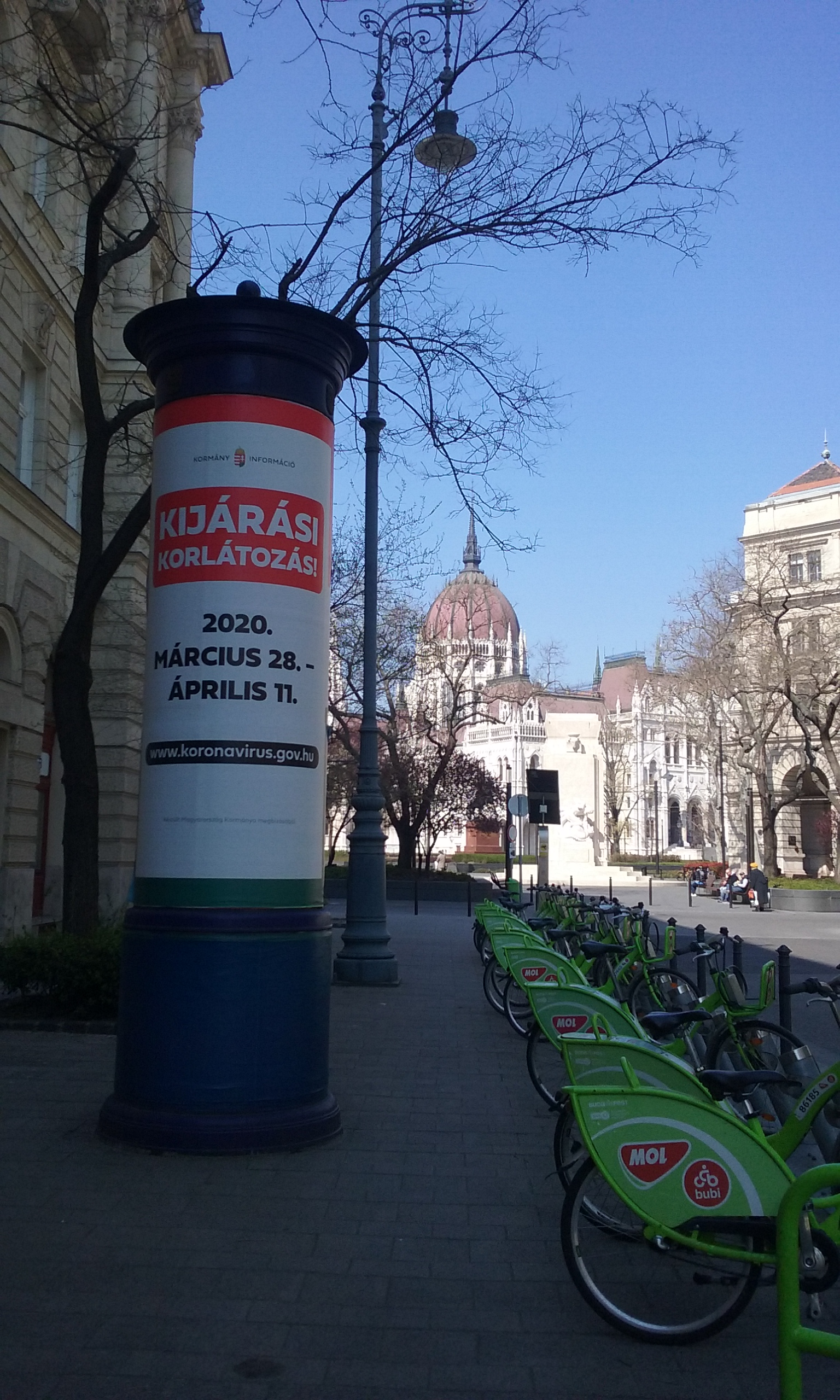
A kijárási korlátozásról tájékoztató hirdetőoszlop Budapesten, a Kossuth térnél 2020. április 3-án

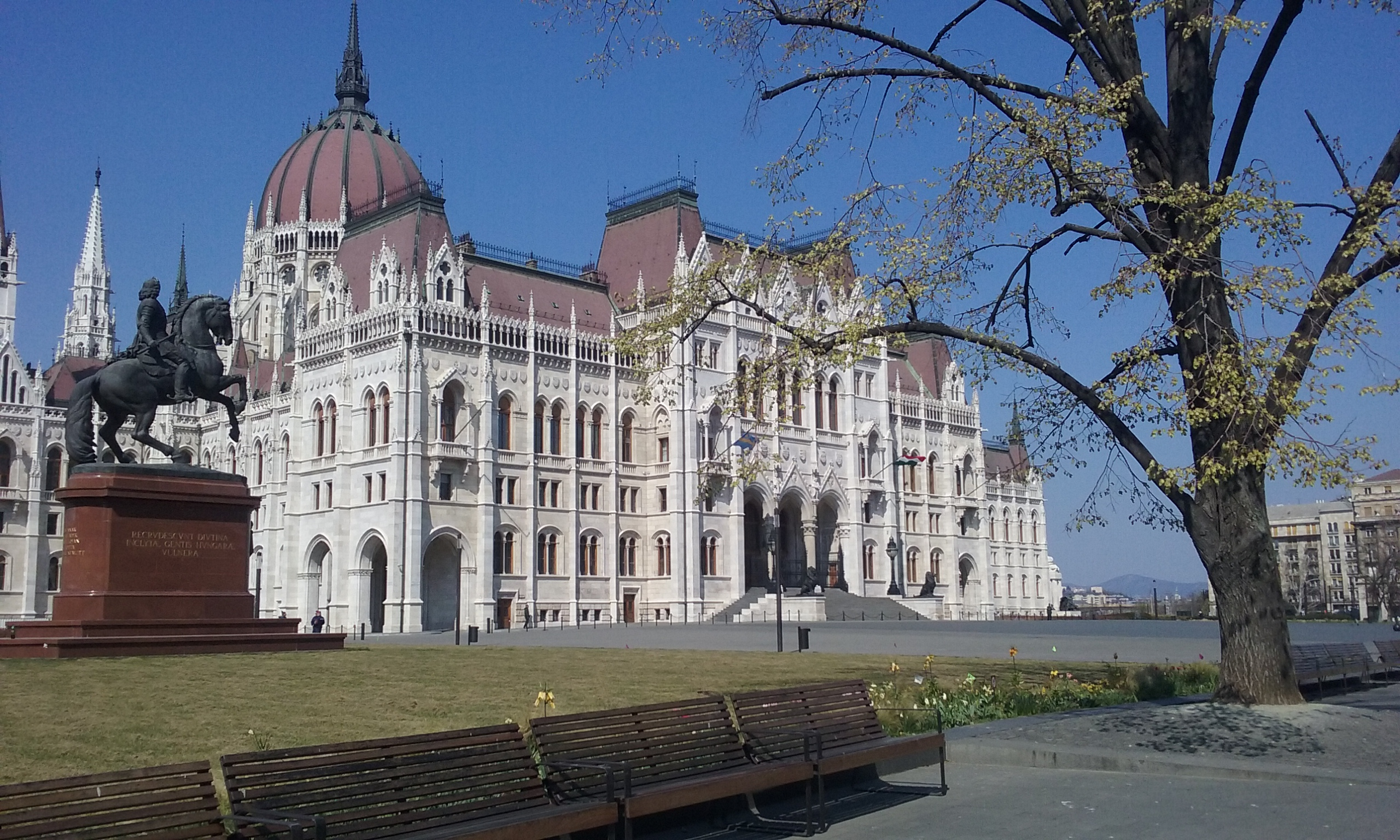
Turistáktól és járókelőktől mentes Kossuth tér a kijárási korlátozás alatt, 2020. április 3-án

Március 11-én Gulyás Gergely, a miniszterelnökséget vezető miniszter bejelentette, hogy a Kormány döntött az országos veszélyhelyzet bevezetéséről. Az egyetemeken felfüggesztik az oktatást (távoktatásra állnak át), a négy legfertőzöttebb országból (Kína, Irán, Olaszország és Dél-Korea) senki nem jöhet be Magyarországra, csak a magyar állampolgárok. A kormánytisztviselők és az államtitkárok csak miniszteri engedéllyel utazhatnak. A szlovén és az osztrák határon visszaáll az ellenőrzés, ezekből az országokból nem érkezhetnek vonatok, buszok és repülők az országba. Az utazási tilalom területéről hazatérő magyaroknak automatikusan 14 nap karantén lesz kötelező. A zárt térben tartandó, legalább 100 fős rendezvények, köztük például a színházi előadások megtartása tilos, az 500 főnél nagyobb kültéri sporteseményeket zárt kapuk mögött tarthatják meg. Felfüggesztésre került a „Határtalanul” program és a magyar diákok külföldi nyelvtanulási programja is. Mivel úgy vélik, a vírus kifejezetten az idősekre veszélyes, a gyerekekre nem, ezért az iskolákban egyelőre nem szünetel az oktatás, az óvodák és bölcsődék esetében pedig az önkormányzatok dönthetnek, hogy vezetnek-e be korlátozó intézkedéseket. Gulyás elmondta, ha lesz rá ok, az iskolákat is bezárják.
Hozzátette, ezek visszavonásig lesznek érvényesek, előre láthatólag hónapokig is fennmaradhatnak. A miniszterelnökséget vezető miniszter elmondta, hogy a rendelkezések „pillanatnyilag visszavonásig érvényesek, nem látjuk meddig szükséges fenntartani ezeket az intézkedéseket, de konszenzus van arról hogy nem hetekről, hanem hónapokról beszélhetünk.”
A „40/2020. (III. 11.) Korm. rendelet Veszélyhelyzet kihirdetéséről” a Magyar Közlöny 2020. március 11-én a 39. számában jelent meg. A Kormány a veszélyhelyzet elhárításáért felelős kormánytagként a miniszterelnököt jelölte ki. A rendelet a kihirdetése napján 15 órakor lépett hatályba. A rendkívüli jogrend 15 napig tartható fent, utána a parlament jóváhagyására van szükség, hogy meghosszabbíthassák azt.
A bejelentést követően az Emberi Erőforrások Minisztériuma levélben arra kérte az intézmények vezetőit, hogy minden iskolai programot mondjanak le, március 15-ei és más ünnepséget, tábort, erdei iskolát, külföldi utazást, osztálykirándulást, a Határtalanul! programot, az Erasmus és Erasmus+ programot, külföldi nyelvtanfolyamot, a testvériskolai látogatásokat is.
Arra az újságírói kérdésre válaszolva, hogy kárpótolja-e az állam a moziüzemeltetőket, Gulyás Gergely azt válaszolta a keletkezett kár megosztásáról, hogy „a lex Rhodia nevű régi jogelv szerint a közös érdekből okozott kárt közösen is kell viselni.”
Március 13-án, pénteken reggeli rádióinterjújában Orbán Viktor miniszterelnök azt mondta, hogy az iskolák bezárása nem indokolt, részben azért, mert a gyerekek elhelyezéséről a szülőknek kéne gondoskodniuk, a tanárokat fizetés nélküli szabadságra kéne küldeni. Miután azonban pénteken az összes parlamenti frakció (kormánypártok és ellenzék egyaránt) az iskolák bezárása mellett foglalt állást, a miniszterelnök még aznap este bejelentette, hogy hétfőtől bezár az összes oktatási intézmény. Tíz területen állítottak fel akciócsoportokat, többek között (mint később kiderült, Kiskunhalason) egy ideiglenes konténerkórházat is létrehoznak a járvány idejére. Ötödik országként Izraelt is felvették arra a listára, ahonnan nem léphetnek be külföldiek Magyarország területére.
Miután elrendelték, hogy március 16-tól kezdve bezárják az iskolákat és tantermen kívüli digitális munkarend lesz bevezetve, az Oktatási Hivatal március 14-én délután közreadta az első módszertani ajánlását. 14-én jelent meg a rendelet, amely a bíróságokon rendkívüli ítélkezési szünetet rendelt el.
Március 16-án az országgyűlésben napirend előtti felszólalásában Orbán Viktor újabb intézkedéseket ismertetett. Éjféltől az összes nem magyar állampolgár előtt lezárják a határokat, és minden rendezvényt betiltanak. Az éttermek és a kávézók csak 15 óráig lehetnek nyitva.
Március 27-én hirdették ki, hogy másnaptól április 11-ig kijárási korlátozások lépnek életbe az egész ország területén. Mindenki csak alapos indokkal (például munkavégzés, vásárlás) tartózkodhat lakóhelyén kívül, az üzletekben pedig 9 és 12 óra között csak a 65 év felettiek vásárolhatnak, máskor csak a legfeljebb 65 évesek.
Március 30-tól a kórházak élére úgynevezett kórházparancsnokok kerültek, akik fő feladata az, hogy segítsék az intézmények készlet- és erőforrás-gazdálkodását. Orvosszakmai kérdésekben sem döntéseket nem hozhatnak, sem javaslatokat nem tehetnek.
Április 16-án 11 iráni állampolgár hagyta el az országot, közülük nyolcan önként, hárman hatósági kitoloncolás keretében. Néhány nappal később újabb három iráninak kellett távoznia. Köztük vannak azok is, akik korábban rendbontó viselkedéssel megsértették a karantén szabályait. Az egyik iráni diák szerint csak egyszer tört ki „kisebb zűrzavar” az egyik kórteremben, és szerinte indulatuk érthető volt. Mint mondta, a diákok egyikének pozitív lett a teszteredménye, de az orvos megtiltotta, hogy elmondja ezt társainak, akikkel egy szobában van. Amikor ezt mégis megtudták a szobatársai, „kiakadtak”, és számon kérték az orvoson a tájékoztatás elmaradását.

### Gazdasági intézkedések a veszélyhelyzet következtében
Varga Mihály pénzügyminiszter szerint a koronavírus hatásai kapcsán a kormánynak a gazdaság valós igényére kell reagálnia, ehhez még várják a kereskedelmi és iparkamara összesítését.
Március 18-án a kora délutáni órákban Orbán Viktor ismét néhány fontos bejelentést tett a tervezett intézkedésekkel kapcsolatban. Ezt azonban nem az erre fenntartott kommunikációs eszközökön keresztül, hanem a saját Facebook-oldalán tette meg.
Orbán Viktor miniszterelnök a koronavírus miatt nehéz helyzetbe kerülő emberek és gazdasági szereplőkkel kapcsolatban meghozott első döntésekről tájékoztatott:
- Minden magánszemély és vállalkozás március 18. huszonnégy órakor fennálló hitelének tőke- és kamatfizetési kötelezettsége az év végéig felfüggesztésre kerül. A törlesztési moratórium lejárta után a hiteleket tovább kell fizetni. A bankok a moratórium alatt kamatot számolhatnak fel a tartozásra, ezáltal a teljes visszafizetendő összeg növekedhet, ugyanakkor a havi törlesztő összege nem változhat 2021-től sem. Ez a gyakorlatban a hitel futamidejének a meghosszabbodását jelenti.[126]
- A rövidlejáratú vállalkozási hitelek június 30-ig meghosszabbításra kerülnek.
- A 2020. március 19-től felvett lakossági fogyasztási hitelek THM-ét a Kormány 5,9%-ban (jegybanki alapkamat plusz 5 százalékpont) maximalizálja az év végéig. A maximalizált THM nem vonatkozik a jelzáloghitelekre.[127]
- A Kormány június 30-ig a turizmus, a vendéglátás, a szórakoztatás, a sport, a kultúra és a személyszállítás területén a munkáltatók járulékfizetési kötelezettségét teljesen elengedi, míg a munkavállalók esetében nyugdíjjárulékot nem kell fizetni, és az egészségbiztosítás díja a törvényi minimumra csökken.
- A KATA szerint adózó taxisok átalányfizetési kötelezettsége alól június 30-ig mentesülnek.
- A fenti ágazatokban a helyiségek bérleti szerződését nem lehet felmondani, a bérleti díjat nem lehet megemelni.
- Június 30-ig a turizmusfejlesztési hozzájárulást sem kell megfizetni.
- A munkavállalási szabályok rugalmasabbak lesznek, hogy a munkaadók és a munkavállalók könnyebben megegyezésre jussanak.[128]

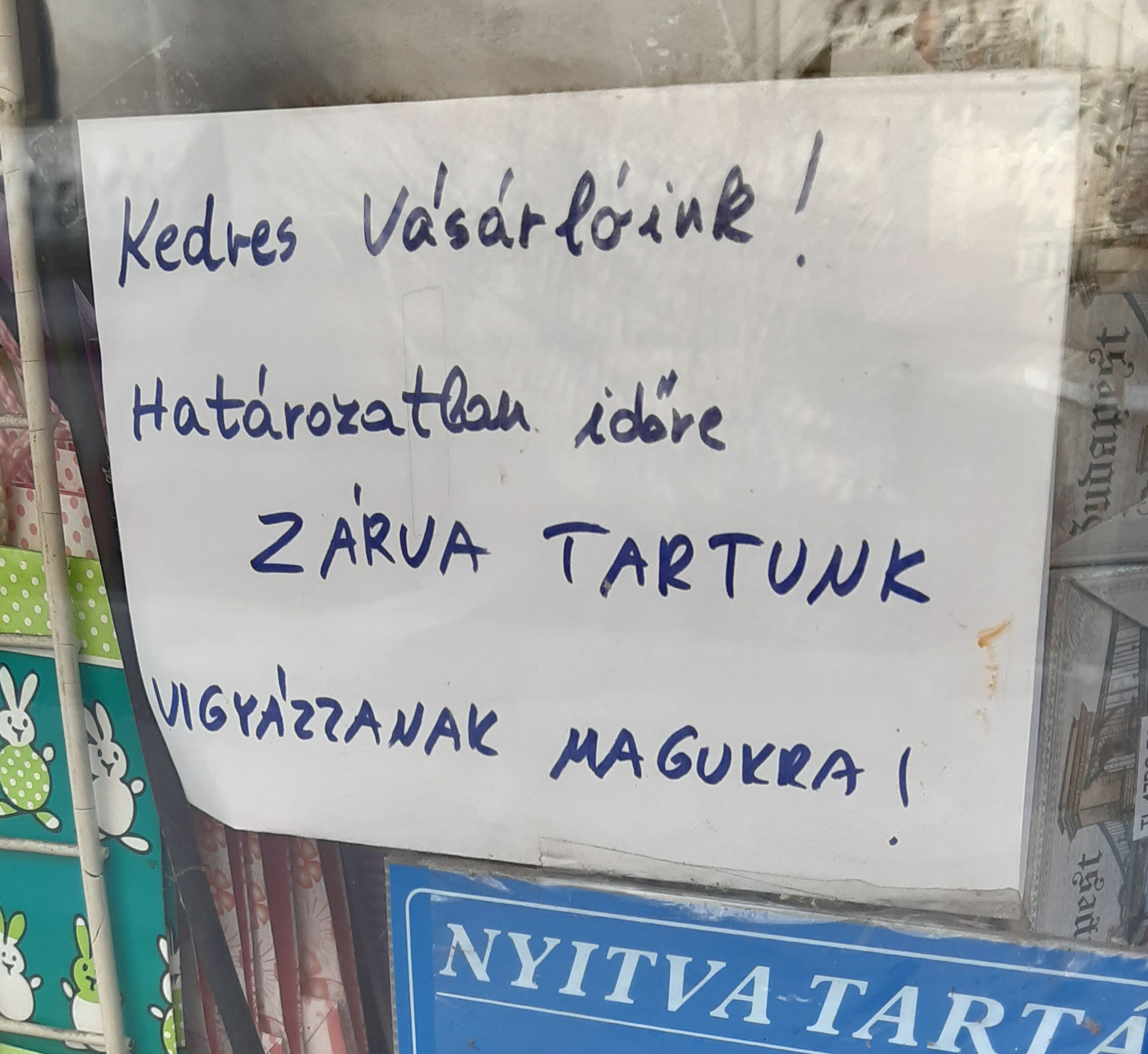
Bezárt bolt a járvány idején, a veszélyhelyzet az idegenforgalom mellett a kereskedelemnek is jelentős veszteségeket okozott

Március 19-én a Magyar Közlönyben megjelentek a koronavírus-járvány gazdasági hatásainak enyhítésére hozott azonnali intézkedések rendeletei.
Varga Mihály pénzügyminiszter a Magyar Bankszövetség (MBSZ) képviselőivel egyeztetett a magánszemélyek és a vállalkozások 2020. március 17-ig megkötött hiteleinek tőke- és kamatfizetési kötelezettségének felfüggesztéséről.
A miniszterelnök már a járvány kezdeti szakaszában kijelentette, hogy a 2020-as és a 2021-es költségvetést teljesen újra kell tervezni. Április elején több olyan intézkedést jelentettek be, amelyek során nagy mennyiségű pénzt csoportosítanak át, illetve vonnak el más szektoroktól a járvány elleni védekezés és a gazdaság újraindításának céljára. A különböző minisztériumoktól 1345 milliárd forint került átcsoportosításra, míg az összes pártnak járó támogatás fele, a multinacionális láncok kereskedelmi adója, a pénzügyi szektortól elvont 55 milliárd forint és a gépjárműadó eredetileg az önkormányzatoknak szánt része kerül ide.

### A biztonsági intézkedések enyhítése
Azzal párhuzamosan, hogy számos európai országban április második felétől kezdve (a gazdasági károk mérséklése érdekében) enyhíteni kezdték a korábban meghozott szigorú korlátozásokat, május 4-én Magyarországon is megkezdődött az enyhítés. Mivel a fertőzöttek és az elhunytak száma Budapesten és Pest megyében volt a legmagasabb, ezért itt megmaradtak a korábbi korlátozások, de az ország többi részén megszűnt a kijárási korlátozás, kinyithattak a vendéglők és kávézók teraszai, megtarthatókká váltak esküvők és temetések, és újra lehetővé vált sportesemények megrendezése, igaz, csak nézők nélkül.
Május 18-tól vidéken (mostantól Pest megyét is beleértve) a vendéglátó egységek már beltérben is fogadhattak vendégeket, megnyithattak a szálláshelyek, Budapesten pedig feloldották a kijárási korlátozást, és bevezették ugyanazokat az enyhítéseket, amiket a vidéki megyékben két héttel korábban. Május 25-től (Budapest kivételével, ahol egy héttel később) az (addig csak ügyeletet biztosító) óvodák és bölcsődék visszatértek a veszélyhelyzet előtti működéshez.
Mivel májusra–júniusra Európa legtöbb országában jelentősen javult a járványhelyzet, sorozatban oldották fel az utazási korlátozásokat Magyarország és egyes országok között. Korábban sok esetben negatív vírustesztre volt szükség egy országba való belépéshez, illetve az oda utazóknak vagy az onnan hazatérőknek két hetes hatósági karanténba kellett vonulniuk: ezek a korlátozások szűntek most meg. Először május végén Szerbia, aztán Szlovénia, később Szlovákia, Ausztria, Csehország, Németország, június 12-től Horvátország, majd 17-től már Románia felé is szabaddá vált az utazás.
Az egészségügyi ellátás is fokozatosan tért vissza a régi működéséhez, a teljes ellátórendszer június 15-től indult újra. A legtöbb intézmény feloldotta a látogatási tilalmat is.
A márciusban kihirdetett veszélyhelyzet június 18-án szűnt meg, helyette legalább 6 hónapra járványügyi készültséget vezettek be. Ugyanekkor megszűnt a 65 év felettiek 9 és 12 óra közti vásárlási idősávja.
Július elején a vírushelyzet világ számos helyén súlyosbodott, köztük néhány európai országban is. Ezért az operatív törzs felhívására az országos tisztifőorvos ismét szigorításokat jelentett be a külföldről beutazók számára: a Föld országait három (zöld, sárga és piros) kategóriába sorolták, és a színekhez különböző szigorúságú karanténszabályokat léptettek életbe. Kezdetben Európa legtöbb országa zöld (alacsony kockázatú) besorolást kapott, kivéve például a szomszédos országok közül Szerbia és Románia (sárga), valamint és Ukrajna (piros), a többi földrész szinte összes országa piros minősítésű volt. A besorolást időről időre felülvizsgálták.

### A második hullám

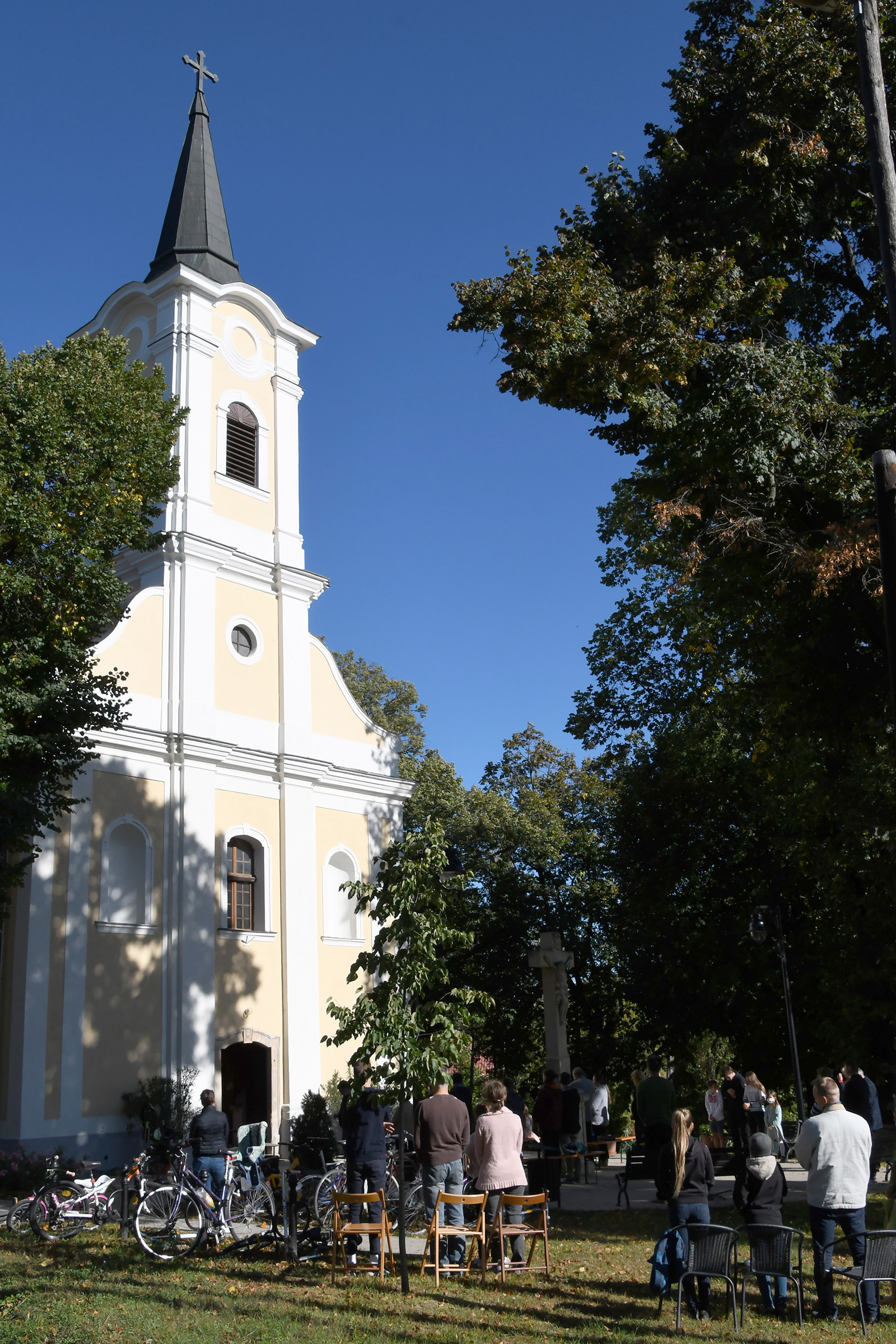
Vasárnapi mise a Fejér megyei Mány római katolikus templománál 2020. október 4-én

Augusztusra nyilvánvalóvá vált, hogy elkezdődik a járvány második hulláma. Ennek során azonban (a világ nagy részéhez hasonlóan) nem hoztak olyan szigorú intézkedéseket, mint az első hullámban. Szeptember elsején újra „lezárták a határokat”, ami azt jelentette, hogy aki külföldről lépett be az országba, annak két hétre (később 10 napra) karanténba kellett vonulnia, kivéve, ha ezen időszak alatt két (önköltséges) negatív vírustesztet tudott felmutatni. Az iskolák és óvodák a megszokott módon működtek, de ha egy-egy osztályban fertőzött tanulót találtak, akkor az osztály egy időre digitális oktatásra állt át. Néhány iskolát teljesen be kellett zárni egy-egy rövidebb időszakra.
A második hullám során elsősorban nem az otthon maradásra, hanem a közösségben történő maszkviselésre hívták fel különféle kampányokban az emberek figyelmét.
Novemberre a helyzet azonban egész Európában, azon belül Magyarországon is annyira súlyossá vált, hogy ismét szigorú korlátozásokat kellett bevezetni. November 11-től esti és éjszakai kijárási tilalom lépett életbe, tilossá vált mindennemű gyülekezés, a sportrendezvények ismét zárt kapussá váltak, ha egyáltalán megtartották őket (amatőr tömegsport például nem volt művelhető), az éttermek nem fogadhattak vendégeket, a legtöbb üzlet este 7 óráig lehetett nyitva, a szállodák nem fogadhattak turistákat (csak üzleti vagy oktatási célból érkező vendégeket), az iskolákban 9. évfolyamtól kezdve, illetve az egyetemeken és főiskolákon digitális, tantermen kívüli oktatást vezettek be, bezártak a múzeumok, uszodák, könyvtárak, mozik, állatkertek és korcsolyapályák, és kulturális eseményeket, például karácsonyi vásárokat sem lehetett tartani. Esküvőkön és temetéseken csak korlátozott számban lehettek jelen résztvevők.

### A védőoltás
Az év során a világ számos pontján fejlesztettek ki különböző oltásokat a vírus ellen, azonban ezek tesztelése és engedélyezése sok időt vett igénybe. Magyarország az amerikai, a nyugat-európai, a kínai, az izraeli és az orosz fejlesztésű vakcinák kutatási és engedélyezési folyamatait is figyelemmel kísérte, hogy amint lehetőség nyílik rá, elkezdődhessen a lakosság oltása, amely az emberek számára ingyenes és önkéntes. Már az első engedélyezett oltóanyag megjelenése előtt elindult a kormány „vakcinainfó” nevű világhálós portálja, amelyen előzetesen regisztrálni lehetett az oltásra, ám ez csak igényfelmérőként szolgált, az oltásokat a lakosság nem a regisztráció sorrendjében, hanem a betegség általi veszélyeztetettség mértéke alapján felállított sorrend szerint kapta meg. Az idősek postai úton is kaptak lehetőséget a regisztrációra.
Elsőként, gyorsított eljárást követően, 2020. december 21-én, a Pfizer és a BioNTech vakcináját engedélyezték az EU-s hatóságok. Az engedélyezést követően 2020. december 26-án az Európai Unióban mindenkit megelőzve, Magyarországon és Szlovákiában kezdték meg a tömeges koronavírus elleni védőoltást. Elsőként az egészségügyi dolgozók részesültek belőle, később az idősotthonok lakói, majd a többi idős, valamint az idült betegségben szenvedő lakosok. Hamarosan engedélyt kapott a Moderna által kifejlesztett védőoltás, majd az AstraZenecáé, és még mielőtt az uniós hatóságok engedélyezték volna, a magyar hatóságok külön veszélyhelyzeti alkalmazási engedélyt adtak ki az orosz Szputnyik V és a kínai Sinopharm vakcinára. Utóbbi kettő beadása 2021 februárjától az EU-ban elsőként Magyarországon kezdődött meg. A kínai Sinopharm cég vakcináját 2021. február 28-án Orbán Viktor miniszterelnök is megkapta.
Március elsejére Magyarország följött a harmadik helyre az Unióban az átoltottak lakosságarányos számát tekintve: csak Málta és Dánia állt jobban, egy héttel később pedig Dániát is megelőzve a második helyre lépett előre.
Amikor március végén kiderült, hogy április közepén újranyithatnak az iskolák, bejelentették, hogy április 1-étől kezdve soron kívül kaphatnak oltást a regisztrált pedagógusok és egyéb köznevelési dolgozók. Ugyancsak március végén az addigi nemzetközi tapasztalatok és tudományos ajánlások alapján szakmai állásfoglalás született arról is, hogy az mRNS alapú vakcinákat az addig oltakozásra nem javasolt várandósok is megkaphatják, így rögtön elindult a várandósok soron kívüli oltása is. A Magyar Honvédség úgynevezett „oltóbuszokat” is üzembe helyezett, amelyek az ország kisteleüpéseit járták.
Az április végéig tartó időszakot, ugyanúgy, mint a világ szinte bármely országában, Magyarországon is az jellemezte, hogy kevés oltóanyag állt rendelkezésre: amikor beérkezett egy-egy szállítmány, az szinte azonnal el is fogyott. Április végén érkezett el az az állapot, amikor már elegendő védőoltás állt rendelkezésre ahhoz, hogy bárki, aki regisztrált rá, legfeljebb néhány nap alatt hozzá is juthasson. Emiatt indult el április 26-tól az a világhálós időpontfoglaló rendszer, amellyel bárki oltási időpontot foglalhatott magának, anélkül, hogy megvárná, amíg a háziorvosa behívja oltásra. Az első napokban csak a Sinopharm vakcinára lehetett jelentkezni, utána a lehetőség más oltóanyagokkal bővült.

### A harmadik hullám
Még mielőtt a járvány második hulláma elmúlt volna, 2021 februárjában ismét jelentős növekedésnek indult a betegek száma: ez volt a harmadik hullám kezdete. Szlávik János járványügyi szakember és Rusvai Miklós virológus már a hullám kezdetekor úgy vélekedett, hogy ennek oka nem az esetlegesen rossz védekezés, hanem a Magyarországon is egyre gyorsabban terjedő, az eredeti vírusnál sokkal fertőzőbb mutációk, különösképpen az úgynevezett brit variáns vírus. Ez később egyértelműen be is igazolódott: március végén már szinte az összes megbetegedést ez a variáns okozta.
Március elejére a helyzet olyan súlyossá vált, hogy újabb szigorításokat kellett bevezetni. Március 8-tól az óvodák és általános iskolák is egy hónapos időtartamra bezártak, majd, mivel a helyzet egy hónap alatt sem javult lényegesen, később a bezárás időbeli hatályát meg kellett hosszabbítani. Azok az üzletek sem nyithattak ki, amelyek nem számítottak létfontosságúnak (kivéve például a dohányboltok, lottózók: ezek kinyithattak). A magánegészségügy kivételével a szolgáltatások szüneteltek, a települési közterületeken pedig mindenhol kötelezővé vált a maszkok használata.

### Enyhítések a harmadik hullám során és után
Március közepén a miniszterelnök ismertette azokat a terveket, miszerint amint a legalább egy oltást megkapottak száma eléri a 2,5 millió főt, megkezdődhet a védelmi korlátozó intézkedések fokozatos enyhítésének első lépése. Ezt a két és félmilliós határt április 6-án lépte át a beoltottak száma, így másnaptól lerövidült az éjjeli kijárási tilalom hossza, újranyithattak az addig bezárt üzletek (igaz, 10 m²/fős benttartózkodási korláttal), és újraindulhattak a fodrászatok, kozmetikák és más szolgáltatók.
Április 19-én újranyitottak a bölcsődék, az óvodák és az általános iskolák alsó tagozatai, április 24-én pedig, miután az első oltást megkapó emberek száma meghaladta a 3,5 milliót, a vendéglátóhelyek teraszai is nyithattak. A következő héten (egy év után) megszűnt a látogatási tilalom az idősotthonokban, május 1-től pedig, a négymillió beoltott személy elérése miatt újabb jelentős enyhítések léptek életbe: tovább rövidült az éjszakai kijárási tilalom, az üzletek tovább lehettek nyitva, a védettségi igazolvánnyal rendelkezők számára pedig lehetővé vált például a vendéglátóhelyek belső tereinek, a szállodáknak, a sportrendezvényeknek, a színházaknak, a moziknak, a múzeumoknak és az állatkerteknek a látogatása.
Május 23-án, az ötmillió beoltott személy előző napi elérése után megszűnt a közterületi maszkviselési kötelezettség és az éjszakai kijárási tilalom, eltörölték az üzletek nyitvatartási korlátozását, szabad téren pedig (500 fős határig) megtarthatóvá váltak a különböző gyűlések, rendezvények, valamint legfeljebb 200 fő részvételével lakodalmakat is lehetett már tartani.
Június elején, amikor már csak napi 100–200 új esetet észleltek és a halottak száma is napi 10 alá csökkent, bejelentették, hogy a harmadik hullám véget ért. Az operatív törzs rendszeres sajtótájékoztatói megszűntek, járványügyi adatokat pedig ezentúl hétvégén nem szolgáltattak.

### Kritikák, vitás ügyek
A járvány kapcsán kialakult kritikák eleinte a védőeszközök (például szájmaszk, arcmaszk, részecskeszűrő maszk) elégtelen számát és a kormányzat, valamint a Koronavírus-járvány Elleni Védekezésért Felelős Operatív Törzs kommunikációit érintették. Volt eset, hogy a Magyar Orvosi Kamara javaslatait politikai akciónak minősítette Kovács Zoltán kommunikációs államtitkár, aki egy újságírói kérdésre is kioktatással válaszolt. Ezenkívül az Operatív Törzs demográfiai adatokat sem hozott nyilvánosságra a járvány okozta fertőzések eloszlásáról, szemben más országokkal. Kritika érte azt a járványmegelőzési intézkedést is, hogy az addig élő sajtótájékoztatóikat a fertőzés lehetősége miatt, videokonferenciára cserélte az Operatív Törzs, amitől viszont nehezebb lett a kérdésekre választ kapni. Kritikus vélemények jelentek meg azért is, mert időkímélés céljából egy újságíró csak egy kérdést tehetett fel. Főleg egészségügyben dolgozók kritizálták kezdetben a szájmaszkok és egyéb orvosi védőeszközök elégtelen számát is, ami miatt fertőzésveszélybe kerülnek az orvosok, ápolók és gyógyszerészek. Orbán Viktor miniszterelnök március 20-i rádióinterjújában tagadta ezt, mert szerinte elég védőeszköz áll rendelkezésre. Közben a megvásárolható arcmaszkok árát is a sokszorosára emelte néhány piaci szereplő a járvány árfelhajtó hatására. Volt olyan önkormányzat, például az újbudai, amelyik saját költségén vett arcmaszkokat, László Imre ellenzéki polgármester szerint ugyanis Orbán nyilatkozatával ellentétben nincs elegendő maszk. Néhány nappal ezen események után Kínából több millió maszk és több tízezer védőruha érkezett Magyarországra, amelyeket elsőként az egészségügyi dolgozók körében osztottak szét. Viszont az is kiderült, hogy az egyik védőeszköz-szállítmányt küldő cég Kovácsics Iván, az ITM egyik tanácsadójának apjáé, mely emiatt több mint 5 milliárd forintban részesült. Utólagos számítások szerint Magyarország kötötte a legrosszabb üzletet lélegeztetőgépek beszerzésére az Unióban, miután darabáron ő költötte a legtöbbet ilyen gépekre.
A kormány százezres nagyságrendben küldött szájmaszkokat Magyarországon kívüli rászorulóknak, elsősorban a határon túl élő magyar szervezeteknek, illetve néhány balkáni országba és a Vatikánba is 50 000 darabot, az idős papok, valamint a Pápai Német-Magyar Kollégiumban szolgálatot teljesítők számára. Parlamenti felszólalásában az ellenzéki Szabó Tímea bírálta ezt az adományozási gyakorlatot. Később erre válaszul, több határon túli magyar szervezet is bírálta Szabó Tímeát. A szakképzési intézetek tanulói közel 100 000 maszkot készítettek: a kormányoldal szerint gyakorlatként, az ellenzék szerint azért, mert nekik a vizsgák idejére nem jutott a központilag beszerzett maszkokból.
A március 22-én benyújtott koronavírus pandémia elleni védekezés miatt megszületett törvényjavaslat több civil jogvédő szervezet szerint nem felel meg a különleges jogrenddel szemben támasztott demokratikus és az Alaptörvényből is következő követelményeknek. A március 23-án parlament elé került járvány-ellenes törvényt az ellenzék a benne lévő szerintük visszaélésre alkalmas joglehetőségek miatt kritizálta, ezért azt nem is támogatták.
Szél Bernadett közgazdász végzettségű ellenzéki képviselő az Egészségügyi Világszervezet (WHO) azon ajánlását kritizálta, amit a tisztifőorvos is kommunikált, amelyben úgy fogalmazott, hogy csak az viseljen maszkot, aki beteg. Szél a Columbia Egyetem kutatóinak megállapításaira hivatkozott, akik szerint a január 23-án elrendelt utazási korlátozások előtt a kínai fertőzöttek 86%-a tünetmentes volt, és így észrevétlenül is képesek voltak fertőzni. Kezdettől vita tárgya volt, hogy hogyan és mikor teszteljenek embereket a koronavírusra, valamint hogy ki és mikor viseljen szájmaszkot, amit szintén nem egyértelműen kommunikáltak, azt pedig egy átlagember nehezen tudja megállapítani mikortól is számít betegnek. Korábban úgy nyilatkozott az Operatív Törzs, hogy a teszt nem ad teljes körű bizonyosságot a fertőzésre és nem akadályozza a terjedést sem. Ehelyett a személyes higiénia fontosságát emelték ki. A WHO ajánlását magáévá tevő Operatív Törzs és a nemzetközi szervezet szakmai véleményét figyelmen kívül hagyó Magyar Orvosi Kamara szakmai véleménye, később is homlokegyenest szemben állt egymással a szájmaszk viselésének kérdésében. A lakosság kénytelen volt a külföldi tapasztalatok alapján vagy a magyar újságírók és más egészségügyi szakértők véleményére hagyatkozni a kérdésben. Április vége felé kezdett a kormányzat és az Operatív Törzs is a tesztelés mellett állást foglalni, hogy monitorozni lehessen a vírus terjedését és fertőzését.
A 2020. március 30-án elfogadott koronavírus-törvényt leginkább amiatt kritizálták, mert az a kormányzat számára a kormányrendeletekkel történő kormányzást időhatár nélkül tette lehetővé. Ezzel egy időben került a Parlament elé az úgynevezett salátatörvény, amelynek semmi köze a járványügyi védekezéshez, azonban ellenzéki oldalról összekötötték azzal. Vera Jourová, az Európai Bizottság alelnöke szerint a törvény nem ellentétes az európai uniós joggal.
Felháborodást váltott ki az a Kásler Miklós egészségügyi miniszter által kiadott rendelkezés is, miszerint április 15-ig (a „legrosszabb forgatókönyvre” felkészülve) fel kellett szabadítani a kórházi ágyak 60%-át a járvány esetleges jövőbeli betegei számára, mert ehhez számos, addig kórházban ápolt beteg hazaküldésére volt szükség. Az operatív törzs azt hangsúlyozta, hogy akinek a hazaküldése egészségkárosodást okozna, az maradhat a kórházban, és az, hogy kit küldenek haza, orvosszakmai megállapításokon alapuló döntés lesz, mégis volt olyan eset, amikor az orvosi vélemény kielégítő állapotúnak mondott egy beteget, aki hazaküldése után elhunyt, több esetben pedig valóban rászorult embereket küldtek el. A betegek otthoni ellátására lehetne kérni segítséget az önkormányzatoktól, például otthonápolást, vagy palliatív ellátást, ám nagy valószínűséggel most ezek sincsenek erre a helyzetre felkészülve és erőforrás-hiánnyal küzdenek. Ugyanakkor volt olyan intézményigazgató is, aki azt mondta: jobb is, ha a krónikus belgyógyászati osztályokon fekvő idősek a járvány alatt inkább nem maradnak a kórházak többágyas szobáiban. Más vélemények szerint ekkora ágyszám-felszabadítás és az Orbán Viktor által említett 7-8000 lélegeztetőgép nem indokolt, inkább a politikai kommunikáció része. Sérelmezték azt is, hogy az ágyfelszabadítás kalkulációját nem transzparensen hajtották végre, hanem csak bejelentették végrehajtandó feladatként, ami mögött hozzá nem értés is állhat. Az Eötvös Károly Intézet állásfoglalása szerint a miniszteri rendelet alkotmányellenes, mert az élethez, az emberi méltósághoz, vagy az egészségügyi ellátáshoz való jogot sérti, és noha ezen jogok sérülése alapvető morális problémákba is ütközik, Káslernek nem is lett volna joga így rendelkezni a hatályos magyarországi törvények alapján. Sokakat felháborított az is, hogy a miniszter egy később vele készített interjúban letagadta azt, hogy ő adta ki az utasítást a kórházi ágyak 'felszabadítására', mondván szerinte ez az orvosok döntésén alapult, ezért a felelősség is az övék. A Magyar Orvosi Kamara visszautasította Kásler szavait, a Magyar Helsinki Bizottság pedig pert helyezett kilátásba az EMMI-vel szemben az eset kapcsán. Az intézkedésről az ENSZ is kérdéseket tett fel levélben Szijjártó Péter külügyminiszternek, aki válaszában visszautasította a szerinte bíráló megkeresést.
Kritika érte a kormányzat munkahelyteremtésre vonatkozó elképzeléseit is, miután a járvány következtében rengeteg ember elveszítette az állását. A legfontosabb kritika arra irányult, hogy a munkanélküliek állami támogatása az EU országai között Magyarországon a legrövidebb idejű – három hónap – és ez is meglehetősen alacsony, ugyanakkor a kormányzat ezt nem is kívánta megváltoztatni, mondván ők a „munkaalapú társadalomban” hisznek, nem a „segélyezésben” és hogy „annyi munkahelyet fognak teremteni, amennyit a vírus elpusztított”. Az a vállalás is elhangzott részükről, miszerint három hónap múlva „nem lesz olyan ember Magyarországon, aki ne kapna állásajánlatot munkáltatótól vagy az államtól”. Érintettek és kormánytól független szakértők viszont bizonytalannak és kivitelezhetetlennek tekintették a terveket, amelyek szerintük a közmunkát jelenthetik. Más kritikusok szerint az ígéret tulajdonképpen fenyegetés, mivel sokan katonai szolgálatra kényszerülhetnek. Arra is rámutattak, hogy a sokaknak eddig sem sok segítséget jelentő járulékrendszer mellett a sok, hirtelen munkahelyét elvesztő ember mentálisan is megsínyli az elbocsátásokat, akik közül többen elveszíthetik albérletüket vagy feketén kénytelenek dolgozni, ezért az állam dolga lenne az ellátórendszer fejlesztése, hogy a rászorulók több ideig magasabb vásárlóértékű támogatáshoz jussanak, amíg nem sikerül ismét elhelyezkedniük. 2021-re pedig az is kiderült, hogy számos kormányközeli személyhez köthető cég is nyertese lett a járvány miatt fizetésképtelenné váló vállalkozások felszámolását célzó állami pályázatnak.
Polémia lett az országszerte ingyenessé tett parkolás is, mert azzal az önkormányzatoktól jelentős bevételek estek ki és megnövekedett tőle a városi autóforgalom. Egy felmérés szerint a megkérdezett vidékiek 79, a budapestiek 68%-a inkább egyetértett az ingyenes parkolással, azonban voltak olyanok, akik részéről kritika érte az ingyenes parkolást is, ugyanis szerintük a döntés a tömegközlekedést igénybe vevők számát nem mindenhol csökkentette, ugyanakkor az autóforgalom elsősorban Budapest belső kerületeiben, és néhány vidéki nagyvárosban 10-15%-kal megnövekedett (néhány budapesti városrészben 50 %-kal), és ez a nem elégséges számú parkolóhely miatt komoly gondokat okozott.
Kásler Miklós egészségügyi miniszter rendelete alapján május 4-én hétfőn újraindult az egészségügyi ellátás. A rendelet szerint a páciensek csak telefonos egyeztetés és negatív koronavírus-teszt birtokában látogathatták a rendeléseket, az intézményeknek pedig védőeszközöket kellett biztosítaniuk számukra. Azonban az egészségügyi dolgozók szerint kérdéses volt a páciensek tesztjeinek elvégzése, költségvonzatának és a védőeszközöknek a biztosítása, miközben ők sem rendelkeztek továbbra sem elegendő számú védőfelszereléssel. Szerintük az operatív törzs által támogatott rendelkezéseket átgondolatlanul és túl gyorsan (egyetlen hétvége alatt) hozták meg. Több pácienst a teszt hiánya miatt elutasítottak, akiknek a feltételezések szerint a PCR-teszt kiértékelésének ideje alatt is súlyosbodhat az állapota. A kormány és az EMMI kommunikációja szerint a szakrendelők feladata a tesztek elvégzése. A szakrendelésekhez előírt PCR-teszteket pedig az NNK határozata alapján kijelölt laboratóriumok végzik. Ettől függetlenül a visszajelzések az orvosi ellátások további nehézségeiről szóltak.
Politikai csörtére is sor került a kormányzat és az ellenzéki főpolgármester, Karácsony Gergely között, miután egy fővárosi fenntartású, Pesti úti idősotthonban április elején nagy számban találtak fertőzötteket, akik közül később több mint 40-en elhunytak. A kormány képviselői az eset kapcsán többször is a főpolgármester „hanyagságát” igyekeztek kihangsúlyozni, a kormányzat pedig számos vizsgálatot is lefolytatott az intézményben, míg Karácsony felhívta a figyelmet, hogy a többi idősotthon és egészségügyi intézmény átfertőzöttségéről és ellenőrzéséről a kormányzat részéről alig valami hangzott el, ezenkívül tételesen cáfolta a vizsgálatok elmarasztaló megállapításait. Hozzátette azt is, hogy a kormány elhallgatja az egészségügyi dolgozók megfertőződöttségéről szóló adatokat, a Gulyás Gergely által tartott Kormányinfón és az operatív törzs tájékoztatóin viszont többször elhangzott, hogy a fertőzött személyek közül hányan vagy milyen arányban találhatók egészségügyi dolgozók. A Pesti úti otthon ügyében a kormánypárti politikusok többször hangoztatták, hogy nem volt jelen orvos az intézményben, Zacher Gábor toxikológus szerint viszont ez „huszadrangú kérdés”, mert egy járvány idején az eleve legyengült szervezetű idősek körében a halál mindenképpen „aratni fog”.
Polémia alakult ki a kormányzat azon törvényjavaslatai körül is, melyek a „szolidaritás jegyében” nagyobb adóbevételeket vonnának el az önkormányzatoktól a korábbiakhoz képest, mert egyes vélemények szerint ezek főleg az ellenzéki vezetésű önkormányzatokat sújtanák, beleértve a fővárosi önkormányzatot is. A május 26-án benyújtott 2021-es költségvetésben Karácsony Gergely főpolgármester szerint több tétel is a fővárost bünteti.
A járvány miatt elfogadott „gazdaságvédelmi tervből” is jelentős összegek kerültek átcsoportosításra olyan célokra, amelyeknek nem volt köze a hazai gazdaság megóvásához. Közben Kásler Miklós videosorozatot indított a Facebookon, ahol a kormányzati intézkedéseket magyarázta és az ellenzéket kritizálta.
Felháborodást váltott ki, hogy míg a járványhelyzet ellenére labdarúgómeccseket meg lehetett tartani – mint pl. június 3-án a Magyar Kupa rangadóját a Puskás Arénában – addig koncertek szervezésére továbbra sem volt lehetőség, ami ennek a szektornak a megélhetését veszélyeztette. Több érintett előadó is kritikát fogalmazott meg ezzel kapcsolatban, kettős mércét emlegetve. Gulyás Gergely miniszterelnökségi miniszter július 16-án jelentette be, hogy a 2020. augusztus 20-i ünnepségek és a tűzijáték is elmarad, ekkor azzal indokolta a koncertszervezési tilalmat, hogy „a focimeccseken nem lehet alkoholt venni”. Ez az állítás azonban egyértelműen nem felelt meg a valóságnak, a valótlan indoklás pedig újabb bírálatokat váltott ki. A rendezvény és fesztivál-szervezők többször adtak hangot aggodalmuknak, mivel a járvány és az amiatt hozott intézkedések ellehetetlenítik ebben a szektorban érdekelt vállalkozásokat és dolgozókat, ezt erősítette, hogy a kormány augusztus 15. után sem engedélyezte az 500 fősnél nagyobb zenés rendezvények megtartását. Cserébe a kormány „garázskoncertek” támogatását helyezte kilátásba a Magyar Turisztikai Ügynökség válogatásával, 5,3 milliárd forintos támogatással. Többek közt Demjén Rózsi, Balázs Fecó vagy a Tankcsapda is a támogatottak közé került. A szervezők és előadók számára viszont továbbra sem volt világos, hogy a gyakorlatban hogy fog kinézni ez a támogatási forma. Szentkirályi Alexandra kormányszóvivő augusztus 6-i közleménye szerint a kormány újabb, 2 milliárd 120 millió forintos csomagról döntött a könnyűzenei klubok és a fesztiválszervezők támogatására. A szintén garázskoncertet tartó, nyíltan kormánykritikus HétköznaPICSAlódások punkzenekar koncertjét cenzúrázták, az egyik stábtagjukat pedig ismeretlenek bántalmazták a kormánykritikus videóklipje miatt.
Az év májusában először a RegionalBahn blog osztotta meg, hogy a KTI javaslatára az ITM ideiglenes járványügyi menetrendet tervez bevezetni számos vasúti mellékvonalon, mely során több járatot autóbusszal pótolnának. A kezdeti híresztelést se a minisztérium, se a MÁV nem erősítette meg, mégis többen tiltakozni kezdtek ellene, köztük számos Nógrád megyei politikus is, élükön Csach Gábor balassagyarmati polgármesterrel, akik nyílt levelet is küldtek Mosóczi László közlekedéspolitikáért felelős államtitkár számára az üggyel kapcsolatban. A tiltakozások ellenére végül május 28-án tette közzé a MÁV-START a június 6-ától életbe lépő változtatásokat. A változtatások 36 vidéki vasútvonalat érintett, java részükön csupán pár vonatpárt hagyott meg, a többit autóbuszokkal pótolta, de 11 vonal esetében nem szerveztek pótlást sem. A változtatások bevezetését azzal indokolták, hogy a veszélyhelyzet következtében a vonatok átlagos utasforgalma jelentős mértékben lecsökkent. A bejelentést követően a járványügyi menetrendet sorra érték a kritikák. Egyesek úgy vélték, a járványt ürügyként próbálják felhasználni további vonalbezárásokra, mások a megnövekedett menetidőket sérelmezték, de arra is rámutattak, hogy a MÁV-START nem tartotta a kéthetes menetrend-előrejelzést, illetve hogy egyes, az ideiglenes menetrendben pótolt személyvonatokat utasok nélkül, szerelvényvonatként a korlátozások ellenére is leközlekedtetik. A kritikákra reagált Homolya Róbert, a MÁV elnök-vezérigazgatója, és kijelentette, hogy a járványügyi menetrendet felül kell vizsgálni, és ahol a vasút versenyképesebb az autóbuszoknál, ott az alapmenetrendet vissza kell állítani. A felülvizsgálatnak csak egy hónappal később lett eredménye: a MÁV-START és a GYSEV augusztus 1-jétől 10 vonalon, október 1-jétől pedig további 10 vonalon állította vissza a június 6-a előtti menetrendet. Az újranyitott vonalak első sorban azokból a térségekből kerültek ki, ahol a helyiek legjobban lobbiztak a járványmenetrend ellen, azonban a többi 14 vonal esetében továbbra sincs meghatározva, meddig akarják érvényben tartani az ideiglenes menetrendet.
2020. szeptember 16-án Orbán Viktor újabb szigorításokat jelentett be, ezek alapján a maszk használata kötelező a tömegközlekedés és az üzletek mellett már a mozikban, színházakban, egészségügyi és szociális intézményekben, és az ügyfélfogadási irodákban is, és hogy a tesztek hatósági ára 19 500 forint lesz. A lépést azért kritizálták, mert a hatósági ár miatt több cég kiszállt a tesztelésekből, szűkítve a tesztelési lehetőségeket, ezért a tesztek teljesen ingyenessé tételét követelték ellenzéki politikusok és egészségügyi szakemberek is. Szerintük az anyagiak a lakosságot is megfontolásra készteti, hogy tudnak vagy akarnak-e fizetni a tesztekért, miközben a tesztelést alapvetően fontosnak gondolják a fertőzöttség nyomonkövetésére.
Kritika érte a 2020. szeptember 25-én tartott Bayern München és Sevilla FC közti Szuperkupa-rangadót is, amit NB1-es focimeccsként közönség előtt is meg lehetett tartani a Puskás Arénában. Többen, mint Markus Söder bajor miniszterelnök és Hansi Flick, a Bayern edzője is bírálta a meccs közönség előtti megtartását, de Joachim Löw német szövetségi kapitány és magyar ellenzéki politikusok is így vélekedtek. Gulyás Gergely egy hónappal korábban még teljes határzárról beszélt, de a kupát megtarthatónak mondta: „Egy megoldást látunk: a futballdrukkerek akkor léphetnek be az országba, ha két negatív tesztet hoznak. A reptérről rögtön a meccsre visszük őket, ha annak vége, akkor vissza visszük őket a repülőtérre.” Ennek ellenére ezek az intézkedések a rangadó napjára elmaradtak: ekkorra már elég volt egy negatív teszt is, a drukkerek mozgását pedig csak a stadionig irányították szervezetten, előtte mindenki szabadon közlekedhetett, voltak, akik több napot is a fővárosban töltöttek, de sok drukker le is mondta a meccsen való részvételét. Az UEFA mindenesetre sikeresnek ítélte a rangadó lebonyolítását.
A 2020 szeptemberében újrainduló oktatást azzal kritizálták, hogy a kormányzat elhanyagolta az oktatási intézményekre vonatkozó egységes járványügyi előírásokat, miután úgy határozott, hogy nem zárja be az iskolákat. A PDSZ úgy vélte, hogy a közoktatásban dolgozóknak veszélyes körülmények között kell dolgozniuk, mert nem biztosítottak számukra az egészséges és biztonságos munkavégzés körülményei, valamint rendezetlen a fertőzésgyanús diákok és pedagógusok tesztelése. A szervezet az iskolák bezárását is követelte a kialakult kaotikus helyzet miatt, a pedagógusok és diákok egészségét féltve, és félve az oktatás összeomlásától. A szakszervezet később közleményben kérte a szülőket, hogy aki teheti ne engedje óvodába, iskolába gyermekét, miután szülői panaszok szerint nem megfelelő a távolságtartás, nem mindenhol biztosítható a tanulócsoportok elkülönítése, az esetek túlnyomó többségében vagy nincs tesztelés, vagy csak megkésve. A PDSZ kiemelte, hogy nem a pánikkeltés a céljuk, hanem a megoldások megtalálása, hangsúlyozva a kormányzat felelősségét. Maruzsa Zoltán oktatásügyi államtitkár visszautasította a PDSZ állításait, hangulatkeltéssel vádolva a szakszervezetet.
Október elején a parlament elfogadta azt az orvosokat érintő törvénycsomagot, amely minden addiginál nagyobb mértékben emelné meg az állami egészségügyben dolgozó orvosok bérét. A törvényt azonban számos ponton kritizálták, mert a béremelés az orvosokon kívül más egészségügyi szakdolgozóra nem terjed ki, jelentős bérfeszültséget eredményezve, ezenkívül az orvosok munkavállalási feltételeit is meglehetősen korlátozza, valamint kirendelhetővé teszi őket az ország bármely területére, amiről csak tíz nappal korábban kell értesítést kapniuk. Az elfogadott törvény után sok egészségügyi dolgozó jelezte, hogy kész kilépni az állami egészségügyből, a Magyar Orvosi Kamara pedig jelezte, hogy ebben a formában elfogadhatatlan a törvény. A törvény körül később sem csillapodtak a kedélyek: bár a kormány szerint folyamatosak voltak az egyeztetések, a Magyar Orvosi Kamara ezt cáfolta, miközben jogászok és érdekvédők szerint számos ponton továbbra is hátrányosan érinti az egészségügyi dolgozókat. Közben kiderült az új szolgálati jogviszonyról szóló törvény november 28-án nyilvánosságra hozott végrehajtási rendeletéből, hogy a vészhelyzet alatt egészségügyi dolgozó nem mondhat fel, 2021. április 1-től pedig új szolgálati jogviszony lép életbe, aminek értelmében orvosok csak engedéllyel vállalhatnak egészségügyi másodállást.
A járvány ősszel kialakult második hulláma kapcsán hozott kormányzati intézkedések is számos bírálatot kaptak. A TASZ összesítése szerint a kormány intézkedései következtében sérül, illetve vitatottá válik a jogbiztonság követelménye, a kellő felkészülési idő joga, valamint olyan Alaptörvényben rögzített jogok, mint a törvény előtti egyenlőség és a tisztességes eljáráshoz való jog, az információszabadság joga, a személyes szabadság korlátozása, és az egészséghez való jog. A TASZ szerint a kormány hirtelen változó jogszabályaihoz való alkalmazkodáshoz se elég információ, se elég idő nem állt rendelkezésére; a karanténintézkedések következetlenek, és azokban sokszor olyan egészségügyi szakember jár el, akinek egyébként nincs is jogosultsága személyi szabadságot korlátozni; a kormányzati járványügyi adatok megismerhetősége nem biztosított, ahogy az egészségügyi ellátások megszervezése is hiányos. A 2020 novemberében meghozott szigorítások kapcsán is több kapkodó, kidolgozatlan, sokszor egymásnak ellentmondó kormányzati kommunikáció és intézkedés történt.
November 23-án jelentette be Orbán a saját elnökségével működő Idősek Tanácsa javaslatára, hogy ismét bevezetik a 65 évnél idősebbek vásárlási idősávját, aminek értelmében hétfőtől péntekig 9 és 11 óra között, szombaton és vasárnap pedig 8 és 10 óra között csak az idősek vásárolhatnak. Az intézkedést a nyugdíjasok felé tett látszatintézkedésnek titulálták, mert az idősek az idősávon kívül is vásárolhatnak, amikor ugyanúgy megfertőződhetnek. A Nyugdíjasok Országos Szövetségének elnöke szerint hiába ők az egyik legnagyobb nyugdíjas szervezet az országban, mégsem kérdezték meg a véleményüket az új rendelettel kapcsolatban. Szerinte a nyugdíjasoknak inkább anyagi támogatásra lenne szükségük a védőeszközök megvásárlásához. Falus Ferenc volt tisztifőorvos szerint is felesleges az idősáv, fontosabbnak tartaná a boltban vásárlók számának limitálását. December 11-én szintén az Idősek Tanácsa javaslatára jelentették be, hogy december 12-ével megszüntetik az idősávot.
Az orvostanhallgatók munkájára korábban önkéntességi alapon számítottak a koronavírus-tesztelések lebonyolításban. Bódis József államtitkárnak egy november 15-én nyilvánosságra került levele szerint ez megváltozott, és a „hallgatókat az orvos-, fogorvos- és egészségtudományi képzést folytató harmad- és negyedévfolyamosok vezénylésével biztosítják.” A vizsgálat elvégzésébe – egészségügyi tevékenység végzésére való jogosultság nélkül – orvos-, egészségtudományi képzésben részt vevő hallgató kirendelhető. A hallgatók beszámolói szerint egy részüket zsarolások és fenyegetések alkalmazásával kényszerítették munkára. Közülük többen állították azt, hogy megfelelő védőruhát sem kaptak, ahogy a vizsgaidőszakra sem voltak tekintettel. A munkavégzésért a diákok csak minimális díjazást kaptak.
Közben kiderült, hogy a kontaktkutatás – vagyis a potenciális vagy bizonyítottan fertőződtek környezetében korábban megfordult személyek felkutatása – is lényegében megfeneklett. Egyéb vélemények szerint a kormányzat számos más ponton is láthatóan elhanyagolta a hatékony intézkedések meghozatalát, miközben propagandisztikus módon sikerekről és hatékony védekezésről kommunikált.
Továbbra is kritika érte a kormányzat adatszolgáltatási hajlandóságát, miután számos egymásnak ellentmondó adat és intézkedés látott napvilágot a járvány kezdete óta, ami miatt nehézzé vált a járvány követhetősége. Sok kérdésre pedig egyáltalán nem érkezett érdemi válasz sem a kormánytól, sem az Operatív Törzstől. Lantos Gabriella egészségügyi menedzser, ellenzéki politikus szerint az adatokkal való „bűvészkedés” a politikai propaganda része, ahol érdek a valóság eltitkolása és kozmetikázása. Kevéssé megismerhetővé váltak a kórházak Covid-osztályain zajló munka körülményei is, miután a második hullám idején semelyik médium nem kapott forgatási engedélyt, az egészségügyi dolgozóknak pedig megtiltották, hogy nyilatkozzanak, a kormányzat részéről viszont folyamatos sikerekről számoltak be. Kiszivárgott információk szerint ugyanakkor nem biztosítottak a megfelelő körülmények se a betegek maradéktalan ellátásához, se a dolgozók munkavégzéséhez, mégpedig elsősorban az egészségügyi dolgozók elégtelen létszáma miatt.
A vendéglátóipar szereplői közt is egyre nagyobb lett az elégedetlenség, miután a kormányzat részéről nem történtek olyan hatékony intézkedések, amelyek segítettek volna a szektor szereplőinek anyagi problémáin, sokakat csőddel fenyegetve. Korábban a járvány miatt létrehozott „Gazdaságvédelmi akcióterv” kapcsán beszélt a kormány közel egymillió megsegített emberről, ugyanakkor az erre elkülönített milliárdokból olyan beruházásokat is támogattak, mint atlétikai stadion, turizmusfejlesztés, vasútépítés, vadászati kiállítás előkészítése, vagy a Nemzeti Korcsolyázó Központ fejlesztése. Csak sportcélokra a járvány idején 50 milliárdot költött az alapból a kormány 2020 nyarán, miközben a kritikák szerint már akkor sok ember és vállalkozás bevétel nélkül maradt. Karácsony Gergely főpolgármester is felszólította a kormányt az elmaradt támogatások kifizetésére, aki szintén kritizálta, hogy a gazdaságvédelemre szánt pénzek háromnegyedét olyan célokra költötték, amelyeknek semmi közük a magyar gazdaság és a dolgozók védelméhez. Egyes számítások szerint valószínű, hogy nemcsak a pénz háromnegyedét, hanem többet is más célokra költötték, és ténylegesen csak tizenegynéhány százalék jutott válságkezelésre. Az elégedetlenség hatására 2021. február 3-i hatállyal életbe lépett új rendelet értelmében február végéig egy összegben kerülnek kifizetésre az állami bértámogatások a korábbi utófinanszírozás helyett. Az idegenvezetők körében is nagy volt az elégedetlenség, mert a járvány kezdete óta semmilyen érdemi segítséget nem kaptak a kormánytól, miután a járvány miatt gyakorlatilag megszűnt a turizmus.
A koronavírussal szembeni vakcinák 2020 végi megjelenésével a kormányzat is többször emlegetni kezdte az „oltási tervét”, de erről hónapokig semmi biztosat nem lehetett tudni, és a megjelent információk is többször ellentmondtak az operatív lépéseknek. A tervről később is kevés dolog szivárgott ki, ami újságírók szerint hátráltatja a védekezést, miután sokan bizonytalanok lettek a különböző oltások hatékonysága miatt, miközben külföldön sokkal átláthatóbban zajlik a tájékoztatás. Szél Bernadett független képviselő közadatigénylés keretében kérte ki az oltási tervet, azt viszont arra való hivatkozással, hogy „további jövőbeli döntések alapjául szolgál” nem adták ki. Szél ezután kétségbe vonta, hogy tényleg létezik-e egyáltalán oltási terv. A TASZ – ami már korábban is bírálta a kormányt a követhetetlen lakossági tájékoztatás miatt – közölte, hogy több ezren tőlük kértek információkat az oltásokról is, mert a kormányzati csatornákon elégtelen adat állt csak rendelkezésre, ami a szervezet szerint is bizonyítja a kormányzati kommunikáció csődjét.
A vakcinázás is jelentősen átpolitizálódott, a magyar kormány ebben a kérdésben is hangsúlyosan az uniós szerveket okolta a késlekedésekért és az elégtelen vakcinakészletekért, jóllehet ezek csak részben függtek ezen szervektől. Erre való hivatkozással fordult a kormány aztán a keleti, orosz és kínai vakcinák felé, amelyekben többen nem bíznak. Ráadásul 2021 februárjáig a rendelkezésre álló uniós vakcinabeszerzési keret felét hívta csak le a kormány, miközben Izraelből számítottak Moderna-vakcinára, ez a tranzakció azonban meghiúsult. Gulyás Gergely az ügy kapcsán több féligazságon alapuló, politikai kritikát is tett, „gyűlöletkampányt” és az „Unió hazugságait” emlegetve, ugyanakkor a kormányzatnak itt is több ellentmondásos reakciója volt. Később az a kritika is elhangzott Gulyás részéről, hogy a vakcinabeszerzési szerződések nyilvánosságra hozását az Unió megtiltotta volna a tagállamoknak, ezzel szemben az Európai Bizottság közölte, hogy a nyilvánosságra hozatal a szerződő feleken múlik, ők döntenek ennek feltételeiről, és hogy a Bizottság a tagállamokkal együttműködve törekszik az európaiak biztonságos és hatékony oltóanyagokhoz jutására, illetve az oltóanyag-szállítások jelentős gyorsítására. A később megismert, orosz és kínai vakcinák beszerzésére vonatkozó szerződéseket ráadásul az állam meglehetősen előnytelen feltételekkel kötötte meg, a kínai vakcina beszerzésében még egy gyanús magyar közvetítőcég is szerepet vállalt. Kiderült, hogy a kínai a legdrágább vakcina, az orosz kapcsán pedig minden felelősség a magyar államot terheli, semmilyen nemzetközi jogorvoslat nem lehetséges.
Polémia lett az OGYÉI orosz, Szputnyik V nevű vakcinára adott engedélyéből is, mert azzal nem végeztek úgynevezett „harmadik klinikai vizsgálati fázist”, amelyben több tízezer alanyon tesztelik az oltást, dacára, hogy ezt a hatóság által felkért szakértők is kifogásolták. Ugyanezért kritizálták a kínai eredetű vakcinákat is. A keleti vakcinák iránt eleve alacsony volt a bizalom, a Szputnyikét pedig az orosz ügyintézés ásta alá. A Szputnyik V vakcina esetén felmerült az is, hogy az OGYÉI által vizsgált és engedélyezett vakcina nem ugyanolyan összetételű, mint ami a tömegtermelés során készülhet. A kormány eközben rendeletmódosítással tette engedélyezhetővé a kínai eredetű vakcinákat, amiket ezután szinte vizsgálni sem kell, noha továbbra sem volt bizonyos a vakcina biztonságossága. Idővel fel is merült a kínai vakcina hatástalansága. A Magyar Orvosi Kamara közleményében szólította fel a kormányzatot, hogy a lakossági bizalom megőrzése miatt ne politikai, csakis szakmai alapon engedélyeztessen vakcinákat. Ellenzéki pártok is ugyanerre szólítottak fel közös közleményben, amiben a rendelet visszavonását követelték. Az Unióban egy ország sem volt Magyarországon kívül, amelyikben vizsgálat nélkül engedélyeztek volna kínai vagy orosz vakcinákat, bár nincs egységes uniós vakcinaengedélyeztetési szabály a tagállamok részére. Az Unió később meg is hozta azt a szabályt, aminek értelmében beutazáskor nem fogadnak el olyan oltásokat, amelyeket az Európai Gyógyszerügynökség nem hagyott jóvá. Később kiderült, hogy a magyar kormány a vakcinákra, mint egyfajta „csodafegyverre” tekintett, miközben politikailag igyekezett a közhangulatot uralni, és mindent megtenni annak érdekében nehogy az elégedetlenség visszaüssön a kormány megítélésére.
Probléma lett az is, hogy nem állt elegendő mennyiségű vakcina rendelkezésre, így a vakcinák közti választás is kétségessé vált. (Egy Portfolio.hu által végzett rögtönzött közvéleménykutatás szerint is alig volt érdeklődés a keleti vakcinák iránt.) Az is kiderült, hogy az ára miatt álltak le a Moderna nevű vakcina vásárlásával, mert a hasonló Pfizer vakcina olcsóbb, noha korábban a kormány azt kommunikálta, hogy „az emberélet nem múlhat pénzen”.
Az egészségügyi dolgozókra vonatkozó új munkaszerződések is problémát okoztak, melyek az előző év októberében elfogadott törvényhez igazodva születtek, azok ugyanis potenciálisan hátrányosak az érintettekre. A szerződések a törvénnyel együtt 2021. március 1. éjféltől érvényesek, ha az érintett dolgozó aláírja őket, csakhogy az érintettek közül sokan közvetlen a határidő előttig sem látták a szerződéstervezetet annak részleteivel, vagy nem hagytak időt, lehetőséget az áttanulmányozásra, míg másokat zsarolással igyekeztek rábírni az aláírásra. Ilyen esetekről a Magyar Orvosi Kamara is értesült. Másutt egész kórházi osztályok jelentették be felmondásukat, ha nem változtatnak a szerződéseken. Több helyen történtek is felmondások, a Jahn Ferenc Dél-pesti Kórház és Rendelőintézet egyik belgyógyászata működésképtelenné is vált emiatt, ugyanakkor Jenei Zoltán országos kórház-főigazgató szerint a dolgozók több mint 95 százaléka aláírta az új jogállási törvénynek megfelelő szerződését, az ellátás pedig zavartalan. Végül legalább 4000-en mondtak fel, vagy nem írták alá a szerződéseket, többségük feltehetően egészségügyi szakdolgozó, akikre a törvénybe foglalt fizetésemelés nem is vonatkozott.
Közben a kormányzat Orbán Viktor december 19-i nyilatkozata alapján a kis és közepes vállalkozások támogatására hivatkozva ezen vállalkozások helyi iparűzési adóját, amely az önkormányzatok legfőbb bevételi forrása a felére csökkentette 2021. január 1-től. Ennek kapcsán az okozott konfliktust, hogy a bejelentés alapján a 25 ezer főnél nagyobb települések kieső adóbevételét a kormány egyéni szempontok szerint téríti meg, ami az ellenzéki vezetésű önkormányzatok szerint az ő önkormányzataik ellehetetlenítésére irányul, mert így a kormány válogathat a kormánypárti és ellenzéki önkormányzatok kisegítése között. Később valóban érezhető volt, hogy a kormánypárti vezetésű önkormányzatok jóval nagyobb állami támogatásban részesültek, miközben rendelettel tiltották meg a helyi adóemelést. A turisztikai támogatásoknál is hasonló szemléletű aránytalanság volt megfigyelhető. Májusban a „válságenyhítő intézkedések” keretében derült ki, hogy a kormány 23 milliárd forint támogatásról döntött az önkormányzatok részére, ellenzéki vélemények szerint viszont itt is az ellenzéki vezetésű önkormányzatok életének megnehezítése volt a szempont. Karácsony Gergely főpolgármester szerint csak Budapesttől 31 milliárdot vontak el, miközben a főváros semmit nem kapott, Gémesi György, a Magyar Önkormányzatok Szövetségének elnöke szerint is töredéke a 23 milliárd az elvont 100 milliárd forintos bevételeknek, a kormány által támogatott beruházások pedig alig adnak hozzá az önkormányzati feladatok fedezetéhez, miközben járványvédelemre semmilyen állami támogatást nem kaptak az önkormányzatok. Közben a Fővárosi Kormányhivatal közleményében adta hírül, hogy jogellenes, lakosságot érintő díjemelések miatt eljárást indított nyolc ellenzéki vezetésű önkormányzattal szemben.
Továbbra is visszás ügy maradt, hogy a kaszinók a járvány alatt is nyitva maradhattak, ahol gyakorlatilag semmilyen járványvédelmi szabályt nem tartottak be. A kaszinók nyitvamaradásáról – melyek mind kormányközeli személyek érdekeltségei – Gulyás Gergely előző évben azt mondta, hogy üzletnek és nem szórakozóhelynek minősülnek, ezért nem kell bezárniuk, az Operatív Törzs pedig azt nyilatkozta, hogy „beltéri intézményekben saját hatáskörben döntenek a járványügyi szabályokról, és mindenki, aki odamegy, az saját felelősségre teszi”. A március 4-én bejelentett újabb két hetesre tervezett zárás idejére viszont a kaszinóknak is be kellett zárniuk.
A zárásra azért került sor, mert közben a vírus brit mutációja miatt úgy megugrott a magyarországi halálesetek száma, hogy lakosságarányosan már a fertőzöttségben élen járó Egyesült Államokat is lehagyta a magyar halálozási statisztika.
Pogátsa Zoltán közgazdász, egyetemi docens – aki már a járvány előtt is kritizálta az Orbán-kormány gazdaságpolitikáját – március elején arról beszélt, hogy a járvány hatásainak enyhítésére a kormánynak foglalkoznia kellene a jóléti állam intézményeivel, mert az Orbán által preferált „munka alapú társadalommal” szemben a nehézségeket praktikusan jóléti intézkedésekkel, a széles társadalom közvetlen anyagi és egyéb támogatásával lehet enyhíteni. Mint mondta, az emberek önhibájukon kívül, a járvány és nem lustaság miatt nem dolgoznak.
Újabb ellentmondó intézkedés volt, mikor március 5-én Orbán és az Operatív Törzs azt kommunikálta, hogy „rendszerszintű problémák” miatt elmarad a március 6. szombatra tervezett tömeges oltás, szombaton azonban mégis volt lehetősége oltásra annak, aki megjelent az oltópontokon.
Politikai vita bontakozott ki azon, hogy egyes ellenzéki vezetésű településeken, mint Szombathelyen vagy a fővárosban a kormányzat megtagadta az önkormányzatoktól helyi oltópontok kialakítását, miközben a fideszes vezetésű XVI. kerületben engedélyeztek helyi oltópontot. A kormánypárti média pedig arról számolt be, hogy Szaniszló Sándor XVIII. kerületi ellenzéki polgármester saját hatáskörben fel nem használt kínai vakcinákat küldött volna vissza, miközben erre Sára Botond kormánymegbízott kérte fel a háziorvosokat. A kormányzat közben „oltásellenesnek” próbálta beállítani az ellenzéket, mert azok megkérdőjelezték a keleti vakcinák hatásosságát és biztonságosságát, valamint az ellentmondó kormányzati lépéseket. Ez ügyben kormányzati kampány is indult dacára, hogy az ellenzéki szereplők is mindig az oltás fontosságát hangsúlyozták, akik válaszul rámutattak a kormányzat hiányosságaira, illetve arra, hogy az újabb hatályba lépett munkavállalási szerződések miatt 5500 egészségügyi szakdolgozó hagyta ott az amúgy is leterhelt állami ellátórendszert. Más vélemények is arról szóltak, hogy a kormányzat új ellenségképként az „oltásellenes ellenzéket” kívánja felhasználni a 2022-es országgyűlési választásokig. Ugyanakkor Sarkadi Balázs akadémikus is felvetette a kínai Sinopharm vakcinával beoltottak alaposabb vizsgálatát, mert hírek szerint bizonyos esetekben nem eredményezett sem jelentős immunválaszt, sem védettséget a szervezetben. A Fidesz telefonos kampányt is indított az „oltásellenes ellenzék” tematikájában, amire a Jobbik feljelentést nyújtott be a Fidesz ellen rémhírterjesztés miatt.
A kínai Sinopharm-vakcina magas fokú hatásosságát 2021 áprilisáig csak olyan (szerbiai és egyesült arab emírségekbeli) kutatások igazolták vissza, amelyeket bizonyos szakértők nem tekintenek megbízható, átfogó kutatásnak. (Az Emírségek vizsgálata szerint 93%-ban akadályozta meg a kórházba kerülést és 100%-ban a halálos kimenetelt, azonban nem ismertek a vizsgálat pontos körülményei, Szerbiában pedig csak a 65 év alattiaknál állapították meg, hogy 90%-ban elegendő antitest termelődik az oltás után – igaz, az immunitás nem kizárólag az antitesteken múlik.) Átfogó kutatás elvégzésére Magyarországon is meglenne az esély, de a magyar kormány, ami jelentős médiakörítéssel kísérte a kínai vakcinák beszerzését, nem mutatott hajlandóságot erre. Menczer Tamás külügyi államtitkár, aki már korábban is megnyilatkozott a kormány által beszerzett kínai vakcinákról, arra hivatkozott, hogy szerinte a legtekintélyesebb orvosi szaklap, a The Lancet is kiállt a Sinopharm mellett, ez azonban így nem történt meg, a lapban ugyanis csak egy kínai kutatók által írt levél jelent meg a vakcináról, amiben a kutatók írnak a Sinopharm szerintük a Covid dél-afrikai mutációjával szembeni hatékonyságáról, de itt is bizonyító adatok nélkül. A lap pedig csupán a levél függelékét lektorálta, ez tehát szintén nem egy ellenőrzött, bizonyító erejű tanulmány volt. Miután a WHO engedélyt adott a Sinopharm veszélyhelyzeti felhasználására, a világszervezet ajánlásait ismét eltérően értelmezte a kormánypárt és az ellenzék. A WHO úgy fogalmazott: a Sinophram 60 év alatt nagy bizonyossággal hatékony, de 60 év felett túl kevés adat áll rendelkezésre ahhoz, hogy ezt ki lehessen jelenteni, ennek ellenére nem ajánlják felső korhatár bevezetését az alkalmazásánál, mert az előzetes adatok szerint esélyes, hogy a vakcina az időseket is védi, és nem ismert olyan elméleti ok, amely miatt biztonságossága eltérő lehetne az idősebbek és a fiatalabbak körében. Menczer ezek után viszont azt nyilatkozta, hogy a WHO „kifejezetten ajánlja” a Sinopharmot az időseknek, míg az ellenzék azt emelte ki, még mindig nincs elég bizonyíték a hatásosságra az idősebbeknél. Később be is bizonyosodott a vakcina nagyfokú hatástalansága 60 év feletti személyeknél.
Miközben a kormányzat azt kommunikálta, hogy az egészségügyi ellátórendszer gond nélkül veszi az akadályokat a harmadik hullám idején is, és minden rászorulót ellátnak – Kásler Miklós szerint „az egészségügy meg sem rendült” –, addig egészségügyi dolgozók szerint nagyon is leterhelt, mert nincs elég szakdolgozó a megnövekedett esetszámok biztonságos ellátására. Utólag kiderült, hogy a kormány tudatosan igyekezett titkolni minden egészségügyi intézményben felmerülő nehézséget, Pintér Sándor belügyminiszter felügyeletével. Zacher Gábor toxikológus, aki a Hatvani kórház Covid-osztályán is dolgozott egy interjúban szintén az egészségügyi dolgozók fizikai és lelki leterheltségéről beszélt, akikből nincs elég, de kritizálta a kormányfüggetlen sajtó korlátozott tájékozódási lehetőségét és a kormányzat részéről elhangzó, könnyelmű politikai ígéreteket is, amikre nem lehet garanciát vállalni. Más orvos is kaotikus helyzetekről, szakemberhiányról, és kommunikációs nehézségekről számolt be mind a kormányzat, mind a szakma vonatkozásában, utóbbi esetben a titkolódzás miatt nem tudtak tapasztalatot cserélni egymással az egészségügyi intézmények covid-osztályai.
Kérdésessé vált, hogy a beoltottak védettségi igazolványára milyen szempont alapján kerülnek adatok, miután ezen a területen számos pontatlanság történt (valótlan, logikátlan adatok, elhunyt személy is kapott), de az sem volt világos, hogy mire jogosít fel. Hadházy Ákos független képviselő azt is meg kívánta tudni mennyit költött a kormány az igazolványokra, de nem kapott érdemi választ. A TASZ azt is kifogásolta, hogy a kormány – ami 3,5 millió beoltott után engedélyezte a zárás lazítását közösségi terekben a védettségi igazolvánnyal rendelkezők számára – nem tette egyértelművé, hogy kik is kaphatják azt meg, mert az igazolványt az akár csak egy oltáson átesett, potenciálisan tehát még fertőző vagy megfertőzhető személy is megkaphatja, aki ezután mind magára, mind másra is veszélyt jelenthet, ha közösségbe megy, így pedig a védettségi igazolvány pont nem a védettséget igazolja. Ebben az esetben viszont a pusztán igazolvány alapján történő szegregálás már alaptörvény-ellenes. Ezenkívül itt is kitértek a kormány oltások és szabályozások körüli zűrzavarára. A felvetésekre Völner Pál államtitkár a Facebookon reagált, itt viszont alapvetően semmilyen jogi vagy egyéb cáfolat nem szerepelt, csak annyi, hogy szerinte a védettségi igazolványok bevezetése „semmilyen törvénybe nem ütközik”. Ezenkívül a kormány korábbi kommunikációs elemei, a lakosság irányába tett gesztusok és ellenzéki kritika szerepeltek a bejegyzésében. Az alapvető jogok biztosa szerint nem alkotmánysértő, ha védettségi igazolványhoz kötik egyes szabadidős, kulturális vagy vendéglátóipari  helyek, rendezvények látogathatóságát, mert ez egészségügyi közérdek, ugyanakkor felhívta a figyelmet, hogy az igazolvány kibocsátásának és érvényességének feltételei korrekciókra szorulhatnak; új körülmények felmerülése esetén célszerű a kormánynak azokat felülvizsgálnia, törekedve, hogy az igazolványt az orvostudomány állása szerint is valódi védettséggel rendelkező személyek kapják meg, egyúttal biztosítva a valamiért nem beoltott személyek alapvető jogainak gyakorlását is. A járványvédelmi közérdek miatt utasította vissza az Alkotmánybíróság is azokat a beadványokat, amik diszkriminatív intézkedésként értelmezték az igazolvánnyal rendelkezők többletjogosítványait.  Az igazolvánnyal történő ellenőrizhetőség is kérdésessé vált, mert a munkahelyek vagy a vendéglátóipari egységek nem kezelhetnek személyes adatokat. Ráadásul az ellenanyag-tesztek több szolgáltatónál csak TAJ-szám alapján történt, fényképes igazolvány nélkül, így annak is meglehet az esélye, hogy valaki jogtalanul jut védettségi igazolványhoz.
A kormányzat 2021 márciusában belengetett, majd április 19-ére tervezett iskolanyitása miatt pedagógus szakszervezetek követelték a nyitás elhalasztását két-három héttel, mert a tervezett időpontig akkor sem lennének védettek, ha előre vennék őket az oltási sorban, amit szintén követelésként fogalmaztak meg. Mindezek ellenére azonban a kormányzat egyik követelést sem volt hajlandó teljesíteni, amíg a PDSZ sztrájkot nem helyezett kilátásba, majd a kormányközeli Nemzeti Pedagógus Kar is követelni nem kezdte a pedagógusok oltását. Ennek hatására április 1-től kezdődött meg azon pedagógusok soron kívüli oltása, akik jelentkeztek rá. Ellentmondó volt viszont, hogy Szlávik János infektológus szerint egy oltás nem ad elég védettséget, ehhez képest Gulyás Gergely már arról beszélt, hogy egy oltás is elegendő lehet a pedagógusoknak.
Számos, kormánytól független médium forgatási engedélyt kért a kórházak Covid-részlegeibe a szélesebb tájékoztatás véget a nagyobb lakossági bizalom fenntartása érdekében, illetve a Magyar Orvosi Kamara is közleményben fogalmazta meg, hogy ugyanezért objektív tudósításokra lenne szükség a koronavírussal foglalkozó egészségügyi ellátórészlegekről, minderre a kormány részéről előbb Kovács Zoltán kommunikációs államtitkár reagált úgy, hogy „a kórházakban gyógyítani kell, nem kamerázni”, Orbán Viktor pedig annyit mondott: „nem most kell bemenni a kórházakba kamuvideókat és álhíreket gyártani”. 28 médium március végén nylít levélben követelte a szabad tudósítási lehetőségek megteremtését, az egészségügyi dolgozók szabad nyilatkozati lehetőségét, és az Operatív Törzs folyamatos, aktuális, 0-24 órás tájékoztatását a napi, szórványos tartalmú, ezért nem kielégítő tájékoztatói helyett, miután a Covid-osztályokon 2020 tavasza óta csak kormányközeli médiumok forgathattak, miközben számos külföldi országban bármely médium kaphat engedélyt a forgatásra, és az adatszolgáltatás is átláthatóbb. Mindezek után az Országos Kórházi Főigazgatóság külön levélben szólította fel az oltópontokká váló szakrendelőket, hogy ne engedélyezzenek ott forgatást a kormányközeli közmédia kivételével. (A kormányzat hiányos, részrehajló, illetve következetlen információközlései korábban is számos kritikát kaptak.) Mint kiderült ez tudatos titkolódzás volt a kormány részéről, az egészségügyi dolgozókat pedig retorziókkal fenyegették meg, ha a belső állapotokról nyilatkoznak. Az ügyet perre vitték, 2022 februárjában pedig bírósági ítélet mondta ki, hogy kormányzati szervek helyett a kórházigazgatók hatásköre engedélyezni a forgatást adott médiumoknak az alájuk tartozó intézményekben, csakhogy az ítélet után két nappal kormányrendelet született, ami a veszélyhelyzet idejére az Operatív Törzs hatáskörébe helyezi az intézmények sajtókapcsolati rendjét, kikerülve az igazgatókat. Ezzel szemben számos más országban, mint Észtországban, Romániában, Finnországban, Dániában, vagy Csehországban a kórházak vezetősége döntött a pandémia kezdete óta a sajtókommunikációról.
Orbán 2021. március 31-én adott interjút a közmédiának, ahol egyebek mellett elmondta, hogy a lakosság negyede, 2,5 millió beoltott esetén lehet lazítani a korlátozásokon, de itt vádolta „kamuvideózással” a nagyobb nyilvánosságot követelő médiumokat, és azt is állította, hogy a baloldal „mindig is oltásellenes volt”. A 2,5 milliót már a március 19-i rádióinterjújában megemlítette, a kormány szerint ugyanis ennyi beoltottnál már minden 65 év fölötti, saját magát regisztrált ember be van oltva, amit a nyitás feltételének szabtak. Ezt a számot és a hozzá kapcsolt teóriát azonban vírusügyi szakemberek vitatták, mert minden szakmai alapot nélkülöz a 2,5 milliós szám, szerintük a lakosság fele, 5 millió beoltott esetén lehetne nagyobb nyitásban gondolkodni. Április 6-án aztán a 2,5 millió beoltott elérésére hivatkozva meg is történt a hivatalos bejelentés az április 7-i lazításokról, noha a tisztifőorvos közlese szerint a 65 év felettiek hivatkozott átoltottsága így sem volt teljes.
Orbán április 9-i rádióinterjújában is sok féligazság hangzott el, többek közt az, hogy a 65 év felettiek 90 százaléka be van oltva, ami nem volt igaz, de utána az Operatív Törzs is ezt kommunikálta. Ezenkívül nem beszélt egyáltalán a rekordhalálozásokról, de az „oltásellenes ellenzékről” ismét, dacára, hogy az ellenzék mindenkit oltásra buzdított, valamint kiemelte a vakcinázás fontosságát, miközben külföldi példák mutatták, hogy a vakcina mellett a tesztelésekkel is jelentős eredményeket lehet elérni, mert kiszűrhetők a potenciális fertőződtek, de ezt a magyar kormány nem tartotta fontosnak. Arról is beszélt, hogy május 10-én nyitják meg a középiskolákat és csak írásbeli érettségik lesznek, erre a PDSZ úgy reagált, hogy az általános iskolákat is tartsák zárva, a digitális oktatás megtartásával, amit terjesszenek ki az óvodákra is, de kritizálták a munkavállalók és a munkáltatók valódi támogatásainak, főleg a bérkompenzáció hiányát is, valamint követelték a felmondási tilalom elrendelését. Egy pedagógusok körében végzett reprezentatív közvéleménykutatás is azt mutatta, hogy a pedagógusok elsöprő többsége nem ért egyet az iskolák megnyitásával, mert magasnak ítélték az egészségügyi kockázatot. Később a nyitást úgy módosították, hogy az óvoda és alsó tagozat április 19-én, a felső tagozat és középiskola május 10-én nyithat meg. A 19-i megnyitás során is számos következetlenség és szankciók is történtek, ez utóbbiak a megnyitás elleni pedagógusokat és az otthon maradt diákokat érintették. A kormányzat ismert emberekkel készített nyitási kampányának költségeit sem hozta nyilvánosságra.
A PDSZ nyílt levelet írt Áder Jánosnak is, aki korábban bejelentette, hogy feleségével alapítványt hoznak létre a szüleiket pandémiában elvesztett gyermekek számára. A PDSZ üdvözölte Áderék kezdeményezését, és arra kérték, hogy pont a gyerekek és szüleik védelmében járjon közre a digitális oktatás fenntartása érdekében, mert a személyes oktatás a pedagógusokon kívül rájuk is fertőzésveszélyt jelenthet az új vírusmutációk árnyékában. Maruzsa Zoltán oktatási államtitkárt kérdésekkel keresték meg, amik az érettségizők biztonságát, esélyegyenlőségét, és az érettségi esetleges nyárra halasztását érintették.
Polémia lett az is, hogy a járvány miatt 2021-re halasztott 2020-as labdarúgó-Európa-bajnokság rendező városai közül egyedül Budapest számolt teltházzal a rekordszámú magyar halálozási adatok árnyékában, mert a kormányzat optimista becslése szerint a tervezett júniusi meccsekig kialakul a nyájimmunitás. (Magyarországon a járvány alatt korábban is megtartottak nagyobb focimeccseket.)
Kásler Miklós egészségügy miniszter – aki civilben onkológus – áprilisban megjelent interjújában a saját miniszteri és a kormány járványügyi lépéseit méltatta, miközben az esetek növekedésére hivatkozva leállította az onkológiai szűréseket (minden más onkológiai beavatkozás kötelezően elvégzendő maradt), noha az esetszámok épp ekkor csökkenést mutattak. A szűrések végül 20 nap szünet után újraindultak. Az országos tisztifőorvos szerint ennyi kihagyás miatt senkinek az egészsége nem szenvedhetett hátrányt.
Orbán április 23-án jelentett be újabb nyitási lehetőségeket rádióinterjújában, melyeket megintcsak helyben, papírból felolvasva tett közzé egy bárki számára elérhető, kellő felkészülési időt hagyó közösségi felület helyett. Az intézkedések közt ugyanis szerepelt a vendéglátóhelyek különböző szintű újranyitása a védettségi igazolvánnyal rendelkezők számára, amivel nem csak az a gond, hogy az igazolvány birtoklása nem azonos a személy védettségével, de a hosszú zárás következtében a vendéglátóhelyeknek rengeteg alkalmazottat el kellett bocsátaniuk anyagi nehézségek és valódi állami segítség híján, akiket nem tudnak hirtelen újra foglalkoztatni, ezért nem mindenkit érint egyforma segítségként ez az intézkedés. Ezenkívül a vendéglátóhelyek legfeljebb kérhetik az igazolványokat a vendégektől, de miután nem hatóságok nem áll módjukban ellenőrizni azok érvényességét. Később egyértelművé vált, hogy kollégiumok és színházak sem kérhetnek igazolványt. A nyitással felmerültek diszkriminatív, életszerűtlen helyzetek előfordulása is egy nem kötelező védőoltás védettségi igazolványának birtoklása mentén. Kiderült az is, hogy a külföldön védőoltást kapott személyek itthon nem kaphatnak védettségi igazolványt, ami további rendezetlen helyzetet teremt.
Az április 24-én történt nyitás után ellepték az emberek a vendéglátóhelyek szabadtéri helyeit, ugyanakkor szinte semmilyen járványvédelmi szabályt nem tartottak be, úgy mint maszkhasználat vagy távolságtartás, tömeg volt gyakorlatilag mindenütt. Kormánypárti politikusok szinte egymásra licitálva tették közzé a teraszokon készült videóikat vagy fényképeiket. Lantos Gabriella egészségügyi szakember, ellenzéki politikus szerint a kormány a minél hamarabbi nyájimmunitásban bízik, amit akár oltással, akár fertőzéssel akar elérni, szerinte ezért akartak minél hamarabb, akár egy oltással is nyitni. Korábban is bírálta emiatt Orbánt, aki szerinte tudatosan hazudta az oltást az egyetlennek, ami megállítja a vírust, ugyanakkor a nyitással a negyedik hullámot kockáztatja, miközben a nyájimmunitáshoz nincs elég immunis személy. Rusvai Miklós víruskutató szerint ugyanakkor a terasznyitás legfeljebb minimális romlást okozhat a járványügyi adatokban. Ócsai Lajos virológus, a korábbi ÁNTSZ egykori járványügyi főosztályvezetője viszont szintén kritizálta a nyitást és a védekezési fegyelem hiányát. A következő két hónap számaiból végül kiderült, hogy szerencsére a járványügyi adatok folyamatosan javultak a nyitás után is.
A kormány április 25-én közreadott, oltások utáni fertőzési és halálozási adatokat bemutató táblázatát több támadás érte, miután abban több szempontot nem vettek figyelembe, az orosz Szputnyik V és a kínai Sinopharm-vakcinát a legjobb vakcinának beállítva. A Pfizer-vakcinát részben létrehozó Karikó Katalin is bírálta ezt a táblázatot, mert lényeges adatok kihagyásával megtévesztő információkat közöl. Szél Bernadett független képviselő a táblázat miatt rémhírterjesztés miatt tett feljelentést a kormány ellen. Közben egyértelművé vált, hogy a kormány és a kormányfő kommunikációjában az oltások vették át a vezető szerepet. Az Ügyészség szerint viszont tárgyszerű volt a kormány vakcinatáblázata, mert indoklásuk szerint a kormányzat a rendelkezésére álló statisztikai adatokról adott tárgyszerű tájékoztatást a második oltás után megfertőződött és elhunyt személyek vonatkozásában a megjelölt időszakban, az egyes oltóanyagokra vetítve, noha a táblázat háttéradatait nem kérték ki ellenőrzésre. Szerintük a kormány nem tett olyan kijelentést sem, amely az orosz és kínai oltóanyagot bármilyen formában preferálta volna az úgynevezett „nyugati típusú vakcinákkal” szemben. Szél továbbra is kérvényezte a kormánytól a táblázat háttéradatait, de azokat később sem bocsájtották a képviselő rendelkezésére.
Az április 30-i tömeges oltási nappal kapcsolatban is ellentétes vélemények láttak napvilágot. A miniszterelnök az aznap reggeli rádióinterjújában arról beszélt, hogy azon a napon időpontfoglalással a Pfizer-vakcina is hozzáférhető, utána viszont hetekig nem. Mivel a bejelentés hatására óriási sorok kígyóztak az oltópontok előtt, de a legtöbbeknek nem jutott az oltásból, miután nem volt elég idő a regisztrációra sem, sőt, a regisztrációra fenntartott rendszer honlapja is hosszabb időre elérhetetlenné vált, az ellenzéki sajtó „kaotikus helyzetről” tudósított, míg a kormánypárti sajtóban „jól haladó oltásról” és az oltási nap „hatalmas sikeréről” írtak. Az időpontfoglaló rendszer elérhetetlenségét később az Operatív Törzs (a járvány története során hatodik alkalommal) egy terheléses támadással magyarázta, de informatikai szakértők szerint ennek kicsi volt a valószínűsége. Ellenzéki oldalról a kormány kapkodását és hozzá nem értését kritizálták, kiemelve a május 1-én tartandó Fradi–Mezőkövesd focimeccs prioritását a kormány részéről, melynek megtartása 4 millió beoltotthoz volt kötve. Más vélemény szerint is Orbánnak a 4 millió mindenáron beoltott személy lebeghetett a szeme előtt. Orbán még aznap Facebookon „ki is pipálta” a 4 millió beoltott elérését.
Közben újabb polémia lett abból is, hogy a kormány május 20-i nyilatkozata szerint Magyarország nem vesz részt az Európai Unió vakcinabeszerzési programjában. A kormány szerint ugyanis csak Pfizer-vakcinát lehet az Uniótól vásárolni, amiből viszont van elegendő tartalék, ezen kívül Debrecen mellé terveznek egy magyar vakcinaüzemet is, mindezek, és az állam által sokallt 120 milliárd forintos vételár miatt az uniós vakcinabeszerzést felesleges „kalandnak” minősítették. A magyar kormányon kívül egy másik uniós tagállam kormánya sem hozott ilyen döntést. Ursula von der Leyen később közölte, hogy Magyarország egy esetleges kormányváltás után sem részesülhet a közös vakcinabeszerzés vakcináiból, de az is kiderült, hogy más tagállam adhat neki a sajátjából. Erre az is esélyt ad, hogy az Unió eleve vakcinaadományozást is tervezett. Novemberre azonban kiderült, hogy Magyarország mégis visszalép az uniós vakcinabeszerzési programba.
Orbán május 22-én tette közzé videójában, hogy elérték az ötmillió beoltottat, ezért az utcákon és köztereken ettől a naptól már nem kötelező a maszkviselés: „Itt a vége, fuss el véle. Kedves maszk, viszontlátásra, good bye!” – fogalmazott a kormányfő. A videó azonban félreérthetőre sikeredett, mert zárt helyeken és tömegközlekedési eszközökön továbbra is kötelező volt a maszkhasználat, tehát nem lehetett végleg búcsút venni tőle, ezen kívül a köztéri feloldás csak május 23-án lépett hatályba, miközben Orbán már a 22-i videójában látványosan levette magáról a maszkot a maszkkorszak végéről beszélve. Zacher Gábor toxikológus arra is rámutatott, hogy a poszt-Covid tünetek ellátása megint csak nagy terhet ró az egészségügyi ellátórendszerre, ami erre, főleg alacsony számú, leterhelt személyzettel kevéssé van felkészülve. Szél Bernadett független képviselő a birtokába jutott, tisztifőorvostól származó információk alapján arra hívta fel a figyelmet, hogy szerinte a magyar kormány megtévesztő kommunikációval próbálta ferdíteni a magas covid-halálozások számait, arra hivatkozva, hogy a nem közvetlenül Covidban meghaltak is megjelentek a statisztikában, miközben Szél szerint ez nem volt igaz.
Közben az is kiderült, hogy a Debrecenbe tervezett magyar vakcinagyár alapvetően – a bizonytalan megítélésű és kormány által favorizált – Sinopharm, illetve annak metódusa alapján működő vakcinát állítana elő, ami ugyanakkor egyrészt elavult technológián alapul, másrészt kevéssé garantált vele a kívánt immunválasz. A Sinopharm kapcsán korábban is elhangoztak a hatékonyságát megkérdőjelező vélemények, utóbb tesztek is igazolták az immunizáló készsége hiányát. Később egyre nőtt azok száma, akik a kínai oltásuk ellenére védettség nélkül maradtak, mert nem alakult ki semmilyen antitestjük, miközben a Sinopharm a covid újabb variánsai ellen is hatástalannak bizonyult. Erdei Anna immunológus, a Magyar Tudományos Akadémia főtitkárhelyettese szerint is a Sinopharmmal oltott idősek harmadánál semmilyen immunválasz nem volt. Az is kiderült, hogy a kormány nem tervez országos antitestvizsgálatot a vakcinák hatékonyságának ellenőrzésére, arra való hivatkozással, hogy annak nincs kialakult gyakorlata. Az ellenzéki vezetésű Fővárosi Önkormányzat a kerületi önkormányzatokkal együttműködve júliusban minden 60 év feletti számára lehetővé tette az antitestvizsgálatot, amikből viszont a fideszes vezetésű önkormányzatok nagy része nem kért, ezek eredményei alapján a Sinopharm volt a legkevésbé hatékony, bár a vizsgálat nem volt reprezentatív. Ugyanakkor a Semmelweis Egyetem is végzett vizsgálatokat, amik alapján mindegyik vakcinát hatékonynak találták, igaz eszerint is a vizsgált vakcinák közül a Sinopharm végzett az utolsó helyen 79,4%-kal, míg a Pfizer/BioNTech 95%-kal volt a leghatékonyabb. Ezután Gulyás Gergely miniszter rögtön „álhírterjesztéssel” vádolta Karácsony Gergely főpolgármestert. A hatástalan vakcinák miatt polémia robbant ki, hogy kellene e egy harmadik oltás is, és hogy az már egy hatékonyabb nyugati vakcina legyen e, valamint arról, hogy azt kinek és mikor adnák be. Duda Ernő virológus azt is kritizálta, hogy annak dacára adtak kínai vakcinát 60 év felettieknek, hogy pont a szer leírásában ellenjavallt azt 60 év felettieknek adni. Egy újabb tanulmány, amely Ferenci Tamás, az Óbudai Egyetem biostatisztikusa és Sarkadi Balázs akadémikus nevéhez fűződik szintén azt az eredményt hozta, hogy a Sinopharmmal oltott 60 év felettiek negyedénél, valamint a 80 év felettiek felénél semmilyen antitest nem alakult ki. Az állam által végzett hatásvizsgálatok részletes eredményeit viszont egyelőre nem hozták nyilvánosságra. Később kiderült, hogy a kormány 4,5 milliárd forint értékben adományozott el főleg Sinopharm vakcinát. Későbbi független vizsgálatok is igazolták a Sinopharm hatástalanságát idősebbeknél, ami hamis biztonságérzetet adhatott.
Június 9-én az Európai Parlament nagy többséggel megszavazta az utazások megkönnyítésére szolgáló uniós digitális Covid-igazolvány bevezetését. Eszerint július 1-től minden uniós polgár számára elérhető lesz az uniós országok közti szabad beutazást lehetővé tévő igazolás, amennyiben az Európai Gyógyszerügynökség által jóváhagyott vakcinákat vették igénybe, keleti vakcinák esetén a fogadó ország dönt az illető beengedéséről. Ezt a döntést korábban a magyar kormány diszkriminációt emlegetve többször kritizálta, a szavazáson azonban a fideszes EP-képviselők is támogatták a bevezetést. Később született meg az a szabály, hogy ha valaki egy vagy két keleti (kínai vagy orosz) vakcina után a második vagy harmadik oltásnak már nyugati vakcinát kér, jogosulttá válhat az EU-s Covid-igazolványra.
A Szputnyik V vakcina kapcsán újra probléma lett, hogy annak orosz fejlesztője június 10-ig sem küldte el az Európai Gyógyszerügynökségnek a tesztadatokat, így pedig tovább húzódik a szer uniós engedélyeztetése. Az Unió által nem engedélyezett vakcinával oltott személyeknek emiatt külön védettséget igazoló PCR-tesztre is szükségük lehet a beutazáshoz, aminek a költségeit maguknak kell állniuk, noha Orbán korábban azt állította, hogy minden vakcinával szabadon lehet utazni. Nem volt világos az sem, hogy a PCR-teszt költségét az állam esetleg megtérítené.
A kormány június 24-én közölte, hogy 5,5 millió beoltott elérése után tovább enyhül a maszkhasználat, belső terekben és idegenforgalmi egységekben sem kötelező viselni, ugyanakkor több szakember véleménye szerint a Covid amúgy is gyorsan terjedő, úgynevezett „delta variánsa” ilyen könnyítések mellett még gyorsabban terjedhet, ősszel egy negyedik hullámot kockáztatva. Ezen intézkedés végül július 3-tól tette maszkmentessé a rendezvényeket, a zárt helyeket és a tömegközlekedési eszközöket, miután július 2-án elérték az 5,5 millió beoltottat, ezután csak egészségügyi intézményekben kötelező a maszkhasználat, ugyanakkor a WHO is tart egy újabb hullámtól, amit szerintük főleg a foci-Eb szurkolói lobbanthatnak be. Boldogkői Zsolt biológus azt javasolta, hogy az idősek és a betegek mindenképp viseljék továbbra is a maszkot, ezen kívül csak a valóban beoltott személyeknek engedné, hogy maszk nélkül tartózkodjanak közterületen vagy rendezvényen.
Július 16-án Orbán rádióinterjúban jelentette be, hogy augusztus 1-től lehetővé teszik a harmadik oltás felvételét, miután annak szükségességét korábban főleg a kínai Sinopharm vakcina hatástalansága miatt vetették fel. Erre azonban minimum csak a második oltás után négy hónappal kerülhet sor, hacsak a háziorvos másképp nem dönt. Továbbá kötelező lesz az egészségügyi dolgozók beoltása, noha azok döntő többsége már a pandémia elején megkapták az oltásokat. Ezen kívül szeptembertől szülői engedéllyel a 12 évnél idősebb gyerekek beoltásara is lehetőség nyílik. A bejelentések részleteit azonban nem közölte, annyit mondott ezúttal is, hogy „azokról időben tájékoztatást fognak adni”. Orbán azzal is kritizálta az ellenzéket, hogy „az igazi baj, amikor politikusok, akik a nyilvánosságot alakítják, átnyergelnek járványügyi szakemberré, járványügyi tanácsokat adnak tesztelésről, oltásról, ahelyett, hogy a kormányhoz hasonlóan a szakemberek álláspontját formálnák politikai döntéssé”, miközben a kormány is jelentősen átpolitizálva viszonyult a járványkezeléshez és annak kommunikációjához kezdetektől fogva.
Szijjártó Péter külgazdasági és külkereskedelmi miniszter július 20-án tett olyan fenyegető hangsúlyú nyilatkozatot, miszerint „akik a várható negyedik hullám kapcsán gyártanak oltásellenes álhíreket a tudományos közösség által elfogadott oltáspárti állásponttal szemben, vagy gyengítik az oltási kedvet, legyenek nagyon óvatosak, mert őket mind egytől egyig személyes felelősség fogja terhelni az esetleges halálesetekért és az esetleges károkért.”
Közben az is kiderült, hogy a kormány által 2020-ban túlárazottan megvásárolt 17 000 lélegeztetőgépből csak alig két és fél ezret sikerült hazai egészségügyi intézménybe eljuttatni, ráadásul a beüzemelésükkel – érthetetlen okokból – egy addig jelentéktelen, fuvarozással foglalkozó céget bíztak meg, melynek bevétele emiatt az előző évi 5000-szeresére emelkedett: a 2018-ban még nulla, 2019-ben pedig 450 ezer forintos bevételt produkáló Pannon Cargo & Sped 2020-ban már 4,29 milliárdos árbevétel mellett 2,64 milliárdos nyereséget könyvelhetett el. Abból is polémia támadt, hogy a Kínából származó gépeket egy maláj közvetítőcégen keresztül szerezte a magyar állam, amely korábban szintén nem foglalkozott ilyesmivel, és aminek gyanús előéletű tulajdonosa szintén tetemes  haszonra tett szert.
2021. augusztus 20-ára, az államalapítás ünnepére a kormány minden járványvédelmi intézkedést visszavont, emiatt többek közt a Magyar Orvosi Kamara is aggodalmát fejezte ki, hogy emiatt és a tömeg miatt megnő a várható negyedik hullám fertőzöttjeinek száma. A Budapesten tartott 52. Nemzetközi Eucharisztikus Kongresszus résztvevőinek sem írtak elő semmilyen kötelező járványvédelmi intézkedést, így azon sem kellett se oltás, se maszk. A szeptember 25. és október 14. közötti „Egy a Természettel” Vadászati és Természeti Világkiállításra sem készült semmilyen korlátozás. A kormány részéről ismét elhangzott, hogy az oltást tekinti hatékonynak a járvány ellen, nem a korlátozásokat.
A delta variánstól való aggodalom miatt több orvos és vírusügyi szakember kérte az embereket, hogy bár nem kötelező, aki teheti viseljen maszkot. Az oltást középpontba helyező kormány szerint aki maszkot akar viselni nyugodtan megteheti, de kötelezővé nem teszi. A Magyar Tudományos Akadémia is arról adott ki közleményt, hogy a negyedik hullám eseteinek csökkentése érdekében zárt térben mindenki viseljen maszkot. A Karácsony Gergely vezette fővárosi önkormányzat is kérte a kormányt a maszkviselés kötelező tételére, de az EMMI válasza szerint  
„a járvány negyedik hullámában a védekezés már oltásalapú”.
2021 szeptemberére egyfajta mérleg is levonható volt az addigi járványügyi kommunikációból. A szakemberek sokszor egymásnak is ellentmondó nyilatkozatai ugyanis sokakat elbizonytalaníthattak, ennek oka, hogy az új élethelyzet, amit a pandémia okozott a szakembereknek is új helyzetet teremtett, noha nekik szakmájuk az egészségügy vagy a virológia, egy új vírus okozta járvány számukra is okozhat meglepetéseket. Ugyanakkor a szereplésvágy vagy a megfelelési kényszer kimondathat velük olyasmit is, amiért hosszabb távon nem tudják vállalni a felelősséget, ez pedig tovább növelheti a bizonytalanságot és az oltásszkepticizmust. Krekó Péter szociálpszichológus szerint nem kell mindig megfelelni a közvéleménynek, fel lehet vállalni időnként azt is, ha valaki valamiben nem biztos, megmagyarázva, hogy a tudományos térben az információk folyamatosan változhatnak, amivel a saját reputációját is megőrizheti. Kunetz Zsombor egészségügyi szakértő, orvos egyetértve ezzel úgy gondolta, hogy a járvány jelentősen át is volt politizálva, mert „alapvető probléma, hogy nincs egységes kormányzati kommunikáció, az intézkedések nagyon esetlegesek, és nem a tudományos konszenzuson alapulnak, hanem azon, hogy Orbán Viktor éppen mit gondol.”
Közben az egészségügyi dolgozóknak kötelezően előírt védőoltás miatt eljárást kezdeményeztek az Alkotmánybíróságon, miután egy hatályba lépett jogszabály ehhez köti az ilyen dolgozók foglalkoztatását. A beterjesztés szerint a védőoltás felvételének elmulasztásához fűzött joghátrány, azaz a szakképesítéssel rendelkező foglalkoztatott munkaviszonyának rendkívüli felmondással történő megszüntetése olyan súlyú anyagi és erkölcsi következményekkel jár, amely egyáltalán nincs arányban a pandémia visszaszorításának céljával és egyben a bevezetése időpontjára tekintettel is észszerűtlen. Emellett kifogásolja az egyéb lehetőségek hiányát, mint a távmunka, a munkaviszony veszélyhelyzet megszűnéséig tartó felfüggesztése, vagy a fizetés nélküli rendes vagy rendkívüli szabadság. Ezért érthetetlen a beadvány szerint a túlzó és a kormányzati kommunikációval szöges ellentétben – az elmúlt másfél évben végzett megfeszített, áldozatos szolgálatot teljesítő – egészségügyi dolgozókkal szemben megteremtett, a rendelet alapján súlyosan méltatlan kényszerhelyzet, amivel ráadásul korlátozzák a testi integritáshoz és a testi egészséghez fűződő jogot, és olyan munkafeltételeket teremtenek, amelyek a dolgozó emberi méltóságán és az egészségén túl veszélyezteti a biztonságát is. A kötelező oltásokat a Mi Hazánk Mozgalom is kritizálta.
Probléma lett, hogy a 2021-es tanév megkezdésével az EMMI megtiltotta az iskolákban a digitális munkarendet azokban az osztályokban, ahol a diákok számára már elérhető a védőoltás. A hatályos szabályok szerint ha egy tanárról vagy diákról bebizonyosodik, hogy fertőzött elrendelhető vele kapcsolatban a karantén, ugyanakkor ha bárki a fertőzött környezetében be van oltva nem minősül kontakszemélynek, jóllehet a kontaktkutatás eleve jócskán visszaesett. A PDSZ szerint érthetetlen a döntés, mivel „bár a kormány mindent az oltásokra tett fel, ezzel még nem garantálható az iskolák biztonsága, hiszen a 12 éven aluliakat még nem lehet oltani, a koronavírus delta variánsa pedig az oltottak között is terjedhet. Az pedig rendkívül cinikus, hogy a kormány az oltásokra hivatkozva lényegében a diákokra és szüleikre hárítja a felelősséget.” 2021 szeptemberében a kormányzati adatok szerint 225 ezer 12-17 év közötti diák vette fel az oltást, ami viszont még mindig csak az érintett korosztály 38 százaléka.
A kormányzat adatszolgáltatása 2021 őszén is akadozni kezdett, mikor Ujhelyi István EP-képviselő közadatigénylése dacára sem kapta meg azokat az adatokat, amelyek arról szóltak, hogy a kórházba került vagy elhunyt betegek közül hányan és milyen vakcinával voltak beoltva. Más médiumok is érdeklődtek ezen adatokról, amiket viszont a kormány nekik sem bocsátott rendelkezésre, miközben szerintük az átláthatóság megnövelné az oltási hajlandóságot is, amit a kormányzat is elsődlegesen hangoztatott. Bár a szakma nagyobb szigorításokat követelő véleményét a kormány figyelmen kívül hagyta, idővel mégis elmozdult a pusztán oltást emlegető narratívájától, és már Orbán részéről is elhangzott az, hogy szükség esetén ő is visel maszkot, miközben óvatos intézkedések is életbe léptek a járvány kezelése kapcsán. Végül azt közölte az Országos Kórházi Főigazgatóság, hogy a betegek és elhunytak oltottsági adataival nem rendelkezik. Szél Bernadett független képviselő, aki már több egészségügyi adathoz is sikertelenül próbált hozzáférést kérni, nehezen hihetőnek nevezte, hogy pont az adatokat leginkább rendszerező szerv ne tudná ezt, amit szerinte egyszerűen titkolnak. Szél jelezte, hogy ezért az adatvédelmi hatósághoz fordul. Ujhelyi egy ízben Müller Ceciliától is meg akarta tudakolni az adatokat, de a tisztifőorvos gyakorlatilag elmenekült a képviselő elől.
A kormány a korábban kizárólag oltást preferáló nyilatkozatai után október 28-án végül mégis szigorító intézkedések mellett döntött. Ezek alapján a munkáltatók kötelezővé tehetik munkavállalóik számára a védőoltást, november 1-től kötelező a maszkviselés a közösségi közlekedési eszközökön, a szociális intézményekben pedig a vezetők döntenek a látogatási tilalomról. Karácsony Gergely főpolgármester saját hatáskörben mindenütt elrendelte a beltéri maszkhasználatot, ahol erre jogilag lehetősége volt, mint a fővárosi kezelésű színházakban és mozikban. Hozzátette, nem vár a kormányra a szigorítás kérdésében, amit emiatt már korábban is kritizált. A munkavállalók kötelező oltása már korábban is kritika tárgya volt, a TASZ jogásza szerint a kormány át akarta hárítani felelősséget a munkáltatókra, akiknek rendezetlen azon jogkörük, amik alapján ezt elrendelhetnék a munkavállalóiknak. Ráadásul a különböző beosztású munkavállalók változó módon jelenthetnek járványügyi kockázatot, amit egyénileg kellene mérlegelni úgy, hogy a munkáltatónak nincs egészségügyi hozzáértése. Az önkormányzatok szintén saját hatáskörben dönthetnek a dolgozóik kötelező oltásáról, ami szintén vitás helyzetett teremtett. Schmidt Jenő, a Települési Önkormányzatok Országos Szövetségének elnöke szerint helyes ezen döntést önkormányzati hatáskörbe helyezni, Gémesi György, a Magyar Önkormányzatok Szövetségének elnöke viszont szintén a kormányzati felelősség elhárításáról beszélt, hozzátéve, hogy velük a kormány semmilyen formában nem egyeztetett, ahogy a járványügyi adatok visszatartása sem könnyíti a helyi oltási programok megszervezését. A Magyar Szakszervezeti Szövetség szintén bírálta az átoltottság munkáltatókra áthelyezett felelősségét, mert az rendezetlen jogi helyzete okán a munkavállalókkal szembeni visszaélésekre ad lehetőségeket. A PDSZ is kritizálta az oktatási intézményekben is kötelező oltásokat, mert az önkormányzati intézményeket szintén magukra hagyják az intézkedés felelősségével, miközben a magukat beoltani konzekvensen nem akaró pedagógusok miatt szakemberhiány léphet fel. Hozzátették, hogy a diákok oltása továbbra sem megoldott, ami járványügyi kockázatot jelent.
Rékassy Balázs egészségügyi szakmenedzser – aki korábban szintén kritizálta a kormány járványkezelését – is egyértelműen bírálta a kormányzat kizárólag oltásra helyezett intézkedéseit és kommunikációját. Mint mondta az oltás mellett minden más járványvédelmi intézkedés, mint a maszk, a tesztelés, a távolságtartás, a higiénia és a szellőztetés csökkenti a vírus terjedését. Szerinte viszont a kormányzat átpolitizálta a járványkezelést, mert fontosabbak a szavazatok a népszerűtlen szigornál. Amiatt is kritizálta a kormányt, hogy a Fidesz pártgyűlésén ugyancsak semmilyen látható járványvédelmi intézkedés nem volt.
A Magyar Orvosi Kamara a szabályok szigorítása mellett az egészségügyi dolgozók munkáját nehezítő körülmények megszüntetését követelték, úgy mint túlterheltség, bérek és ügyeleti díjak rendezése.
A kormányzat végül feladva a kizárólag oltásokról szóló narratívaját november 18-án jelentette be az újabb hangsúlyosabb szigorításokat, amik szerint november 20-tól kötelező a maszkhasználat olyan zárt terekben, mint az üzletekben, a bevásárlóközpontokban, a postákon, az ügyfélszolgálatokon, a színházakban, a mozikban, a múzeumokban és sportrendezvényeken. Ugyanakkor a beltéri kulturális és egyéb rendezvényeken, az edzőtermekben, az uszodákban, a fürdőkben, valamint a vendéglátó egységekben az ott dolgozóknak kötelező a maszkhasználat. Minden más munkahelyen a vezetőség dönt a maszkhasználat kötelezővé tételéről, ez vonatkozik a bölcsődékre, az óvodákra és az iskolákra is. Ezeken kívül kötelező az egészségügyi dolgozók harmadik oltása, ha előző oltásuk óta már 180 nap eltelt, valamint ugyanők nem szüntethetik meg jogviszonyukat a veszélyhelyzet ideje alatt. Müller Cecília tisztifőorvos is elismerte, hogy a remélt nyájimmunitás elmaradt az elégtelen átoltottság miatt.
Nagy felháborodást keltett, hogy 2021 novemberében 5 milliárd forint értékű, 2020-ban beszerzett PCR-tesztet semmisít meg az állam azzal az indoklással, hogy lejárt a szavatosságuk, miután a kormány negligálta a tesztelést a járvány idején. Ellenzéki pártok is élesen bírálták a lépést. Duda Ernő virológus is érthetetlennek nevezte a megsemmisítést, kiemelve, hogy egy teszt nem avul el, megfelelő körülmények közt öt évig is eltartható. (Az nem derült ki, hogy a szóban forgó teszteket hogyan tárolták.) Duda azt is elmondta, hogy a tesztekkel lehetett volna követni a fertőzöttség alakulását, ami viszont teljesen elmaradt. Szabó Tímea, a Párbeszéd parlamenti képviselője kérdésekkel fordult Kásler miniszterhez, hogy kinek a hibájából mentek tönkre a tesztek, erre Kontrát Károly államtitkár válaszolt, miszerint az ellátórendszer nem igényelt ennyi tesztet, ezért mentek tönkre a fel nem használt tesztek, melyeket biztonsági okokból nem lehet felhasználni. Kontrát szerint „az ellátás kárt nem szenvedett, vizsgálat lefolytatása nem indokolt”, vagyis szerintük nincs felelős. A tesztelés annyira nem volt prioritása a kormánynak, hogy Orbán még december 6-án is azt mondta az ügy kapcsán, hogy „a PCR-teszt semmin sem segít. Az oltás, az segít.”
Az adatszolgáltatást megint kritika érte november végén, miután a lélegeztetett fertőzöttek számait ekkortól elkezdték külön számolni aszerint, hogy invazív (garatba helyezett csővel), vagy nem invazív (cső nélkül, maszkkal) módon történik a lélegeztetés. Az így megváltoztatott adatok láthatóan kedvezőbb képet mutattak, de a kritikusok szerint ezzel csupán a statisztikai adatokat akarták jobb színben feltüntetni. Ferenci Tamás biostatisztikus, az Óbudai Egyetem docense élesen kritizálta az intézkedést, cinikusnak és követhetetlennek nevezve a kormányzat adatszolgáltatását, ami már addig is sok fontos adatot visszatartott, amelyek más országokban hozzáférhetők. Kitért arra is, hogy a transzparencia hiánya csökkenti a bizalmat és ezáltal a – kormány által is preferált – oltási hajlandóságot. A hiányzó adatok miatt Hohn Krisztina, LMP-s országgyűlési képviselő Kásler Miklósnak tett fel kérdéseket, aki helyett Rétvári Bence államtitkár válaszolt, de érdemi válaszok vagy adatok helyett csupán ellenzéki kritika érkezett tőle. Az Átlátszó.hu arra hívta fel a figyelmet, hogy több kormányközeli szereplő úgy hivatkozott adatokra, hogy azokat többek közt az Átlátszó részére sem tették megismerhetővé. A TASZ idézte a BTK vonatkozó rendelkezését is, miszerint „két évig terjedő szabadságvesztéssel rendeli büntetni azt, aki közérdekű adatokat szándékosan eltitkol”. A TASZ jogerős ítélet dacára sem kapott oltottsági adatokat.
Kritizálták, hogy az országgyűlés kormánypárti többsége 2021 decemberében leszavazta a képviselők kötelező oltásának javaslatát, noha több munkakör dolgozóinak, köztük a Parlament alkalmazottainak is kötelezővé tették azt. A kritikusok szerint a kormányzat ezzel „bort iszik, de vizet prédikál”.
A gyerekkorúak is megsínylették lelkileg a járványt, nemcsak maga a járvány, de az azokra adott oktatást érintő átgondolatlan intézkedések miatt is. Dr. Tárnok Zsanett, a Vadaskert Gyermek- és Ifjúságpszichiátriai Kórház és Szakambulanciát fenntartó Vadaskert Alapítvány igazgatója elmondta, hogy rengeteg gyermek és kamasz került hozzájuk a pandémia miatt bevezetett távoktatás és közösségi hiány, majd az ezt 2021 szeptemberében egy csapásra megszüntető és ismét jelenléti oktatásra váltó közoktatás miatt. Tárnok szerint előbb az otthonlét és a közösségi élmények hiánya okozott lelki nehézségeket, majd a hirtelen bevezetett jelenléti oktatás, ami során szinte semmilyen időt nem hagytak az akklimatizációra, mindjárt ugyanúgy ugyanazok az elvárások kerültek előtérbe, mint a távoktatást megelőzően. Ezen kívül azoknak a diákoknak, akiket a közösségben bántalmaztak az otthonmaradás egyfajta biztonságot nyújtott, ami ezzel szintén véget ért. Mindezek miatt megnőtt a viselkedészavaros, szorongásos és depressziós fiatalok száma.
Közben regisztrálhatóvá tették a gyermekkorúakat is a védőoltásra, ez ügyben a Magyar Orvosi Kamara fogalmazott meg javaslatokat, amivel jelentősen könnyíthetnék az oltásokra történő jelentkezéseket: egyrészt töröljék el a kötelező regisztrációt, mivel „semmilyen hozzáadott értéke nem látszik az egyébként is rendelkezésre álló adatokhoz, csupán hátráltatja a szervezést, az oltást felvevőknek indokolatlan terhet jelent”. Másrészt az is akadály, hogy 5–11 éves gyerekeknek külön email címen kell regisztrálniuk, ezzel szemben legyen elég a szülőé is. Harmadrészt emailre sem feltétlen lenne szükség, hisz a TAJ-szám mindenkinél egyedi, és „pontosabban összeköthetőek az adatok az időpontfoglalás vagy a háziorvosoknak átadott oltási listák elkészítése során”.
Konfliktus lett a 2022 januárjában tartott 2022-es férfi kézilabda-Európa-bajnokság kapcsán, hogy több csapat is kritizálta a magyar járványkezelési lépések hiányát, ami miatt fertőzésnek kitettnek érezték magukat. A szervezők szerint ők előzetesen mindent leegyeztettek és mindenről tájékoztatást adtak, ezért nem értik a bírálatokat. A montenegrói csapatkapitány a rendezetlen és felkészületlen elszállásolást és járványkezelést panaszolta fel. Kesőbb több mint száz kézilabdázó PCR-tesztje lett pozitív.
Ferenci Tamás biostatisztikus – aki korábban a Sinopharm hatástalanságát is vizsgálta – 2022 januárjában véleménycikkben kelt ki az Országos Gyógyszerészeti és Élelmezés-egészségügyi Intézet (OGYÉI) lépése ellen, ami büntetőfeljelentést tett rémhírterjesztés miatt, miután több cikkben is megjelent, hogy a Favipiravir nevű gyógyszer szakemberek szerint hatástalan a Coviddal szemben. Az OGYÉI szerint ezek a cikkek akadályozhatják a járvány elleni védekezés sikerét, mert megrendíthetik a bizalmat a gyógyszerekben. Ferenci szerint a Favipiravirt meghaladták a változások, és már nem olyan hatékony, mint kezdetben, ezt pedig szaktekintélyek mondták ki, ezzel szemben az OGYÉI semmilyen tudományos érvvel nem tudja ezt cáfolni, tudományos kérdésekben a hatósághoz fordul, ami megfélemlítőleg hathat a tudományos élet szereplőire, akadályozva a kutatás szabadságát és közvetve az emberek egészségét.
Közben kiderült, hogy a volt kancelláriaminiszter, Lázár János által vezetett Magyar Tenisz Szövetségben legalább két alkalommal csaltak a versenyzők PCR-tesztjeivel 2021 novemberében.
2022. április 6-án a Magyar Tudományos Akadémia és az Emberi erőforrások Minisztériuma megállapodást írt alá arról, hogy együttműködik a Covid-19-járvány kapcsán keletkező adatok, tapasztalatok tudományos feldolgozásában, elemzésében, értékelésében és közreadásában. Ezt az intézkedést azonban a járvány kezdete után több mint két évvel igencsak megkésettnek értékelték szakemberek, miközben a járvány súlyosabb hullámai alatt alig lehetett részletes adatokhoz jutni. A kutatók szerint a kormányzat újabb titkolózással kezeli a járványügy adatokat, amiket továbbra is nehéz nemzetközi adatokkal összehasonlítani, ez pedig továbbra is fenntartja az oltásszkepticizmust.
Az is kiderült 2022-re, hogy a kínai vakcinák beszerzésében érdekelt magyar közvetítőcég, a Danubia Pharma Kft. 2021-es árbevétele az előző évi 3,4 milliárd forintról 54,8 milliárd forintra, 1511 százalékra emelkedett. A cég mögött bizonyos Földvári Gábor üzletember és fia áll, Földvári korábban többek közt a kormány letelepedési kötvényeinek egyik közvetítőcégének a képviselője volt.
Csak 2022 júniusára sikerült a TASZ-nak kiperelni a Nemzeti Népegészségügyi Központtól (NNK) azokat a járványügyi adatokat, amiket a szervezet 2020. november 4. és 16. között, majd 2021. november 8-tól december 23-ig nap mint nap elkért az NNK-tól, mindig az előző napra vonatkozóan. Az NNK láthatóan különböző ürügyekkel próbálta halasztani az adatok átadását, amiket nem is adott át a kért terjedelemben, ezért a TASZ pert indított. Az NNK leginkább arra hivatkozott, hogy a kért adatok nincsenek meg olyan bontásban, ahogy azt a TASZ kérte, ezen kívül szerintük ez „jelentős többletmunkát jelentett volna az amúgy is leterhelt szervtől”. A bíróság szerint viszont elvárható az NNK-tól, hogy a kért bontásban rendszerezze az adatokat, ezen kívül a TASZ kérése nem volt visszaélésszerű vagy indokolatlan – amivel szintén érvelni próbált az NNK –, mivel a járványhelyzet alakulását akarta vizsgálni. Ilyenformán sikerült csak olyan részletességgel hozzáférhetővé tenni azokat az adatokat, amelyeket magától az NNK soha nem tett meg.
2023 májusában a Transparency International Magyarország (TI) hosszas jogi procedúra után, melyet még 2021-ben indított, jogerősen is pert nyert a Kúrián azon lélegeztetőgép-üzlet kapcsán, amelyet átláthatatlan feltételekkel kötött a kormány egy maláj cég és tulajdonosa közreműködésével közel 7000 felesleges és nem is feltétlenül használható kínai lélegeztetőgépre, 176 milliárd forint értékben. A szervezet az ügylet részleteit taglaló információkra és szerződésekre volt kíváncsi, a Külgazdasági és Külügyminisztérium viszont azt közölte egy egyszerű, egyoldalas közleményben, hogy a nevezett dokumentumokat már 2021 novemberében megsemmisítették. A TI felhívta a figyelmet, hogy feltűnően gyors volt a selejtezés, miközben egy magánszemélynek öt évig kell iratokat megőrizni. Bár a kormány megteremtette a jogi feltételét 2020-ban az ilyen szerződéseknek azzal, hogy a „központi költségvetés terhére az egészségügyi válsághelyzettel összefüggésben történő eszközbeszerzések és kapcsolódó szolgáltatások beszerzése tekintetében felmerülő szerződések esetében a szerződéses fél a megkötött szerződés vonatkozásában átlátható szervezetnek minősül”, az nem szerepel benne, hogy mihamarabb meg is kellene semmisíteni ezen ügyletek dokumentációit. A TI arra is rámutatott, hogy a megsemmisítésnek is megvannak a maga jegyzőkönyvi szabályai, amiknek a minisztérium indoklásában semmi nyoma. Mint mondták abszurd, hogy a kormány mindenféle dokumentáció nélkül elkölt 176 milliárd forintot, ezért is értékelték „kamugyanúsnak” a minisztérium válaszát.
2023. augusztus végén szintén a TI adta közre, hogy két év pereskedés után válaszolt a Belügyminisztérium az akkor még létező Emberi Erőforrások Minisztériumához benyújtott közérdekűadat-igényléssel kapcsolatban, amiben a 300 milliárd forint értékben, gyanús körülmények között beszerzett lélegeztetőgépek eladásával kapcsolatban tettek fel kérdéseket. A kiadott válasz szerint egyetlen gépet sem sikerült értékesíteni, ezért a soha nem használt gépek azóta is kihasználatlanul raktározva „porosodnak”. A válaszból az is kiderült, hogy a gépek értékesítése nem is volt szándékában az állami szerveknek, így esélye sem látszik a TI szerint feleslegesen elköltött százmilliárdok akár részleges megtérülésének.
2024 januárjára az Átlátszó.hu közadatigénylésében kikért adatai szerint kiderült, hogy az Országos Vérellátó Szolgálat több mint három milliárd forint értékű PCR-tesztet selejtezett le. (Két évvel korábban, 2021 végén már leselejteztek 5 milliárd forint értékben PCR-teszteket.) A Bayerné dr. Matusovits Andrea – Bayer Zsolt kormányközeli publicista felesége – vezette szervezet 18,2 milliárd forintért szerződött le Bayerné ismerősének cégével PCR-tesztek beszerzésére. Az így megvásárolt egymillió tesztből összesen 188 852 teszt került selejtezésre, melyek így hozzávetőleg hárommilliárd forintot tettek ki.
Ugyanekkor derült ki az is, hogy a kormány által darabonként 10,76 millió forintért vásárolt 749 lélegeztetőgépet – amik így több mint 8 milliárdba kerültek – már 975 ezer forintért se tudták senkinek értékesíteni, ezért egy végrehajtói árverés keretében már 650 ezres áron is licitáltathatók, eredménytelenség esetén pedig nem egész 10 millió forintért is elvihető az összes 8 milliárdért vásárolt berendezés. Az eljárásra a Külügyminisztériummal leszerződött egyik rendezetlen hátterű cég végrehajtása miatt került sor.
2024 tavaszán, a korábbi években a médiában is feltűnt OTT-ONE Nyrt.-ről derült ki, hogy a járvány eszkalálódása idején történt lélegeztetőgép-beszerzésekben szert tett milliárdjai után számos üzleti szabálytalanság miatt az MNB a cég felszámolásáról döntött. A vállalkozás részvényeinek kereskedését 2023-ban függesztették fel, amikből azonban számos kisrészvényes is vásárolt, a cég megszűnésével viszont ezek a kisbefektetők elvesztették a befektetéseik értékét, miközben a bizonyos esetekben el nem is adható, immár értéktelen részvények kényszerű birtoklása akár pluszköltségekkel is járhat, ezért többen feljelentést tettek, miközben a cég felszámolásának körülményei tisztázatlanokká váltak.
2025. január 26-án a kormányzat a YouTube-on egy imázsvideót tett közzé a koronavírus-járvány öt éves évfordulója kapcsán, ebben a kormánytagok és egyéb egészségügyi szereplők idézték fel az akkori eseményeket, magukat egyfajta dicsőítő pózba helyezve, mint akik sikeresen megbirkóztak a kihívásokkal. A videó hamar bírálatok tárgya lett, mivel az abban szereplők igyekeztek magukat és az akkori intézkedéseiket jó színben láttatni, miközben a kellemetlen, tragikus, ezért a kormányzatra nem jó fényt vető körülményeket meg sem említették vagy „elkenték” a videóban, egyebek mellett nem tértek ki a halottak számára, részvétet sem fejeztek ki irányukba vagy hozzátartozóik irányába, ahogy a túlárazottan vett felesleges lélegeztetőgépek és a fertőződtek adatainak eltitkolása sem kerültek bele. Kulja András orvos, a TISZA Párt európai parlamenti képviselője, aki a pandémia idején szintén részt vett a fertőződtek ellátásában élesen bírálta a kormányzat propagandisztikus videóját egy Magyar Péter pártelnökkel közös videóban, felidézve, hogy számos beteg ellátatlanul maradt, mert nem volt hely, az elégséges fogyóeszközök hiányát, illetve a nyilatkozatstopot és a médiumok kizárását a kórházakból, miközben a járvány alatt is a propaganda harsogott. Elmondta, hogy a beszerzett lélegeztetőgépekből is sok használhatatlannak bizonyult, az egyéb dolgok hiányával, mint  pelenka, tápszer, személyzet a fekvőbetegek mozgatására pedig lényegében magukra hagyták az intézményeket. Magyar a miniszterelnököt kritizálta, aki most is sikerekről beszél, miközben egy hozzátartozót sem hívott fel, hogy részvétet nyilvánítson, ezen kívül arról beszélt, hogy miután akkori feleségével, Varga Judittal félmillió forintot utaltak az egyik kórház alapítványának, Rogán Antal hívta felháborodva, mert az adományával azt a látszatot keltette, hogy pénzhiányos az egészségügy. A film kapcsán az Átlátszó.hu is átvette, hogy mennyiféle visszás kormányzati intézkedés történt a járvány alatt, ideértve az átláthatatlan pénzköltéseket, a kormányközeli cégek számára kedvező tendereket, bizonyos önkormányzatok önkényes lépéseit és a nyilvánosságtól elzárt járványadatokat. Takács Péter egészségügyi államtitkár Magyarék videójára reagálva pert is kilátásba helyezett a személyét ért kijelentések miatt, amire Kulja úgy reagált, hogy Takács adatok és szakmai tények nélkül személyeskedik, Magyar pedig a kormányzat járvány során történt ellenőrizetlen költéseire hívta fel a figyelmet. Elemzői vélemény szerint „a kutya sem várta”, hogy a kormány emlékeztesse a lakosságot a tragikus járványra, ezzel szerinte a kormány a kommunikációs elsőbbséget kívánja visszavenni az időközben megerősödött TISZA Párttól, bizonytalan eredménnyel.

## A veszélyhelyzet megszüntetése
Jelenleg Magyarországon a következő jogszabályok intézkednek a járványügyi helyzet megszüntetéséről:
- 2022. évi V. törvény a veszélyhelyzet megszűnésével összefüggő szabályozási kérdésekről
- 181/2022. (V. 24.) Korm. rendelet a veszélyhelyzet kihirdetéséről és a veszélyhelyzeti intézkedések hatálybalépéséről szóló 27/2021. (I. 29.) Korm. rendelettel kihirdetett veszélyhelyzet megszüntetéséről
- 195/2022. (V. 27.) Korm. rendelet a veszélyhelyzet megszűnésével összefüggő egyes szabályozási kérdésekről

Fenti jogszabályokból közérthető tájékoztatást tartalmaz a 181/2022. (V.24.) kormányrendelet:
"1. § A Kormány az Alaptörvény 53. cikk (1) bekezdése alapján a veszélyhelyzet kihirdetéséről és a veszélyhelyzeti intézkedések hatálybalépéséről szóló 27/2021. (I. 29.) Korm. rendelet szerinti, az élet- és vagyonbiztonságot veszélyeztető tömeges megbetegedést okozó SARS-CoV-2 koronavírus-világjárvány következményeinek elhárítása, a magyar állampolgárok egészségének és életének megóvása érdekében Magyarország egész területére kihirdetett veszélyhelyzetet megszünteti.
2. § Ez a rendelet 2022. június 1-jén lép hatályba."

## Civil és közösségi kezdeményezések

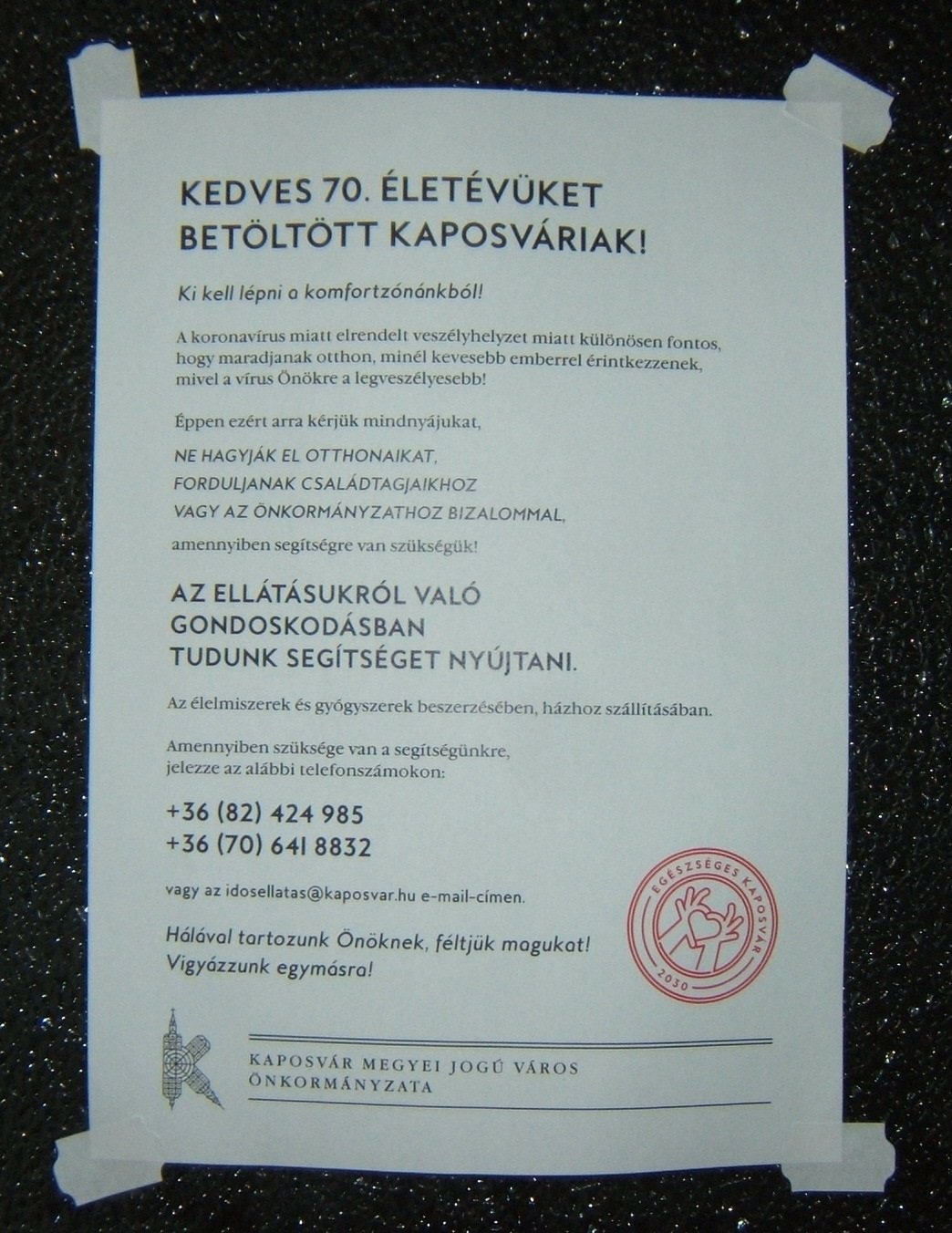
Idős emberek számára készített felhívás egy kaposvári társasházban

### Pszi Pont Alapítvány[568]
Több mint 500 pszichológus, pszichiáter és mentálhigiénés szakember fogott össze, hogy ingyenes és önkéntes pszichológiai támogatást nyújtson a Covid kapcsán. Két nagyszabású program is megvalósult:

#### Pszichológiai támogatás a Covid miatt nehéz helyzetbe került személyeknek[569]
2020-től:  A járvány kezdetekor több száz pszichológus, pszichiáter és mentálhigiénés szakember fogott össze, hogy pszichológiai támogatást nyújtson a Covid járvány miatt nehéz helyzetbe került személyeknek. Több ezer embernek több tízezer órában nyújtottak a szakemberek pszichológiai támogatást a járványhelyzet végéig.

#### Az egészségügyi dolgozók pszichológiai támogatása[574]
2021-től: A járvány elhúzódása során az egészségügyi dolgozók végtelenül leterheltté váltak. Testi és lelki kimerültségük ellenére kellett a megterhelő és sokszor nagyon hálátlan feladataikat elvégezniük. Az összefogásban résztvevő önkéntes több száz pszichológus, pszichiáter és mentálhigiénés szakember észlelve ezt a leterheltséget, elérhetővé tették a pszichológiai segítségnyújtást az egészségügyi dolgozók számára is. Több ezer egészségügyi dolgozó kapott így ingyenes pszichológiai támogatást.

### „Maradj otthon” felhívás
Már a járvány kezdeti szakaszában egyre több járványügyi szakember hangoztatta, hogy a betegség terjedését legjobban úgy lehet lassítani, ha mindenki minél kevesebbet tartózkodik közösségekben, ha teheti, otthon marad egész nap, akár heteken át. A „Maradj otthon!” felhívást a közismert hírességektől kezdve az „egyszerű emberekig” egyre többen terjesztették, főként a világhálós közösségi oldalakon. Otthon maradásra biztató „karanténdalokat” írt például Kovács András Péter, FankaDeli, a Fatal Error, a Csík zenekar, a KFT, Nagy Feró, Csík János és a Republic is. Online koncertet adott a Tankcsapda, és alakult egy úgynevezett karanténszínház is. Március 21-én indult újra a Maradj Otthon! Fesztivál, amelyhez számos előadó csatlakozott.

### További kezdeményezések
Több városban önkéntes csoportok szerveződtek, amelyek tagjai olyan, többnyire fiatal emberekből állnak, akik vállalták, hogy segítenek az otthonukba bezárkózott idős embereknek vásárolni illetve gyógyszereiket kiváltani.
Egy közösségi oldalon szerveződött csoport kezdeményezésére minden nap este 8 órakor a mozgalomhoz csatlakozó személyek erkélyükre vagy például házuk ablakába kiállva tapsoltak, hogy így fejezzék ki nagyrabecsülésüket és biztatásukat az egészségügyben és a szociális ellátásban a megnövekedett tehertétel mellett dolgozó emberek irányába. Egy alkalommal több száz taxis gyűlt össze a budapesti Hősök terén, ahol dudálással nyilvánítottak köszönetet az egészségügyi dolgozóknak.
A HWSW informatikai hírportál programozói versenyt hirdetett, amelyen több kategóriában kellett elkészíteni a versenyfeladatokat:
- Ments életeket!
- Ments meg közösségeket!
- Ments meg vállalkozásokat!
- Mentsd meg az oktatást![593]

## Hatásai

### Sport
A veszélyhelyzet március 11-i kihirdetése szinte minden sportrendezvényt érintett, ugyanis kimondták: tilos 100 fősnél nagyobb beltéri, illetve 500 fősnél nagyobb kültéri rendezvényeket tartani az ország területén. Ennek következtében a labdarúgó-bajnokság soron következő, 25. fordulójának mérkőzéseit már zárt kapuk között kellett megrendezni. (Az 55 UEFA-tagállam bajnoksága közül már csak 6-ban rendeztek az ezt követő hétvégén mérkőzéseket, köztük volt az NB1 is.) Március 16-án született döntés arról, hogy a teljes bajnokságot felfüggesztik, még zárt kapus mérkőzések sem lesznek.
Március 11-én befejezettnek nyilvánították az elődöntőknél tartó és a magyar jégkorong bajnoki címről is döntő Erste Liga szezont, majd 13-án minden alacsonyabb osztályú és korosztályos bajnokságról is hasonló döntés született. A Magyar Kézilabda-szövetség március 14-től minden bajnokságot és kupasorozatot felfüggesztett, és ugyanezt a döntést hozta meg a Magyar Vízilabda-szövetség is. Szintén leállt Magyarországon a kosárlabda- és a röplabda-bajnokság, valamint elhalasztották a március végére tervezett magyar úszóbajnokságot is. Továbbá a Magyar Karate Szakszövetség versenynaptárába tartozó karate versenyeket ideiglenesen elhalasztották. Március 13-án lemondták a Giro d’Italia kerékpárverseny három magyarországi szakaszát, 17-én pedig májusról októberre halasztották a legrangosabb hazai verseny, a Tour de Hongrie időpontját.
Mivel Bulgáriában is vészhelyzetet hirdettek, ezért legalább március 29-ig tilos minden sportesemény megtartása Bulgáriában, emiatt a március 26-ra tervezett bolgár–magyar Európa-bajnoki pótselejtező labdarúgó-mérkőzés is halasztásra került. Március 16-án a Magyar Ökölvívó Szövetség a londoni olimpiai kvalifikációs tornán szereplő sportolók azonnali evakuálását jelentette be. Március 17-én a 2020-ra tervezett labdarúgó-Európa-bajnokságot, aminek egyik társházigazdája Magyarország lett volna, az UEFA egy évvel elhalasztotta. Ugyancsak későbbre halasztották a május 11–24 közöttre tervezett vizes Európa-bajnokságot is, aminek a budapesti Duna Aréna adott volna otthont. Április 9-én a Magyar Kézilabda Szövetség és a Magyar Röplabda Szövetség is úgy döntött, hogy befejezettnek tekinti a szezont és nem avatnak bajnokot. Május 11-én a Magyar Vízilabda-szövetség törölte a teljes hazai szezont.
Miután májusban jelentősen javult a járványhelyzet, újra engedélyezetté váltak először az edzések, majd a zárt kapus sportrendezvények, később pedig a szabadtéri rendezvényekre már a nézők is bemehettek. Az NBI 70 nap szünet után, május 23-án indult újra, a közönség először a következő hétvégén lehetett jelen.
2021. március 1-én a Magyar Kézilabda-szövetség minden utánpótlás bajnokságot két hétre, később április 15-ig, majd április végéig felfüggesztett. Április 30-án a szövetség az utánpótlás bajnokságokat -végeredmény nélkül- befejezettnek nyilvánította.
2021. április 21-én Kanada Új-Skócia tartománya lemondta a női jégkorong világbajnokság megrendezését. Az eseményen szerepelt volna a Magyar női jégkorong-válogatott is. A lemondás a magyar csapat kiutazását megelőző napon történt. A világbajnokságot a tervek szerint augusztus végén megtartják.
Több futballesemény is megrendezésre került, járványvédelmi polémiától kísérve, némely halasztva, mások a tervezett időben. Ilyen volt a Magyar kupa rangadója 2020. június 3-án, az FC Bayern és Sevilla FC közti szuperrangadó 2020. szeptember 25-én, a Fradi és Mezőkövesd közti meccs 2021. május 1-én, és az elhalasztott 2020-as labdarúgó-Európa-bajnokság, aminek budapesti rendezvényeit 2021 júniusában tartották.